# Friedrich Wilhelm III. (Preußen)

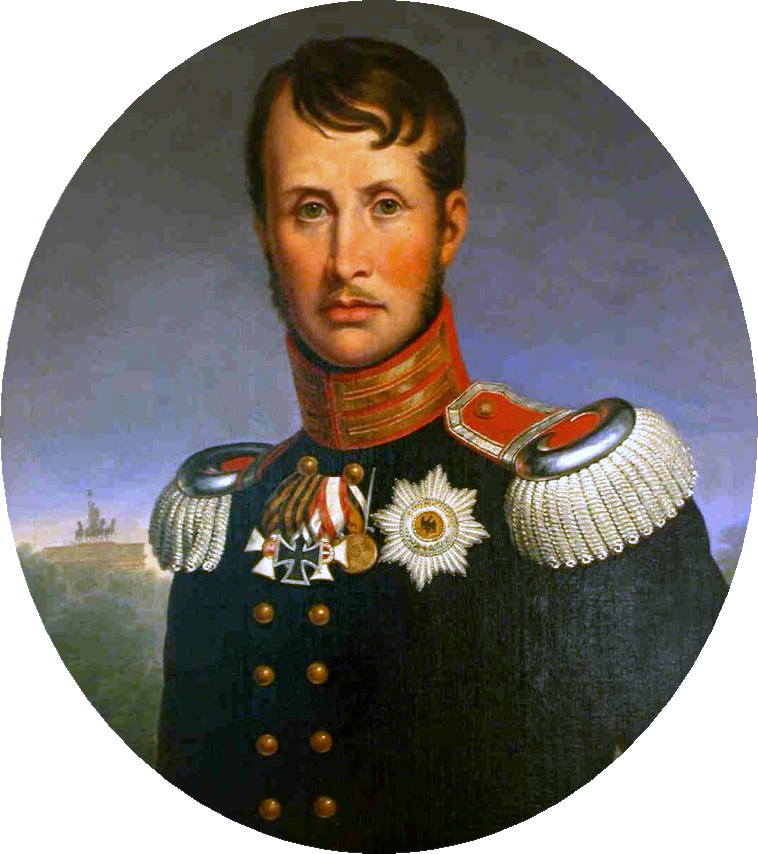
Porträt Friedrich Wilhelms III. von Ernst Gebauer nach einem Gemälde François Gérards. Friedrich Wilhelms Unterschrift:

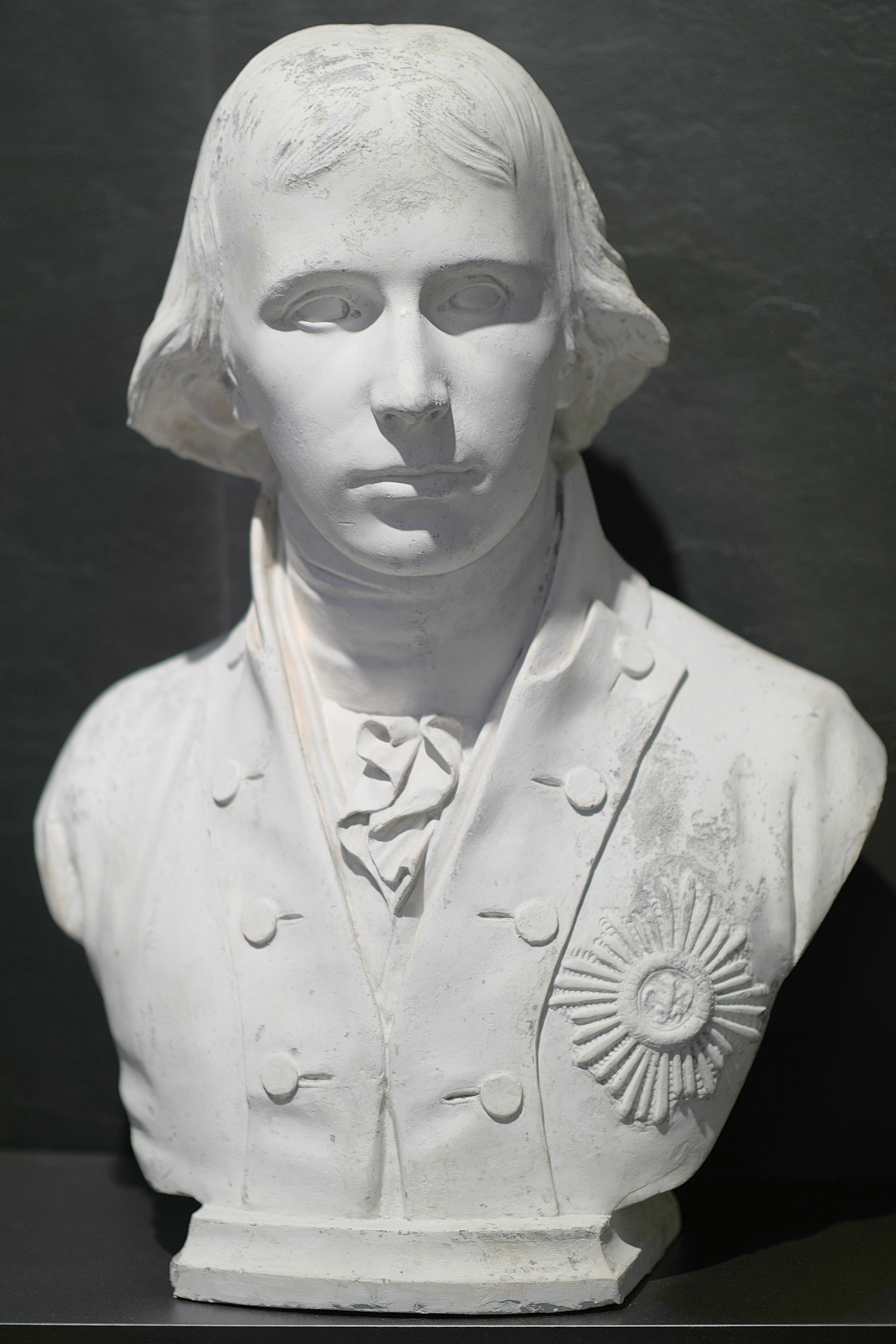
Friedrich Wilhelm III., Gipsbüste von Johann Gottfried Schadow (1797), Berlin, Alte Nationalgalerie

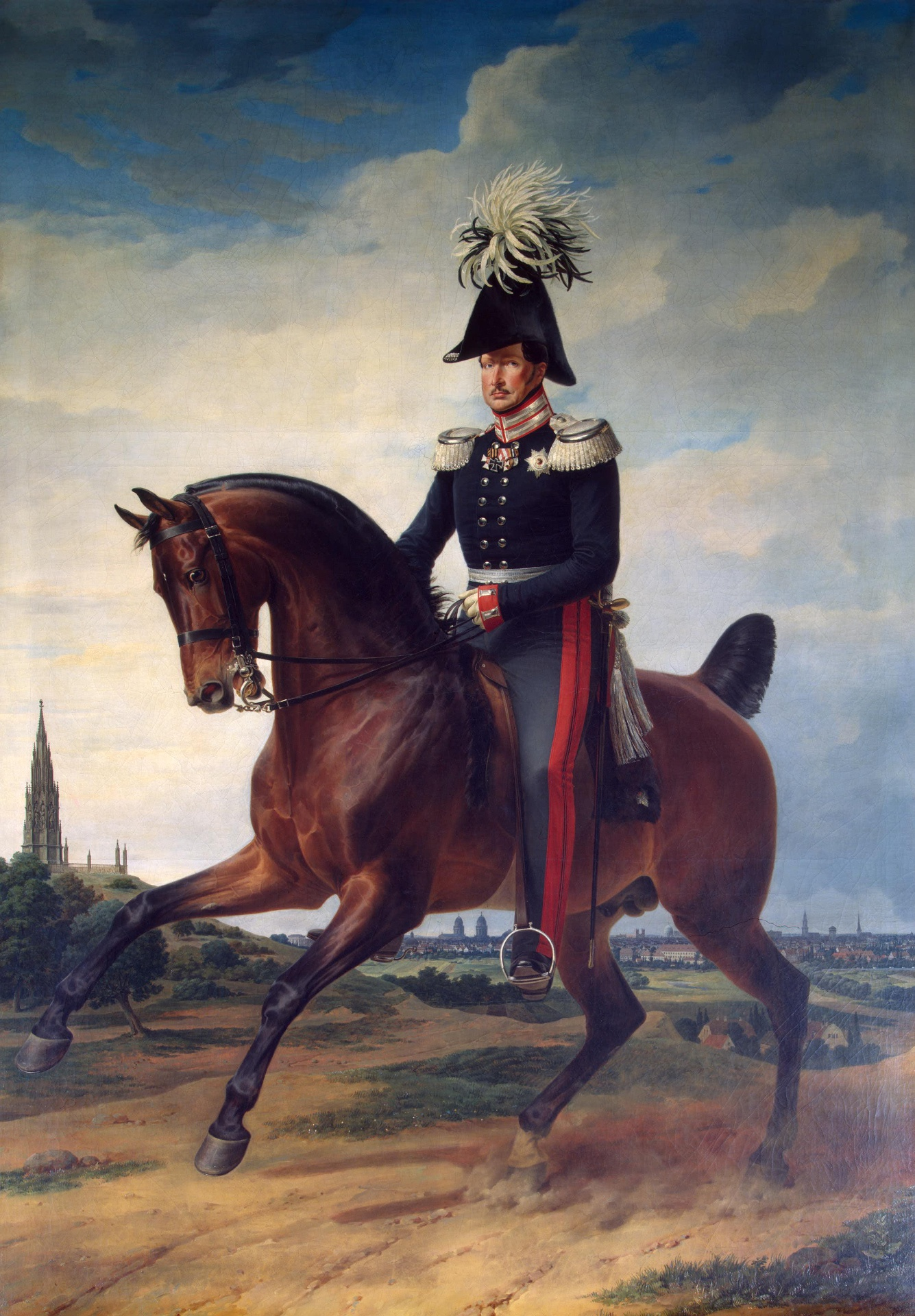
Reiterporträt Friedrich Wilhelms III., gemalt von Franz Krüger

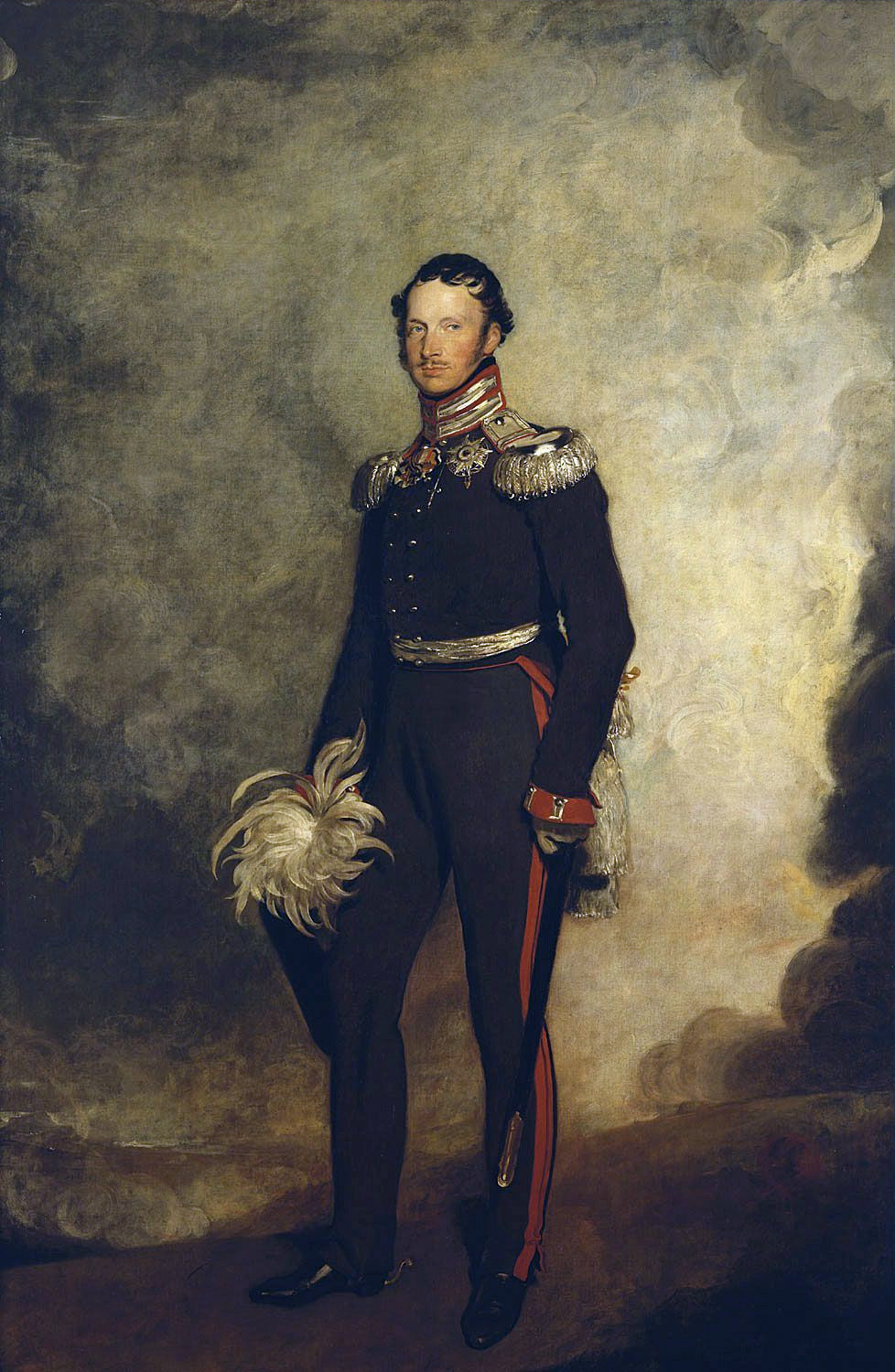
Friedrich Wilhelm III., gemalt von Thomas Lawrence

Friedrich Wilhelm III. (* 3. August 1770 in Potsdam; † 7. Juni 1840 in Berlin) aus dem Haus Hohenzollern war von 1797 bis 1840 König von Preußen und Kurfürst von Brandenburg (bis 1809).
Am Beginn seiner Herrschaft betrieb Friedrich Wilhelm III. eine Neutralitätspolitik, die zur Isolierung Preußens und Abhängigkeit von Frankreich, aber auch zu Gebietsgewinnen führte. Unter drohender Gefahr befahl er im Jahr 1806 die Mobilmachung gegen Napoleon, der die Preußische Armee in der Schlacht bei Jena und Auerstedt vernichtend schlug. Der Frieden von Tilsit 1807 besiegelte die Niederlage Preußens mit großen Gebietsverlusten. Zur Stärkung des Reststaats ermöglichte Friedrich Wilhelm III. die Preußischen Reformen durch Karl Freiherr vom Stein, Karl August von Hardenberg, Gerhard von Scharnhorst und Wilhelm von Humboldt. Nur zögerlich schloss er sich im Jahr 1813 mit dem Aufruf An Mein Volk den Befreiungskriegen gegen Napoleon an. Nach dem Wiener Kongress 1815 sorgte er für den Wiederaufstieg Preußens und die Rückgewinnung der alten Gebiete. Die Staatsreformen setzte er jedoch nicht fort, sondern betrieb eine Restaurationspolitik im Sinne der Heiligen Allianz mit Russland und Österreich. Unter seiner Herrschaft begann der klassizistische Ausbau Berlins durch Karl Friedrich Schinkel.

## Leben bis zum Herrschaftsantritt

### Herkunft

Monogramm von Friedrich Wilhelm III.

Friedrich Wilhelm wurde am 3. August 1770 in Potsdam als ältester Sohn des damaligen Thronfolgers und späteren preußischen Königs Friedrich Wilhelm II. und Friederike von Hessen-Darmstadt geboren. Seinen Großonkel Friedrich II. hatte der junge Friedrich Wilhelm noch gekannt. Friedrich Wilhelm galt als schüchternes und zurückhaltendes Kind. Auch als Erwachsener hatte er ein eher trockenes und nüchternes Wesen. Legendär wurde die charakteristische Kürze seiner Redeweise. Besonders das Weglassen der Personalpronomina wurde Vorbild für die knappe preußische Militärsprache.

### Heirat

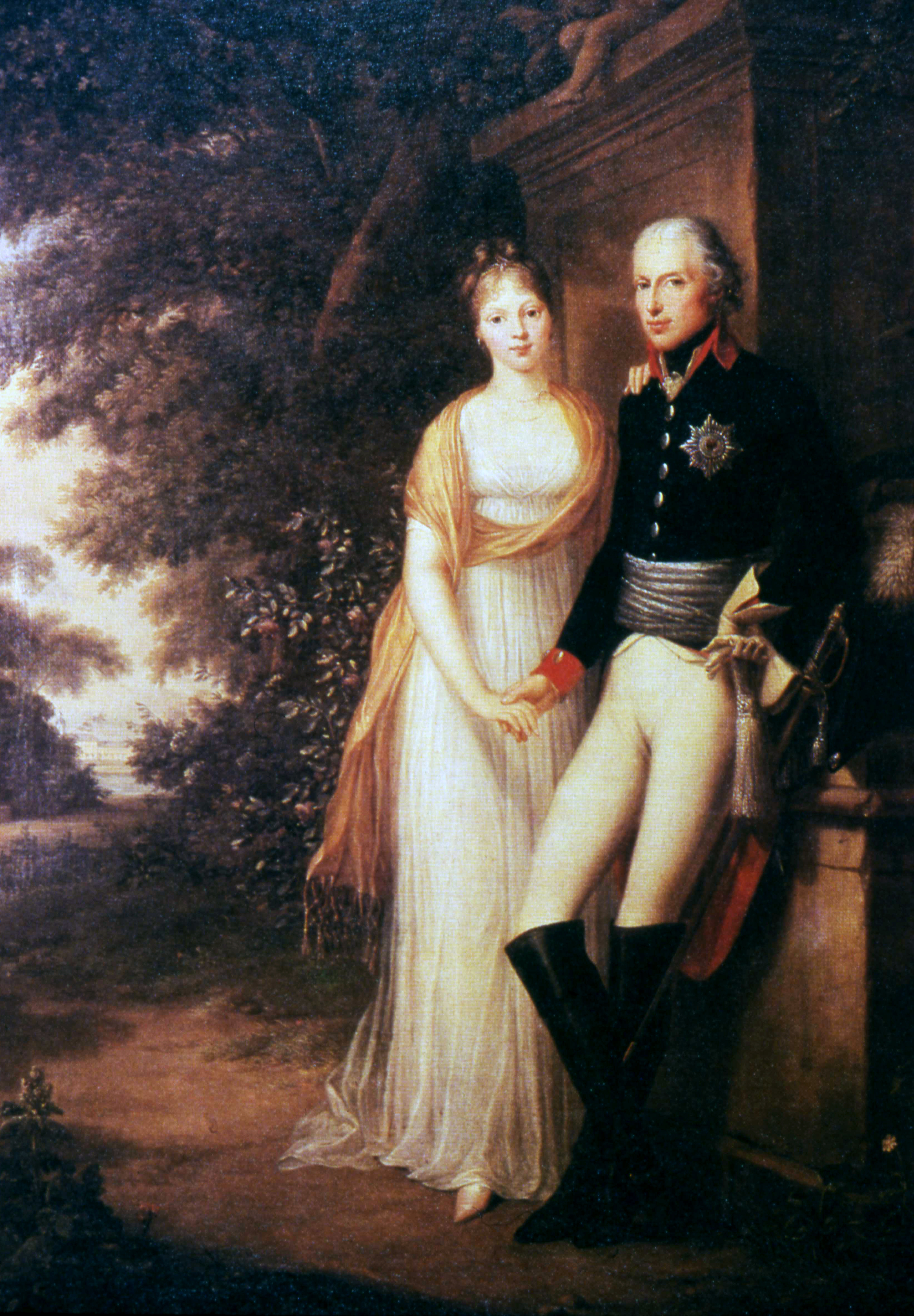
Friedrich Wilhelm III. und Königin Luise im Park von Schloss Charlottenburg, Ölgemälde von Friedrich Georg Weitsch, 1799

Am 24. Dezember 1793 heiratete Friedrich Wilhelm Luise zu Mecklenburg-Strelitz. Die Eheleute waren über ihre Mütter, die Cousinen waren und von Ludwig VIII. von Hessen-Darmstadt abstammten, miteinander verwandt. Im Kronprinzenpalais Unter den Linden in Berlin, wo er auch als König wohnen blieb, und im bescheidenen Sommersitz Schloss Paretz bei Potsdam führte Friedrich Wilhelm ein fast schon bürgerliches Leben und eine vorbildhafte Ehe.
Aus der Ehe stammen zehn Kinder, von denen sieben erwachsen wurden. Prinz Friedrich Wilhelm IV., der älteste Sohn, folgte seinem Vater als preußischer König nach. Prinz Wilhelm I., der zweitgeborene Sohn, wurde 1861 preußischer König und ab 1871 der erste Kaiser des Deutschen Kaiserreiches. Die älteste Tochter, Prinzessin Charlotte von Preußen, bestieg als Alexandra Fjodorowna den russischen Zarenthron. Luise von Preußen, die jüngste Tochter aus der Ehe mit Luise, wurde Prinzessin der Niederlande. Tochter Alexandrine von Preußen wurde Großherzogin von Mecklenburg-Schwerin.

## Friedrich WilhelmIII. als König

### Herrschaftsantritt (1797)
Am 9. November 1797 überließ König Friedrich Wilhelm II. seinem Sohn die Regierungsgeschäfte, da er dazu aufgrund von Atemnot und Bewegungsunfähigkeit nicht mehr in der Lage war. Er starb am 16. November 1797, morgens um 8:58 Uhr, im Alter von 53 Jahren im Marmorpalais während eines Krampfanfalls. Wenige Stunden zuvor hatte Friedrich Wilhelm in Berlin von Boten erfahren, dass sein Vater im Sterben lag. Auf dem Weg zum Marmorpalais in Potsdam begegnete ihm der königliche Kabinettsrat von Bischoffwerder, der die Nachricht vom Tod des Königs nach Berlin tragen sollte. Der Kronprinz war nun als Friedrich Wilhelm III. neuer König von Preußen.
Als offizielle Zeremonie des Amtsantrittes diente die Huldigung von Ständen und Untertanen. Im Kern war die Huldigung ein Eidschwur, welchen Vertreter im Namen des ganzen Volkes vor ihrem Monarchen sprachen. Den Aufwand seiner festlichen Huldigung versuchte Friedrich Wilhelm III. aus zwei Gründen zu begrenzen: Friedrich Wilhelm II. hatte seinem Nachfolger 48 Millionen Taler Staatsschulden hinterlassen und Friedrich Wilhelm III. wollte sich von ihm, der eine sehr prachtvolle höfische Repräsentation gepflegt hatte, bewusst abgrenzen. Die Huldigung als König von Preußen nahm Friedrich Wilhelm am 5. Juni 1798 in Königsberg ein, der Hauptstadt des Königreichs Preußen, auf dem seine Königswürde beruhte. Zu den Festtagen in Königsberg waren 3000 Personen eingeladen. Die Festlichkeit begann mit einem Gottesdienst und dem Eidschwur der Minister an den neuen König im Königsberger Schloss. Die Huldigung der Stände nahm der König auf dem Balkon im Schlosshof entgegen. Das außerhalb der Reichsgrenzen liegende Königreich Preußen hatte infolge der Teilungen Polens seit 1772 mit West-, Süd- und Neuostpreußen über zwei Millionen polnische Einwohner hinzugewonnen. Die Deputierten Süd- und Neuostpreußens leisteten den Eid in lateinischer bzw. polnischer Sprache. Am 6. Juli 1798 folgte in Berlin die Huldigung für die innerhalb Deutschlands liegenden „preußischen Staaten“. Nach dem Gottesdienst im Berliner Dom zogen die königliche Familie und die Vertreter von Adel und Klerus ins Berliner Schloss. Im Rittersaal schworen zunächst die Prinzen des Königshauses ihren Treueid auf König und Gesetze, dann im Weißen Saal die oberen Stände. Der König versprach den Ständen im Gegenzug „mit Gnade und Gerechtigkeit zu regieren“. Anschließend trat der König auf den Balkon über dem Portal IV des Schlosses, um den Eid von den im Lustgarten versammelten Vertretern entgegenzunehmen. Angesichts der Französischen Revolution boten die Huldigungsfestlichkeiten die Gelegenheit, einen Beweis für die lebendige Beziehung zwischen Monarch und Volk zu liefern.

### Höfische Sittenpolitik

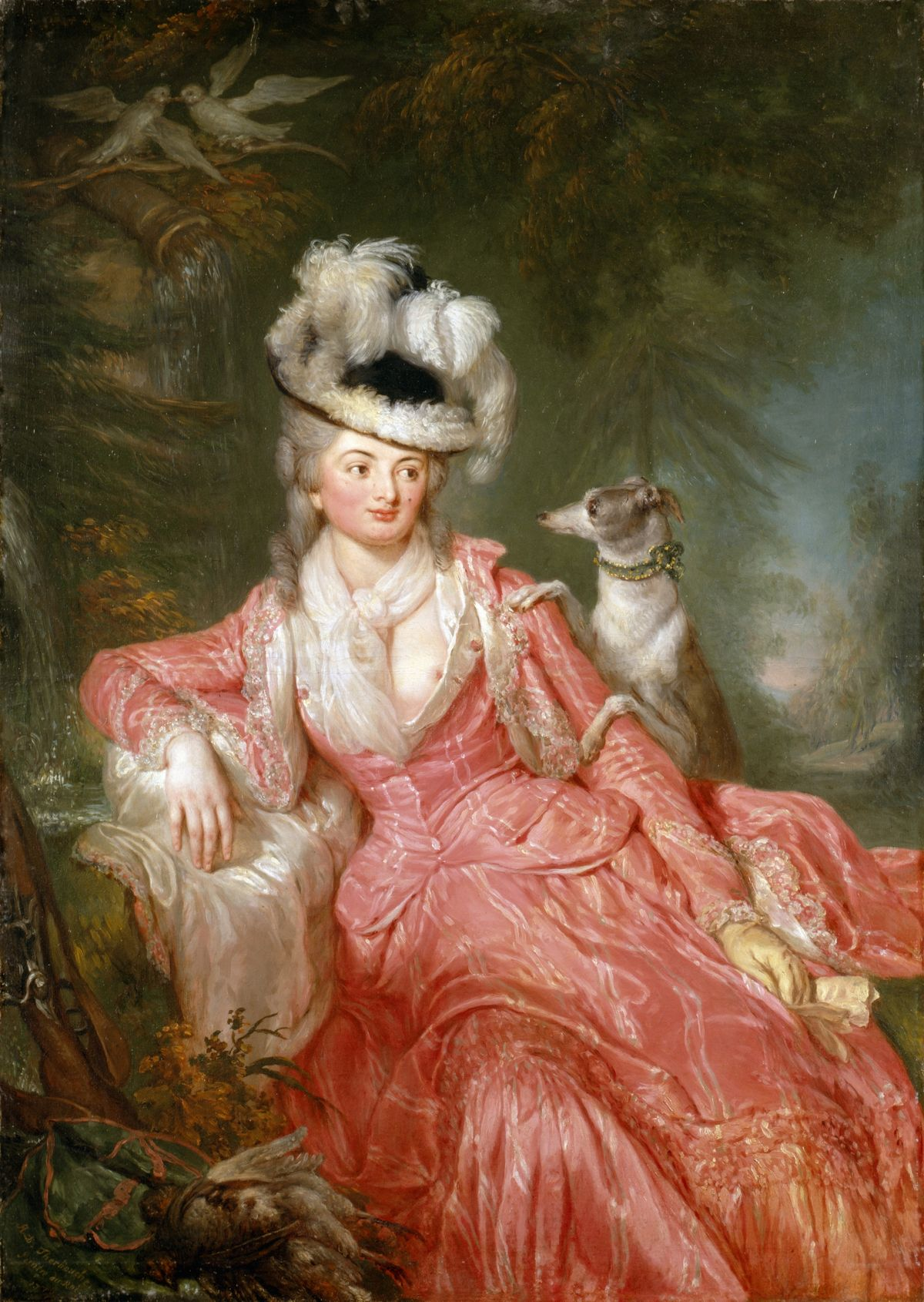
Die Mätresse seines Vaters: Wilhelmine von Lichtenau

Angewidert vom moralischen Zerfall am Hofe seines Vaters (Intrigen einer kleinen Hofclique, Affären des königlichen Vaters, der am Ende mit drei Frauen zugleich verheiratet war), war er bemüht, die Sittlichkeit im Königshaus wiederherzustellen. Bereits kurz vor dem Tod seines Vaters hatte er diese Maßnahme in der Schrift Gedanken über die Regierungskunst begründet:

„Ein fürstlicher Hof ist gewöhnlich mit trotzigen, eingebildeten, hochmüthigen und impertinenten Subjekten versehen. Eben daher kömmt es denn, dass die meisten Höfe gewöhnlich als Sitze des Lasters und der Üppigkeit von dem Land verabscheut werden.“

Die Gräfin von Lichtenau, die von ihm gehasste Mätresse seines Vaters, ließ Friedrich Wilhelm unter Arrest stellen, ihre Wohnung wurde durchsucht und ihr Besitz beschlagnahmt. Der König warf ihr in einer Kabinettsorder vom 13. März 1798 vor, „die wichtigsten wie die geringsten Regierungsangelegenheiten von ihren landesverderblichen Einfluss abhängig gemacht (zu) haben“. Allerdings fanden die königlichen Untersuchungen keinen Beweis dafür, dass sie in die Politik Friedrich Wilhelms II. eingegriffen habe.

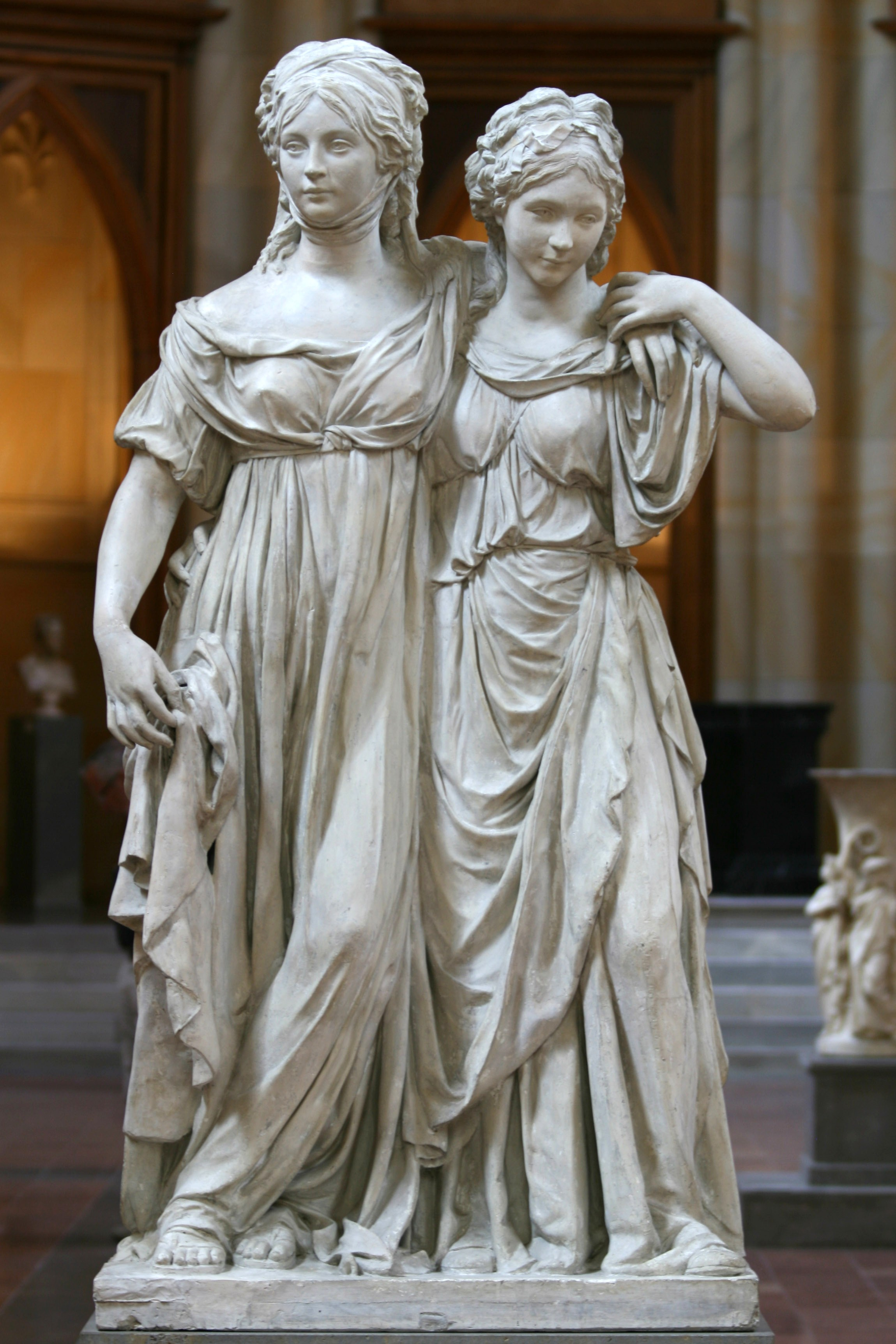
Prinzessinnengruppe

Die Prinzessinnengruppe, eine Skulptur des Bildhauers Johann Gottfried Schadow aus dem Jahr 1795, entzog der König der Öffentlichkeit, da sie ihm „fatal“ erschien. Dargestellt war neben seiner inzwischen gekrönten Frau Luise deren jung verwitwete Schwester Friederike, die sich 1798 von einem Unbekannten hatte schwängern lassen, eiligst pro forma verheiratet werden musste und anschließend vom Hof verbannt worden war.
Auch als Königspaar lebten Friedrich Wilhelm III. und Luise mit ihren Kindern weiterhin im Kronprinzenpalais, das dann Königliches Palais hieß. Das Berliner Schloss diente zu Friedrich Wilhelms Regierungszeit zu seltenen, repräsentativen Staatsakten wie der Huldigungsfestlichkeit und ansonsten als Behördensitz. Anders als seine Vorgänger zog Friedrich Wilhelm eine klare Trennlinie zwischen Privatleben und öffentlicher Funktion. Sein relativ schlichter, fast bürgerlicher Lebensstil fand in der Öffentlichkeit positiven Anklang. So pries der Theaterdichter Karl Alexander Herklots in einem Lobgedicht aus dem Jahr 1798 seinen König mit den Versen:

„Nicht dem Purpur, nicht der Krone
räumt er eitlen Vorrang ein.
Er ist der Bürger auf dem Throne,
und sein Stolz ist’s Mensch zu sein.“

### Ein Bürgerkönig?
Wegen der vergleichsweisen Schlichtheit seines Habitus, seiner Monogamie – er hatte anders als sein Vorgänger keine Mätresse – und seiner vermeintlichen Bürgernähe nannte der Historiker Hans-Joachim Schoeps Friedrich Wilhelm „Preußens einzigen echten Bürgerkönig“. Dem widerspricht der Historiker Thomas Stamm-Kuhlmann: Er sei von seinen Überzeugungen her durchaus kein Freund des Bürgertums gewesen; seine schlichte Lebensweise entsprach dem aktuellen Zeitgeist der Empfindsamkeit. Auch sein Privatleben, das er durchaus gegen Bittsteller und Neugierige abgrenzte, habe dem neuen Geist, hier dem „Strukturwandel der Öffentlichkeit“ (Jürgen Habermas) entsprochen, durch den erstmals die Privatsphäre vom öffentlichen Raum geschieden wurde. Dass er wiederholt als Bürgerkönig dargestellt wurde, sei also mehr auf die Hoffnungen der Darstellenden zurückzuführen als auf die Realität.

### Innenpolitische Reformbemühungen bis 1806

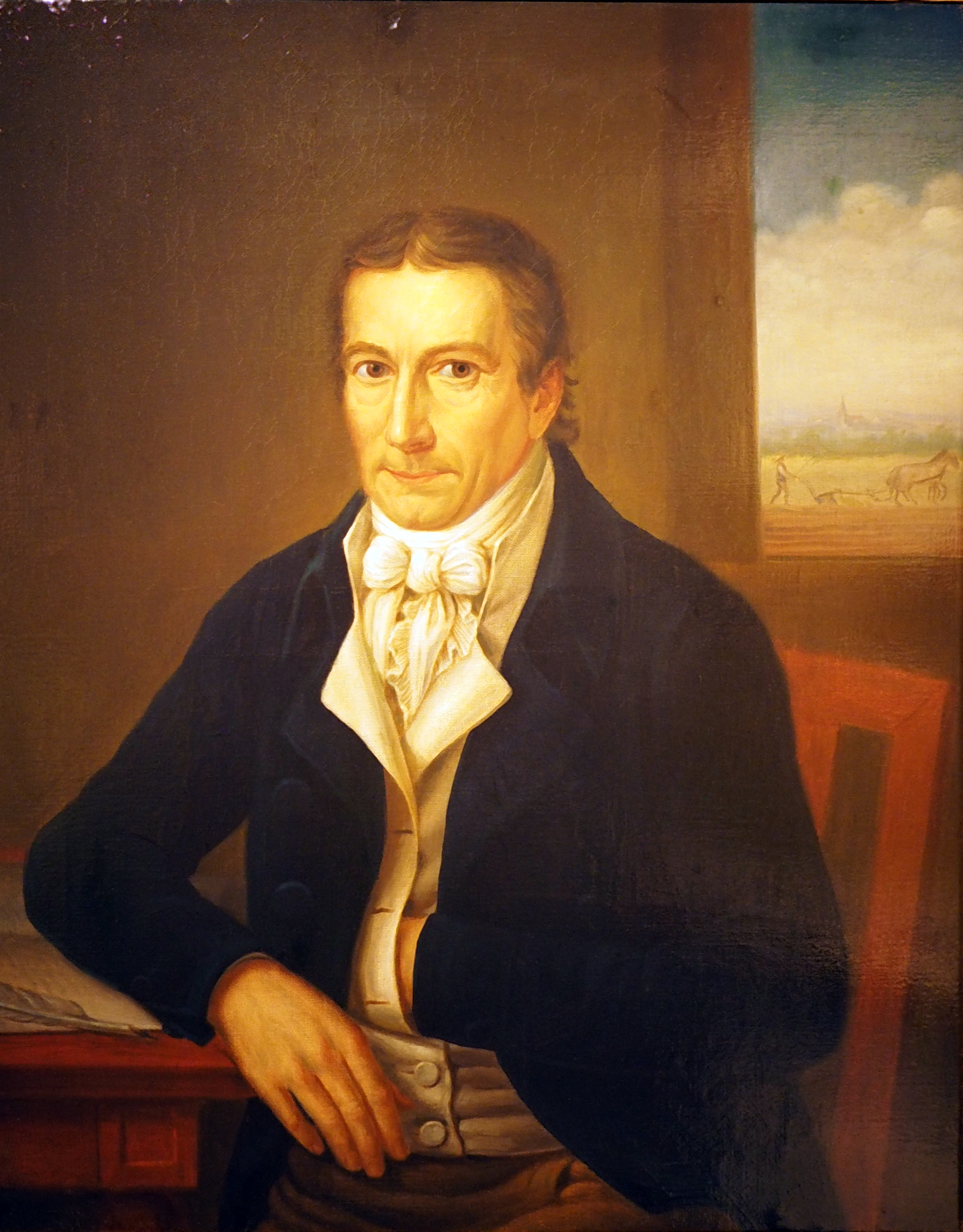
Der Agrarreformer des Königs: Albrecht Daniel Thaer

Schon vor 1806 hatte Friedrich Wilhelm III. Interesse an innenpolitischen Reformen gezeigt, die jedoch nur zögerlich verliefen, da sie auf den Widerstand der Landstände, seiner Kamarilla und Teilen der Bürokratie trafen.
In einem Edikt vom 13. Oktober 1798 wies der König die Finanzkommission an, „auf die Heranziehung des Adels zur Grundsteuer Bedacht zu nehmen“. Friedrich Wilhelm III. ging es in dem Edikt um eine Erhöhung der Grundsteuer, die der Adel an den Staat zahlte. Das Vorhaben scheiterte jedoch, da ein hoher Beamter die königliche Order veröffentlichte und daraufhin die preußischen Landstände protestierten.
1799 erteilte der König den Befehl, die Leibeigenschaft auf den königlichen Landgütern abzuschaffen. Doch die Bemühungen des Königs trafen auf zähen Widerstand aus dem Generaldirektorium, da die adeligen Gutsherren fürchteten, die Bauern ihrer Landgüter könnten rebellieren. Erst nach 1803 ignorierte Friedrich Wilhelm III. diese Bedenken und ließ die Frondienste der Bauern auf seinen Landgütern nach und nach abbauen. Im Jahr 1804 wurde Friedrich Wilhelm III. auf den Agrarreformer Albrecht Daniel Thaer aufmerksam. Die bisherigen Methoden der preußischen Landwirtschaft waren uneffektiv. Thaer ersetzte die mittelalterliche Dreifelderwirtschaft durch die Fruchtfolge. Der König förderte die von Thaer gegründete Lehranstalt, die 1819 den offiziellen Titel „Königlich Preußische Lehranstalt des Landbaus“ erhielt.
Ein weiteres wichtiges Feld der frühen Reformen war die medizinische Versorgung. Auf persönliche Einladung des Königs kam im Jahr 1800 der Arzt Christoph Wilhelm Hufeland nach Berlin. Der König bestimmte ihn zum Leibarzt des Königshauses und zum ersten Arzt der Berliner Charité.
Am 11. August 1806 verfügte Friedrich Wilhelm III. die Gründung der ersten preußischen Blindenanstalt.

### Außenpolitik bis 1807

#### Neutralitätspolitik

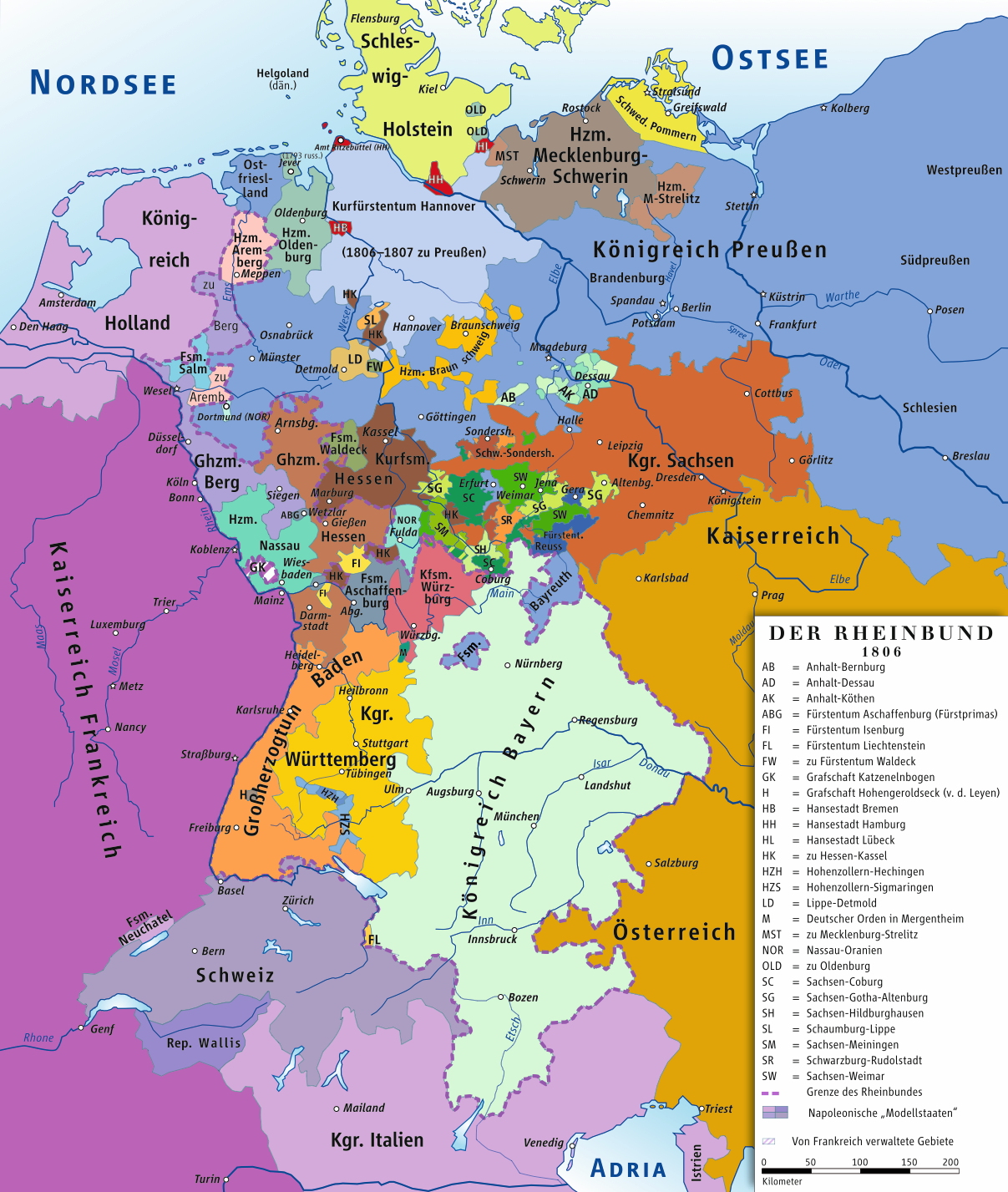
Preußen, der Rheinbund und Österreich im Jahr 1806

Der Friede von Basel von 1795 hatte zum Ausscheiden Preußens aus den Koalitionen gegen das revolutionäre Frankreich geführt. Preußen und Frankreich vereinbarten darin, die Neutralität Norddeutschlands zu achten. Durch die Bildung dieser Neutralitätszone konnte Preußen sein Einflussgebiet im Heiligen Römischen Reich auf Kosten der Habsburger, die weiterhin Krieg führten, ausbauen. Diplomatisch führte diese Politik dazu, dass Preußen keinen verlässlichen Bündnispartner hatte, um die Neutralitätszone zu verteidigen. Der kriegführende Süden des Heiligen Römischen Reiches wurde gegenüber Frankreich so weit geschwächt, dass die französischen Truppen tief ins Heilige Römische Reich vordringen konnten.

Aus der Sicht Friedrich Wilhelm III. und seiner Kamarilla gab es viele Gründe für die Fortführung der Neutralität. Eine neutrale Haltung bot die Möglichkeit, sich alle Handlungsoptionen offen zu halten und später Krieg zu führen. Darüber hinaus ermöglichte der Frieden, die Finanzen des Landes für einen späteren militärischen Konflikt zu sanieren. Friedrich Wilhelm III. strebte im Gegensatz zu Friedrich II. nicht zwangsläufig militärischen Ruhm an. Die vom Siebenjährigen Krieg hinterlassenen Verwüstungen dürften Friedrich Wilhelm während seiner Kindheit nicht entgangen sein und ihn womöglich in seinem Friedenswillen bestärkt haben. Die Freude des Königs am militärischen Leben, so bemerkte später der Schriftsteller Theodor Fontane, habe sich auf die „Musterung des Friedensheeres beschränkt und nicht auf dessen Ausrüstung, auf Paraden und nicht auf Gefechtsausbildung“. Friedrich Wilhelm III. teilte seinem Großonkel Heinrich von Preußen (1726–1802) mit: 

„Alle Welt weiß, dass ich den Krieg verabscheue und dass ich nichts Größeres auf Erden kenne als die Bewahrung des Friedens und der Ruhe als einziges System, das sich für das Glück der Menschheit eignet.“

So blieb Preußen den kriegerischen Auseinandersetzungen mit Frankreich auch weiterhin fern. Da Frankreich versuchte, Großbritanniens Position im Mittelmeer durch die Eroberung Ägyptens zu erschüttern, hatte sich um Großbritannien eine Zweite Koalition mit Russland und Österreich gebildet, die am 1. März 1799 einen weiteren Krieg gegen die Franzosen begann. Die Briten blieben in der Folge der Hauptfeind Napoleons.
Nach der französischen Besetzung der preußischen Markgrafschaft Ansbach zeigte Friedrich Wilhelm III. Interesse an einem Bündnis mit dem russischen Zaren Alexander I. Der König schickte daraufhin seinen Außenminister Christian von Haugwitz mit einem Ultimatum zu Kaiser Napoleon, das mit einem preußischen Kriegseintritt in den Dritten Koalitionskrieg drohte. Als Friedrich Wilhelm III. von der österreichischen und russischen Niederlage bei Austerlitz hörte, zog er die Drohung zurück. Preußen galt damit weiterhin als Verbündeter des wenig zuverlässigen Französischen Kaiserreiches. Auf Druck von Napoleon besetzte Preußen Hannover, das in Personalunion mit Großbritannien regiert wurde. Mit diesem Schachzug trieb Napoleon einen Keil zwischen Friedrich Wilhelm III. und Georg III. von Großbritannien. Eine besondere Demütigung erfuhr Preußen, als Napoleon das Kurfürstentum Hannover wenig später in Friedensverhandlungen über Friedrich Wilhelms Kopf hinweg Großbritannien anbot.

#### Zusammenbruch Preußens

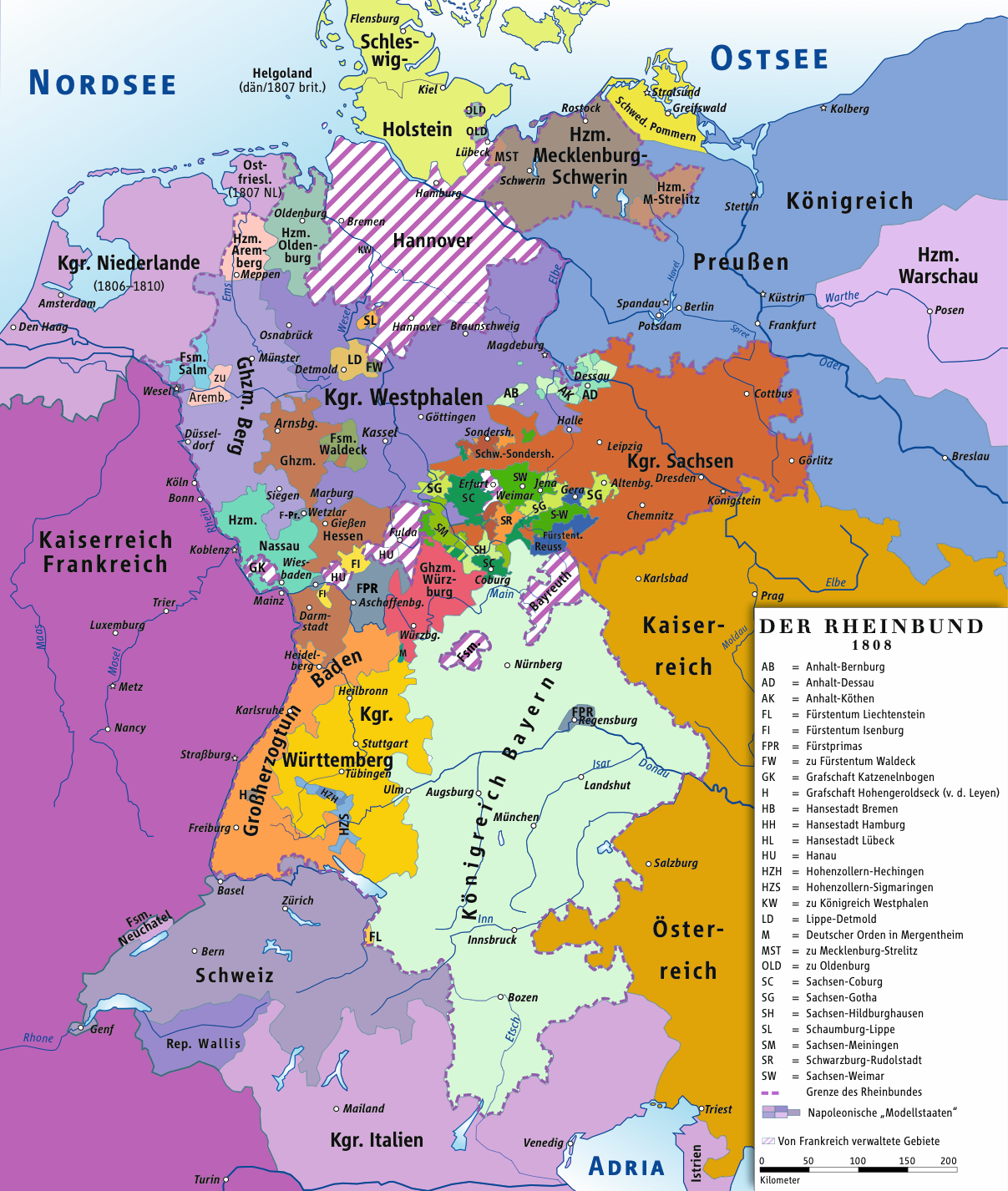
Preußen, der Rheinbund und Österreich im Jahr 1808

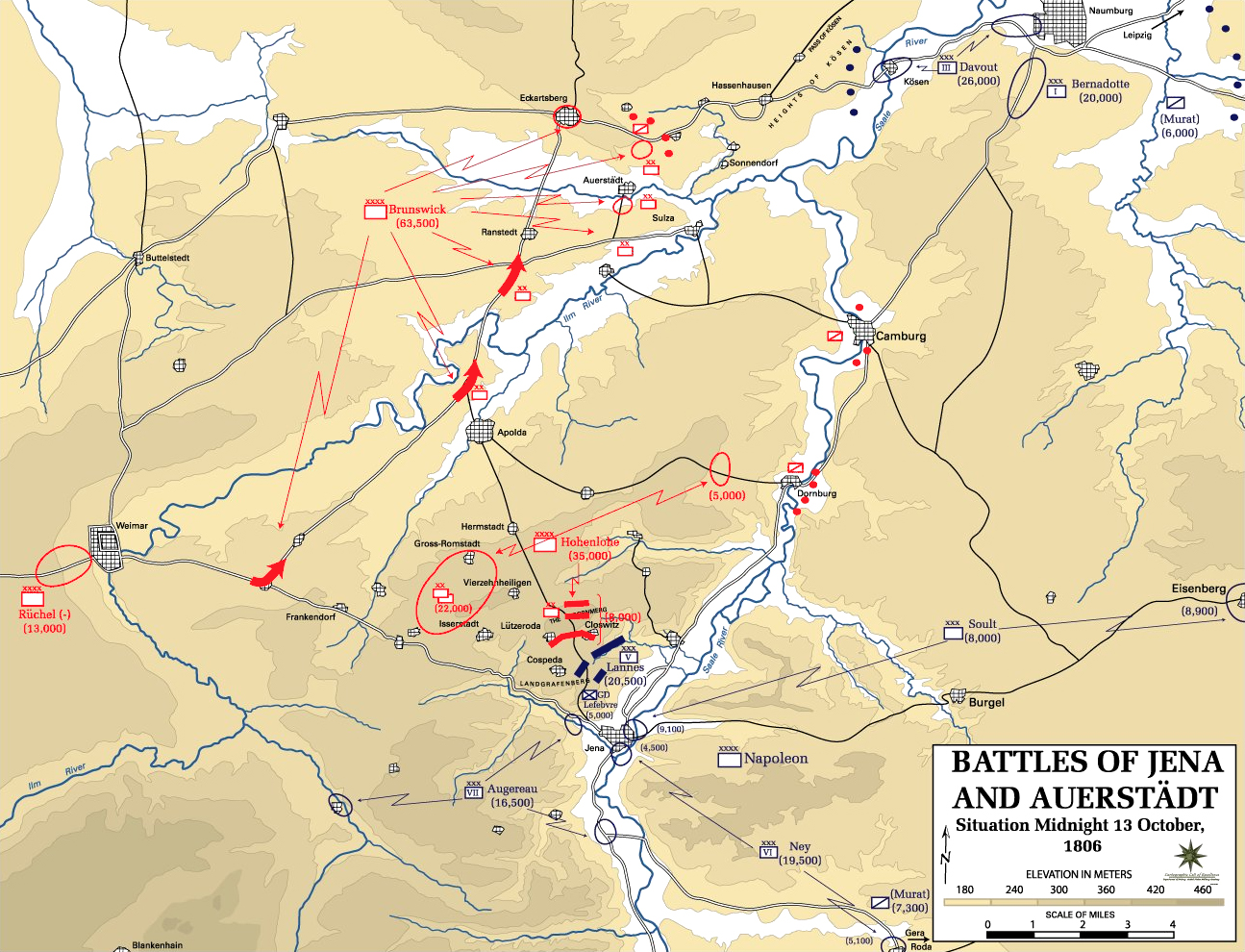
Geographische Übersicht zum Schlachtfeld von Jena und Auerstedt

Nachdem sich solche französische Provokationen gehäuft hatten, befahl Friedrich Wilhelm III. am 9. August 1806 die Mobilmachung seiner Armee. Am 26. September schrieb der preußische König einen Brief an Napoleon. Er forderte den französischen Kaiser darin auf, die preußische Neutralitätszone anzuerkennen und preußische Territorien am Niederrhein zurückzugeben.
Dem Brief ließ er am 27. September 1806 ein Ultimatum folgen. Der französische Kaiser solle bis zum 8. Oktober 1806 mit dem Rückzug seiner Truppen hinter den Rhein beginnen. Die Rheinbundakte bzw. die Schaffung des Rheinbundes, so lässt das Ultimatum erkennen, habe den Frieden von Basel bzw. die preußische Neutralitätszone in Norddeutschland ad absurdum geführt. Der König bezichtigt Napoleon also des Vertragsbruches. Im Ultimatum heißt es wörtlich:

„Der König erwartet von der Rechtschaffenheit Seiner Kaiserlichen Majestät: 1. dass die französischen Truppen, die kein begründeter Anspruch nach Deutschland ruft, unverzüglich wieder den Rhein überschreiten […]“

Napoleon reagierte nicht auf das Ultimatum, antwortete jedoch dem Brief Friedrich Wilhelms III. Er gab darin Friedrich Wilhelm III. zu verstehen, dass Frankreich Preußen militärisch überlegen sei:

„Glauben Sie mir, ich habe so mächtige Streitkräfte, daß alle die Ihrigen den Sieg nicht lange schwankend machen können! Warum aber so viel Blut vergießen? Zu welchem Zweck? Ich spreche zu Eurer Majestät, genau so wie ich zum Kaiser Alexander vor der Schlacht von Austerlitz gesprochen habe […] Aber Sire, Eure Majestät wird besiegt werden! Sie werden die Ruhe ihrer Tage, das Leben Ihrer Untertanen preisgeben, ohne auch nur den kleinsten Grund zu Ihrer Entschuldigung vorbringen zu können! Heute stehen Sie noch unbescholten da und können mit mir auf eines Ihres Ranges würdige Weise unterhandeln, aber noch ehe ein Monat vergeht, wird ihre Lage eine andere sein.“

Am 9. Oktober 1806, ein Tag nach Ablaufen des preußischen Ultimatums, erklärte Napoleon Preußen den Krieg. Zwar übertrug Friedrich Wilhelm III. dem Herzog von Braunschweig, Karl Wilhelm Ferdinand, den Oberbefehl über die preußischen Truppen, doch riss weder dieser noch der König die Leitung des Feldzuges an sich. Napoleon dagegen konnte schneller reagieren. Er ließ seine Truppen von Würzburg aus nach Thüringen marschieren. In der Schlacht bei Saalfeld am 10. Oktober 1806 fiel der bei Hofe einflussreiche Prinz Louis Ferdinand, ein Neffe Friedrichs II. Bei der darauffolgenden Schlacht bei Jena und Auerstedt wurde das Heer des Königs vernichtend geschlagen. Friedrich Wilhelm gelang es kaum noch, sich selbst in Sicherheit zu bringen. Er fand Weimar, wohin er sich zuerst wenden wollte, schon von den Franzosen besetzt. Immer wieder musste er – geführt von ortskundigen Bewohnern der Gegend – die Richtung wechseln, um den vorrückenden Truppen Napoleons zu entkommen. Als er schließlich in Sömmerda ankam, hatte er 26 Stunden ununterbrochen ohne Verpflegung im Sattel gesessen. Nach der Schlacht bei Jena und Auerstedt wurde die Quadriga des Brandenburger Tors auf Weisung von Napoleon als Kriegsbeute nach Paris gebracht. In Paris wurde geplant, die Quadriga des Brandenburger Tors entweder auf den späteren Arc de Triomphe oder Porte Saint-Denis zu platzieren.
Friedrich Wilhelm musste mit Frau und Kindern bis nach Memel in Ostpreußen fliehen, in den nordöstlichsten Zipfel des Landes. Am 7. und 8. Februar 1807 wurde die französische Armee von russischen Streitkräften in der Schlacht bei Preußisch-Eylau zurückgeschlagen. Von diesem Rückschlag ernüchtert, bot Napoleon Friedrich Wilhelm III. einen Waffenstillstand an, demzufolge Preußen lediglich auf seine Gebiete westlich der Elbe verzichten musste. Friedrich Wilhelm III. lehnte jedoch ab, da er hoffte, dass weitere russische Angriffe die Waagschale zugunsten Preußens neigen würden. Eine weitere russische Verstärkung blieb jedoch aus und Napoleon schlug die russische Armee in der Schlacht bei Friedland vernichtend.
Nach dem Ende des Alten Reiches am 6. August 1806 führte Friedrich Wilhelm seine Reichstitel Kurfürst und Erzkämmerer des Reiches zunächst weiter. Erst 1809 legte er sie ab.

#### Frieden von Tilsit

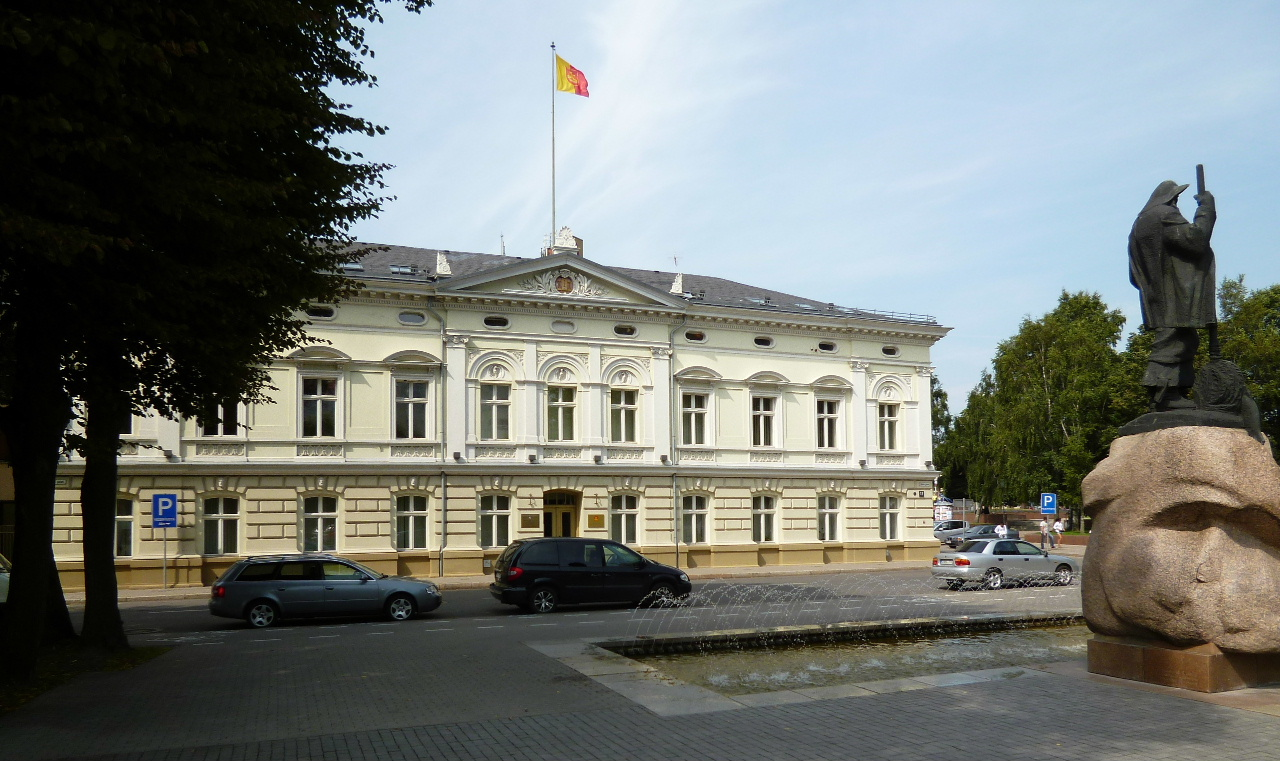
Das Königspaar Friedrich Wilhelm und Luise residierte 1807/1808 im Palais des dänischen Konsuls Consentius-Lorck in Memel

Am 14. Juni 1807 musste Zar Alexander I. um Waffenstillstand bitten. Damit brach er sein Versprechen gegenüber Friedrich Wilhelm III., nicht mit Frankreich zu verhandeln. Zum Treffen Napoleons mit dem Zaren in Tilsit wurde der preußische König nicht eingeladen. Napoleon legte es auf die völlige Demütigung des Königs an. Friedrich Wilhelm III. musste stundenlang am Ufer der Memel, umgeben von russischen Offizieren und eingewickelt in einen russischen Mantel, auf die Ergebnisse des Vertrages warten. Erst am nächsten Tag lud Napoleon Friedrich Wilhelm III. zu sich. Zunächst ließ Napoleon den König im Vorzimmer warten, dann weigerte er sich, dem König seine Pläne für Preußen mitzuteilen. Stattdessen wurde der König von Napoleon über dessen militärische Fehler belehrt.
Am 9. Juli 1807 diktierte Napoleon im Frieden von Tilsit die Bedingungen für Preußen. Preußen verlor alle Gebiete westlich der Elbe und aus der Zweiten und Dritten Polnischen Teilung. Teilweise aus den von Preußen abgetrennten Territorien entstanden das Herzogtum Warschau und das Königreich Westphalen, die zu französischen Vasallen wurden und Preußens Einfluss weiter eindämmten. Preußen hatte die Hälfte seines Territoriums verloren und war zu einer hoch verschuldeten Mittelmacht abgestiegen.

### Preußische Reformen

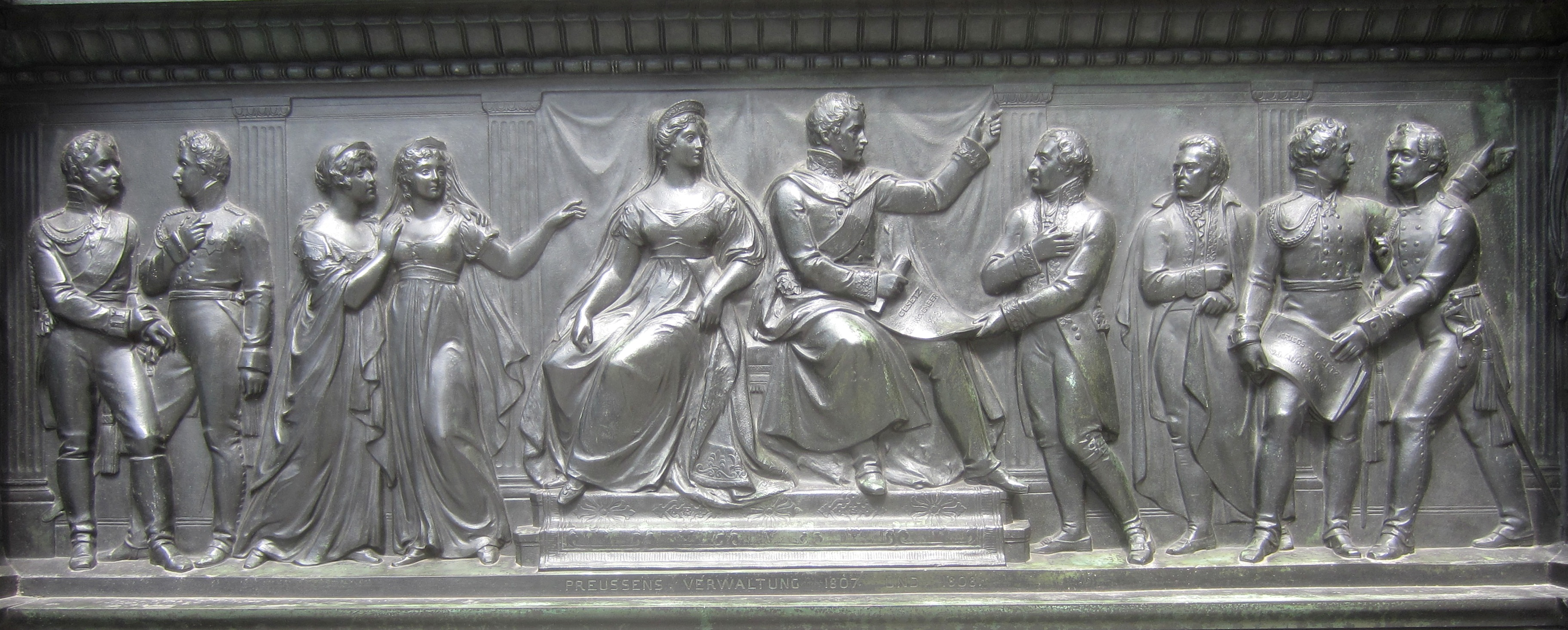
Relief am Denkmal für den Freiherrn vom Stein vor dem Berliner Abgeordnetenhaus. Friedrich Wilhelm III. und Königin Luise in Memel bei den Verwaltungsreformen von 1807/08 mit den Reformern Stein, Hardenberg, Scharnhorst und Neidhardt von Gneisenau und Mitgliedern der königlichen Familie.

Auch Friedrich Wilhelm III. war gezwungen zu erkennen, dass der militärische, politische und wirtschaftliche Zusammenbruch Preußens nur durch radikale Reformen überwunden werden konnte. So ließ er es zu, dass ein Führungskader aus Ministern und Beamten eine Reihe von Regierungsedikten erließen, die Preußen zu einem modernen Staat machen sollten. Hier spricht man von den sogenannten „Preußischen Reformen“. Die Reformen wurden vom Freiherrn vom Stein, von Karl August von Hardenberg, Wilhelm von Humboldt und Militärs wie Gerhard von Scharnhorst und Neidhardt von Gneisenau vorangetrieben. Die Lage des Landes und auch die Beziehung zwischen Volk und König besserten sich infolge der Reformen.
Bei der Arbeit an den Reformen trat Preußen in die Frühmoderne ein. Der König regierte nicht mehr im Stil eines absolutistischen Herrschers, vielmehr delegierte er Verantwortung an Spitzenbeamte, die ihre Gebiete mit einer gewissen Eigenständigkeit bearbeiteten. Dabei ging es sowohl um die Fachressorts als auch um die Leitung neu gebildeter Provinzen. Dem König oblagen die grundlegenden Entscheidungen, die Umsetzung ins Detail war den Ressorts überlassen. Die Fachleute berieten den König, der zwischen ihnen moderierte und Entscheidungen traf.

#### Beziehung zum Freiherrn vom und zum Stein

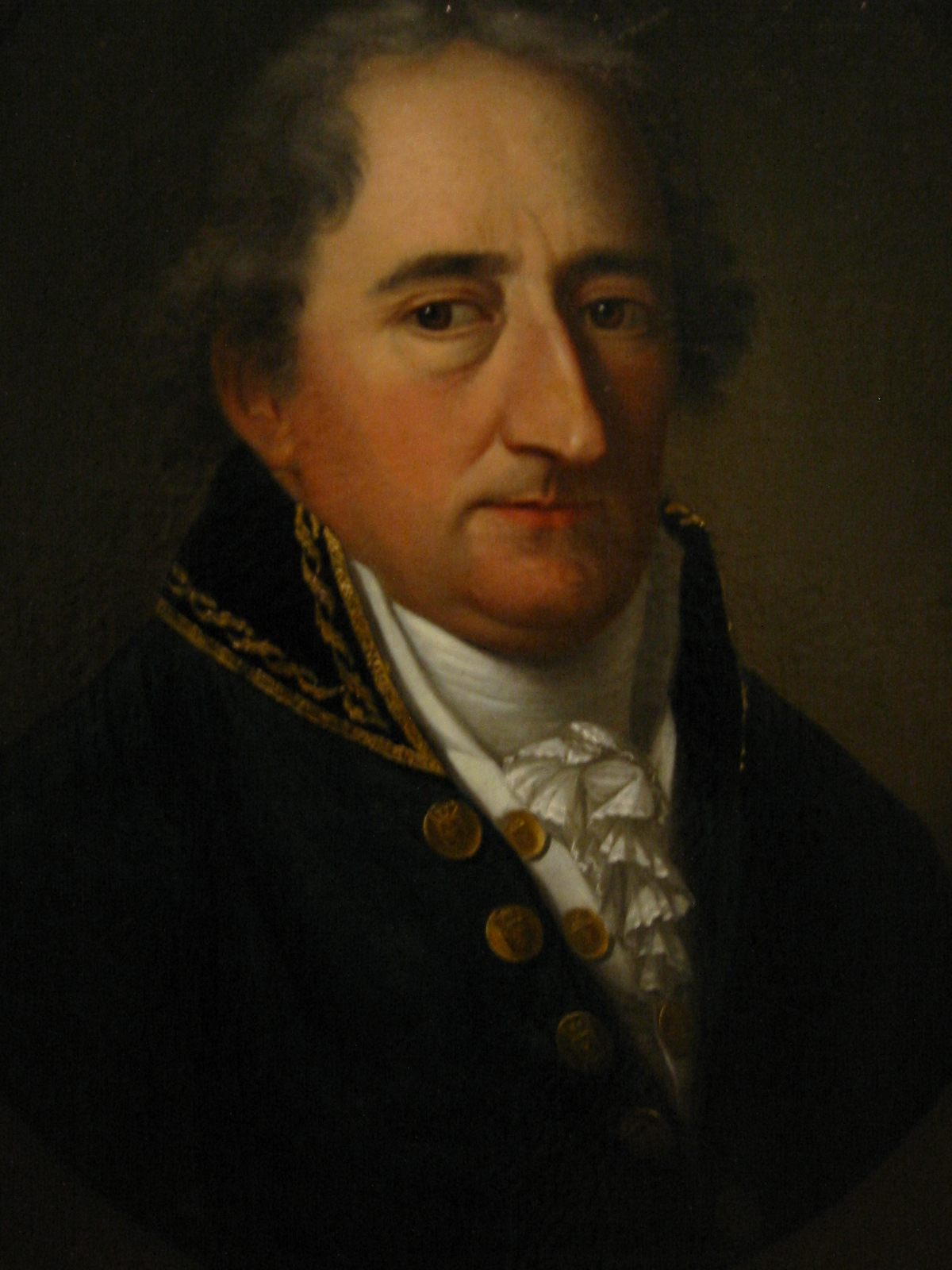
Heinrich Friedrich Karl vom Stein

Dennoch leitete der König die Reformen mit Vorsicht ein. Die Staatsreformer wurden vom König in einigen Punkten ausgebremst, da Friedrich Wilhelm III. eine Balance zwischen Adel und aufstrebendem Bürgertum wahren wollte. Der preußische Finanz- und Handelsminister Heinrich Friedrich Karl vom und zum Stein wollte Preußen dagegen nach dem Vorbild des napoleonischen Code civil umformen: Bauernbefreiung, Gleichheit vor dem Gesetz, Schutz von Eigentum und Religionsfreiheit. Auf dieser Grundlage könne der Staat loyale Bürger für sich gewinnen und revolutionäre Kräfte, wie sie die Französische Revolution demonstriert hatte, bändigen. Als Stein vorschlug, die aus Günstlingen des Königs bestehende Kabinettsregierung durch ein Ministerium zu ersetzen, schrieb ihm Friedrich Wilhelm III. am 3. Januar 1807:

„Dass Sie […] als ein widerspenstiger, trotziger, hartnäckiger und ungehorsamer Staatsdiener anzusehen sind, der, auf sein Genie und seine Talente pochend, weit entfernt, das Beste des Staates vor Augen zu haben, nur durch Capricen geleitet, aus Leidenschaft und aus persönlichem Hass und Erbitterung handelt.“

Friedrich Wilhelm III. warf Stein in diesem Brief vor, nur aus Vorurteilen heraus zu handeln. Am 3. Januar 1807 zwang der König den Freiherr vom Stein zum Rücktritt und behinderte damit vorerst die preußischen Reformen. Erst nach der Entlassung Hardenbergs im Juli 1807 wurde der Freiherr vom Stein durch Friedrich Wilhelm III. in den Staatsdienst zurückgeholt.

#### Oktoberedikt
Die bedeutendste Leistung von Stein war das sogenannte Oktoberedikt, welches am 9. Oktober 1807 verkündet wurde. Mit dem Oktoberedikt wurde die Leibeigenschaft der Bauern und Frondienste aufgehoben. Berufsfreiheit und freier Eigentumserwerb wurden staatlich garantiert. Damit konnten Bauern in die Städte ziehen, Stadtbewohner Landbesitz erwerben und Adelige bürgerliche Berufe ergreifen.

#### Abschaffung der Kabinettregierung
Stein gelang es, Friedrich Wilhelm III. davon zu überzeugen, sein Kabinett aus persönlichen Beratern aufzulösen und an dessen Stelle Ministerien zu setzen. Im November 1808 entstanden ein Justizministerium, ein Kriegsministerium, ein Finanzministerium, ein Außenministerium und Innenministerium. Mit der Abschaffung einer doppelten Beratung des Königs (d. h. durch Minister und Räte) sollten Rivalitäten zwischen Ministern und Beratern vermieden werden. Die Bürokratisierung schränkte jedoch auch die Macht Friedrich Wilhelms ein. So versuchte Stein den König sogar davon zu überzeugen, dass Dekrete nur dann gültig seien, wenn sie die Unterschriften der fünf Minister trügen. Erstmals funktionierte hier, wie der Historiker Eckart Kehr feststellte, die „Diktatur der Bürokratie statt des Monarchen und seines Surrogats“.

#### Städteordnung
Am 19. November 1808 setzte der König eine Order, die sogenannte Städteordnung, in Kraft. Die preußischen Städte wurden darin als vom Staat zu unterscheidende, eigenständige Korporationen angesehen. Örtliche Angelegenheiten sollten durch die kommunale Selbstverwaltung der Bürger selbstverantwortlich organisiert werden. Auch hier beugte sich der König letztlich dem Drängen des Freiherrn vom Stein.

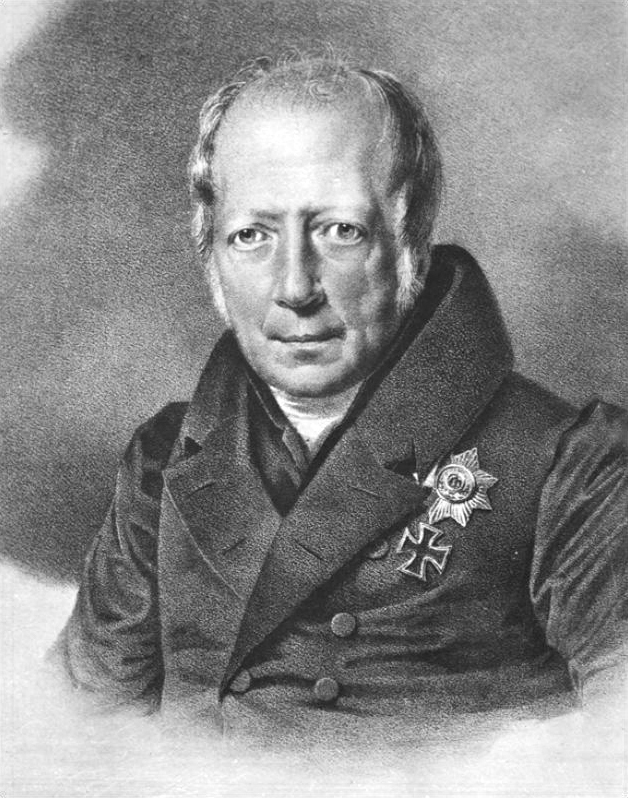
Wilhelm von Humboldt

#### Bildungsreformen
Der König leitete auch umfassende Bildungsreformen ein. 1809 übertrug er Wilhelm von Humboldt die Gründung der Alma Mater Berolinensis, die Universität Berlin (1828–1949 Friedrich-Wilhelms-Universität, danach Humboldt-Universität zu Berlin). 1811 wurde die Schlesische Friedrich-Wilhelms-Universität (Universität Breslau) eingerichtet und zuletzt unter Altensteins Leitung die Rheinische Friedrich-Wilhelms-Universität Bonn. Mindestens ebenso wichtig waren die Reformen des Schulwesens in seinen verschiedenen Stufen. Außerdem wurde die Berufsausbildung verbessert sowie die Ausbildung von Fachleuten und Unternehmern der gerade entstehenden Industrie.

#### Reform der Staatsfinanzen unter Hardenberg
Im Jahr 1810 erneuerte Napoleon die Forderung nach Zahlung einer Kriegsentschädigung. Friedrich Wilhelm III. ernannte Hardenberg am 27. Oktober 1810 zum Staatskanzler, der versprach, die französische Rechnung durch eine radikale Reform der Staatsfinanzen zu begleichen. Die Staatsschulden betrugen 66 Millionen Taler, fast doppelt so viel wie vor 1806. Papiergeld, Kreditaufnahmen und Wertminderungen der Münzen hatten die wirtschaftliche Krise Preußens weiter verschärft. Die Steuerlast wurde von Hardenberg durch eine Verbrauchssteuer gleichmäßig verteilt. Gewerbefreiheit wurde eingeführt und Zünfte abgeschafft.

#### Judenedikt
Am 11. März 1812 wurden auf Initiative des Königs, der selbst kein Philosemit war, 30.000 Juden durch das Judenedikt der christlichen Bevölkerung rechtlich weitgehend gleichgestellt.
Friedrich Wilhelm III. lehnte den gesellschaftlichen Aufstieg von Juden allerdings aus religiösen Gründen weiterhin ab. Als sich der preußische Staatsbürger und Jude David Unger, ein Mathematiker, um eine Lehrstelle an der Berliner Bauakademie bewarb und damit in den Staatsdienst eintreten wollte, wurde ihm vom König persönlich mitgeteilt, dass man erst nach seinem Übertritt zur Evangelischen Kirche über die Bewerbung beraten werde. Ganz ähnlich lag der Fall des jüdischen Offiziers Meno Burg. Dieser war 1812 als freiwilliger Jäger in die Grenadiergarde eingetreten und hatte sich seither im Dienst ausgezeichnet. Im Jahre 1830, als die Beförderung Burgs in den Rang eines Hauptmanns anstand, äußerte der König in einer Kabinettsorder die Überzeugung, dass Leutnant Burg in Anbetracht seiner Erziehung und Lebenserfahrung unter preußischer Offizieren gewiss so viel Verstand habe, dass er die Wahrheit und erlösende Kraft des christlichen Glaubens erkennen und auf diese Weise jedes Hindernis für seine Beförderung beseitigen werde.

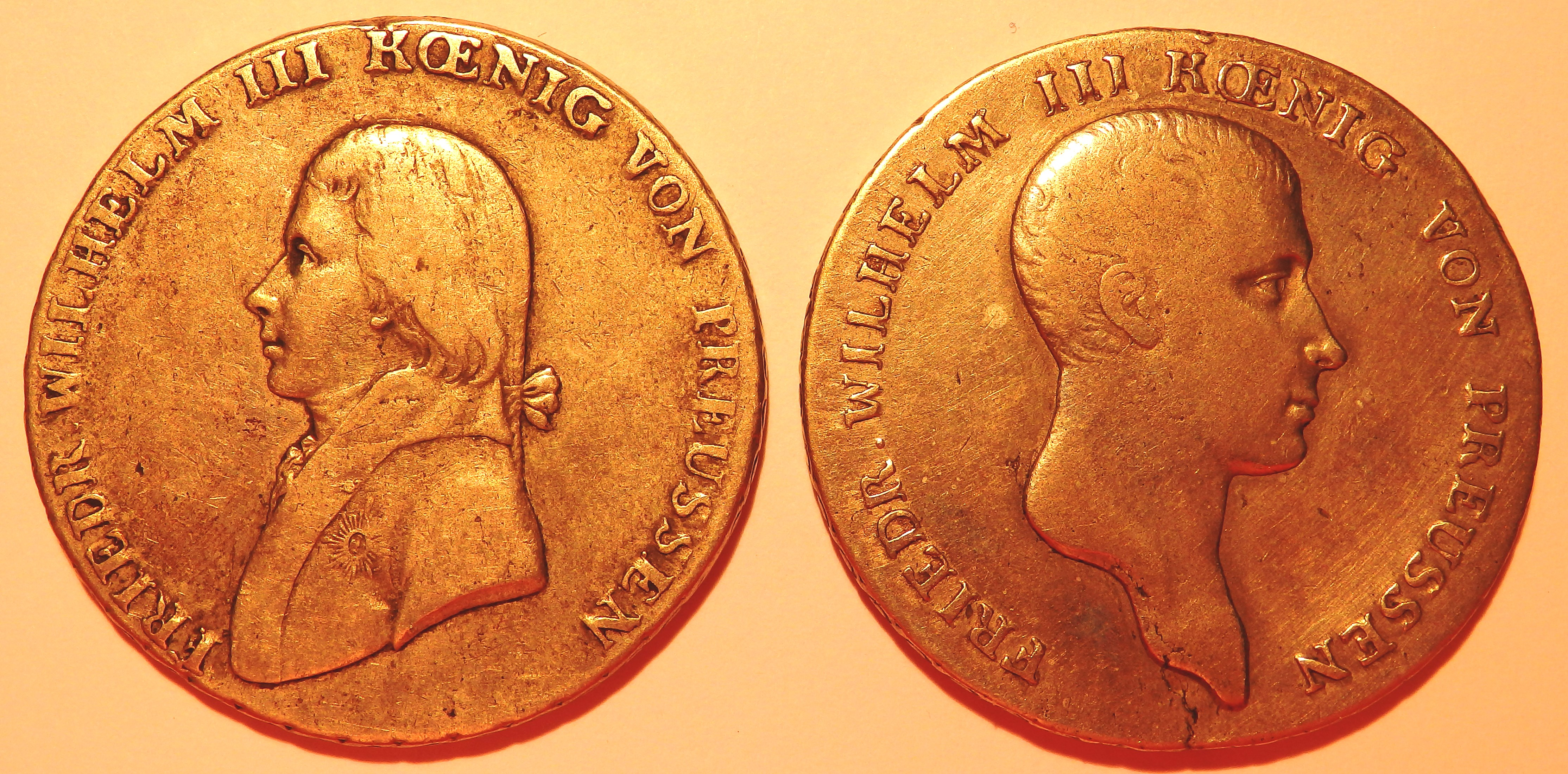
Friedrich Wilhelm III. mit Zopf (Taler von 1801, links) und mit kurzer Biedermeierfrisur (Taler von 1814)

#### Neue Selbstdarstellung
Äußerlich passte sich Friedrich Wilhelm den Moden der neuen Zeit durchaus an. Während sein Porträt auf Münzen bis zum Jahr 1809 noch mit friderizianischen Zopf dargestellt wurde, trug er auf späteren Prägungen die moderne Frisur des Biedermeiers (siehe Foto der beiden Taler rechts). Mit der Abbildung auf Münzen wurde die Darstellung des Königs mit der neuen Frisur hoheitlich legitimiert.

### Außenpolitik ab 1809
Die Ausplünderung des Landes durch die Franzosen und die endlose Verlängerung der Besatzung nach dem Friedensschluss führten zu einer immer mehr von Hass gegen die Besatzer erfüllten Stimmung.

#### Neutralität im Fünften Koalitionskrieg
Im Jahr 1809 verweigerte sich Friedrich Wilhelm dem Drängen der Reformer und des romantischen Dichters Heinrich von Kleist, sich dem neuen Feldzug des österreichischen Kaisers Franz I. gegen Napoleon anzuschließen, obwohl die Österreicher bei der Schlacht bei Aspern Napoleon seine erste große Niederlage beibrachten. Weil dieser Anfangserfolg jedoch nicht ausgenutzt wurde, wurde der König in seinem Glauben bestärkt, dass die Österreicher nicht dazu fähig waren, Napoleon wirklich zu besiegen. Friedrich Wilhelms Strategie bestand darin, jeden Schritt zu vermeiden, der die völlige Auflösung des Königreiches nach sich ziehen könnte. Friedrich Wilhelm III. äußerte sich dazu:

„Eine politische Existenz, sie sey noch so klein, ist dennoch immer beßer als keine und dann, so ändert die Zeit vieles in der Welt, mithin bleibt auch in diesem Fall Hoffnung für die Zukunft: nicht so aber, wenn Preußen aus der Reihe der Staaten gänzlich ausscheiden müsste, welches sehr wahrscheinlich der Fall seyn möchte, wenn es zu früh alles aufs Spiel setzen wollte.“

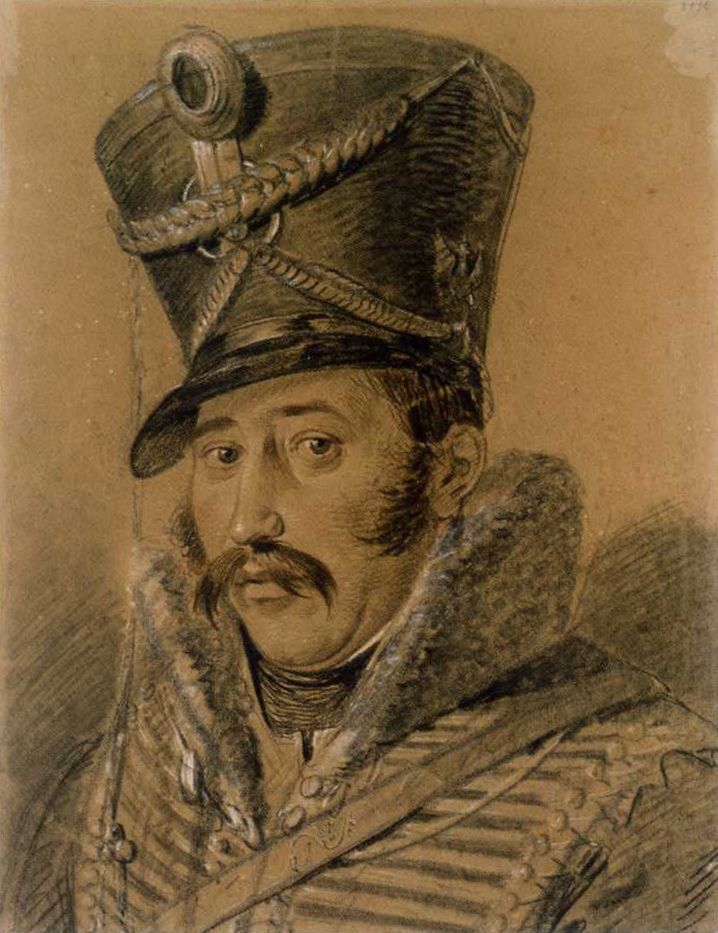
Ferdinand von Schill

Den Aufstand Ferdinand von Schills verurteilte der König scharf. Der preußische König stand unter den Ostmächten, die (wegen des gegenseitigen Misstrauens) noch nicht koordiniert gegen Napoleon zusammenarbeiteten, in dieser Lage als einziger in Gefahr, sein ohnehin geschwächtes Land zu verlieren.

#### Rückkehr nach Berlin
Da Berlin in Reichweite der französischen Armeen lag, hielt sich Friedrich Wilhelm III. zwischen 1807 und 1809 im ostpreußischen Königsberg auf. Nachdem Napoleon den Fünften Koalitionskrieg siegreich beendet hatte, genehmigte er dem preußischen König die Rückkehr nach Berlin. Napoleon glaubte, dass Friedrich Wilhelm III. in Berlin weniger dem russischen als vielmehr dem französischen Einfluss ausgesetzt sei.
Am 15. Dezember 1809 verließ der König mit 36 Kutschen seine ostpreußische Residenz, um am 23. Dezember 1809 feierlich an der Spitze seiner Truppen in Berlin einzureiten. Am Bernauer Tor wurde Friedrich Wilhelm vom Berliner Oberbürgermeister begrüßt (zum Gedenken an dieses Ereignis wurde das Bernauer Tor im April 1810 in „Königstor“ umbenannt). Der Jubel in Berlin blieb jedoch angesichts der österreichischen Niederlage im Fünften Koalitionskrieg verhalten. Friedrich Wilhelm III. schrieb über die Stimmung während seines Einzuges: „Die Innigkeit und Ruhe, welche bei meiner Rückkehr Mich hier empfangen haben, gereichen den Bewohnern Berlins und den Polizei-Einrichtungen zur größten Ehre.“

#### Russlandfeldzug (1812)

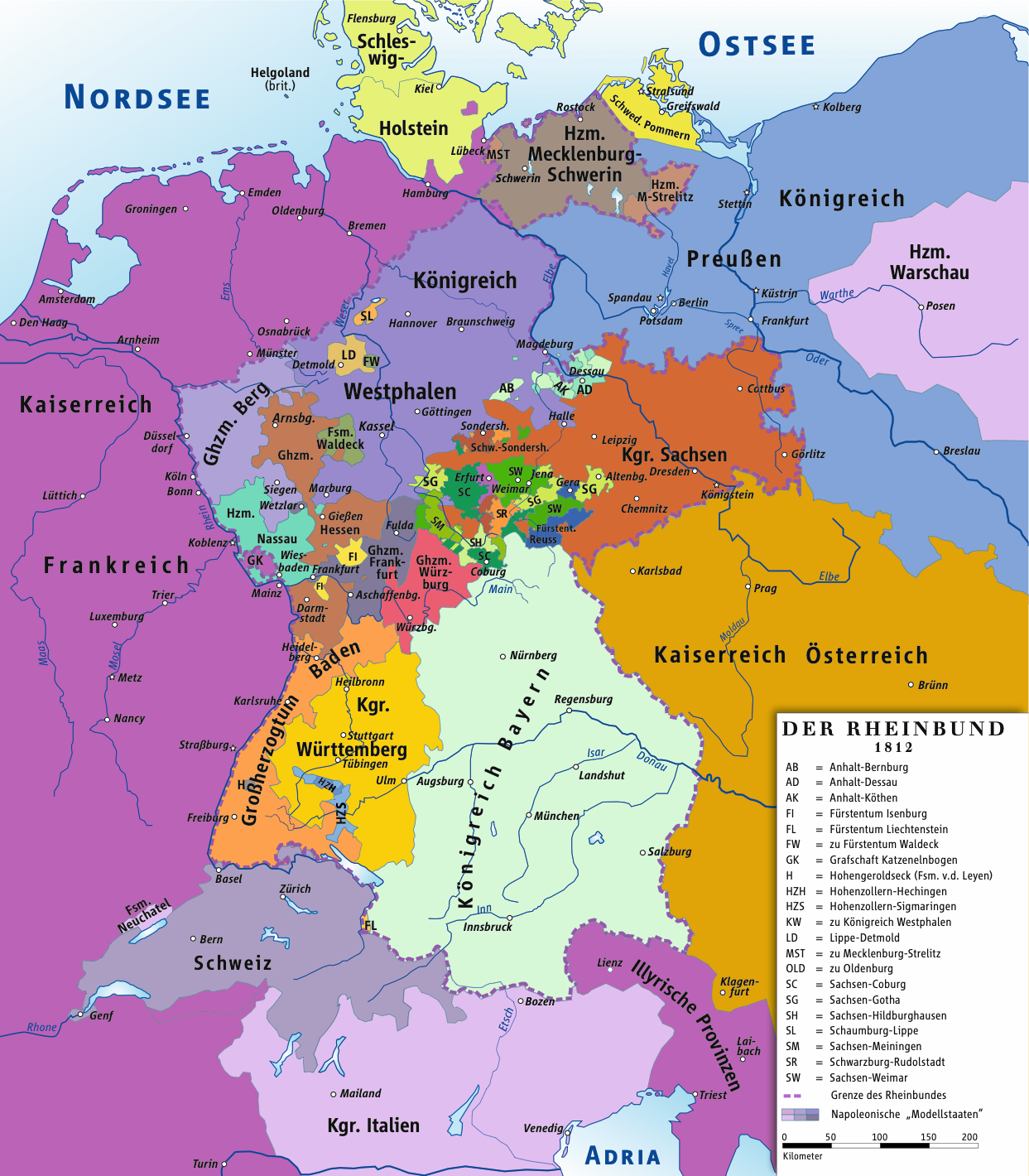
Karte von Preußen, Rheinbund und Österreich im Jahr 1812

Im Dezember 1810 annektierte Napoleon das Herzogtum Oldenburg. Der Herzog von Oldenburg war jedoch der Onkel von Zar Alexander I. Der Zar schloss daraufhin die Häfen und Märkte für französische Produkte (mit Ausnahme von Wein und Seide). 1811 trat Russland schließlich aus der Kontinentalsperre gegen Großbritannien aus. Der sich abzeichnende Krieg zwischen Russland und Frankreich bedrohte das zwischen den beiden Machtblöcken liegende Preußen existenziell. Im Sommer 1811 hatte Preußen militärisch aufgerüstet und damit gegen den Frieden von Tilsit verstoßen. Der darüber verärgerte Napoleon forderte am 14. September 1811 einen sofortigen Stopp der preußischen Rekrutierungen und Ausbesserungen der Festungen. Friedrich Wilhelm III. setzte sich gegen die Meinung seiner Militärs durch und gab Napoleons Drängen nach. Gebhard Leberecht von Blücher, der vom König verlangte Berlin zu verlassen und sich Napoleon zu widersetzen, wurde von seinem Kommando abberufen.
Am 24. Februar 1812 zwang Napoleon den preußischen König in ein offensives Militärbündnis gegen Russland: Preußen musste ein Truppenkontingent von 12 000 Mann für die Grande Armée stellen. Auf dem Weg nach Russland marschierte die Grande Armee durch das Königreich. Die ostpreußische Bevölkerung hatte Einquartierungen zu erleiden und musste ohne Gegenleistung die 300 000 Soldaten Napoleons versorgen. Gegenüber der Zivilbevölkerung kam es zu Plünderungen, Prügel und Erpressungen. Selbst die preußischen Festungen und Munitionsdepots öffneten sich dem französischen Oberbefehl.
Zar Alexander I. zog seine Truppen zurück und zwang die Grande Armee zu einem Gewaltmarsch, bei dem der französische Nachschub nicht mehr hinterherkam. Mit dem Brand von Moskau brach die Versorgung der Armee vollends zusammen. Napoleon befahl den Rückzug aus Moskau. Geschwächt durch den russischen Winter und Partisanenangriffen kehrten von ursprünglich 600 000 Soldaten nur 40 000 zurück. In Berlin sahen Offiziere und Minister nun die Möglichkeit, Napoleons Herrschaft abzuschütteln. Doch Friedrich Wilhelm III. hielt zunächst noch am Bündnis mit Frankreich fest. Als Napoleon am 15. Dezember 1812 eine Aufstockung des Hilfskontingents forderte, gab der König dem Befehl nach.

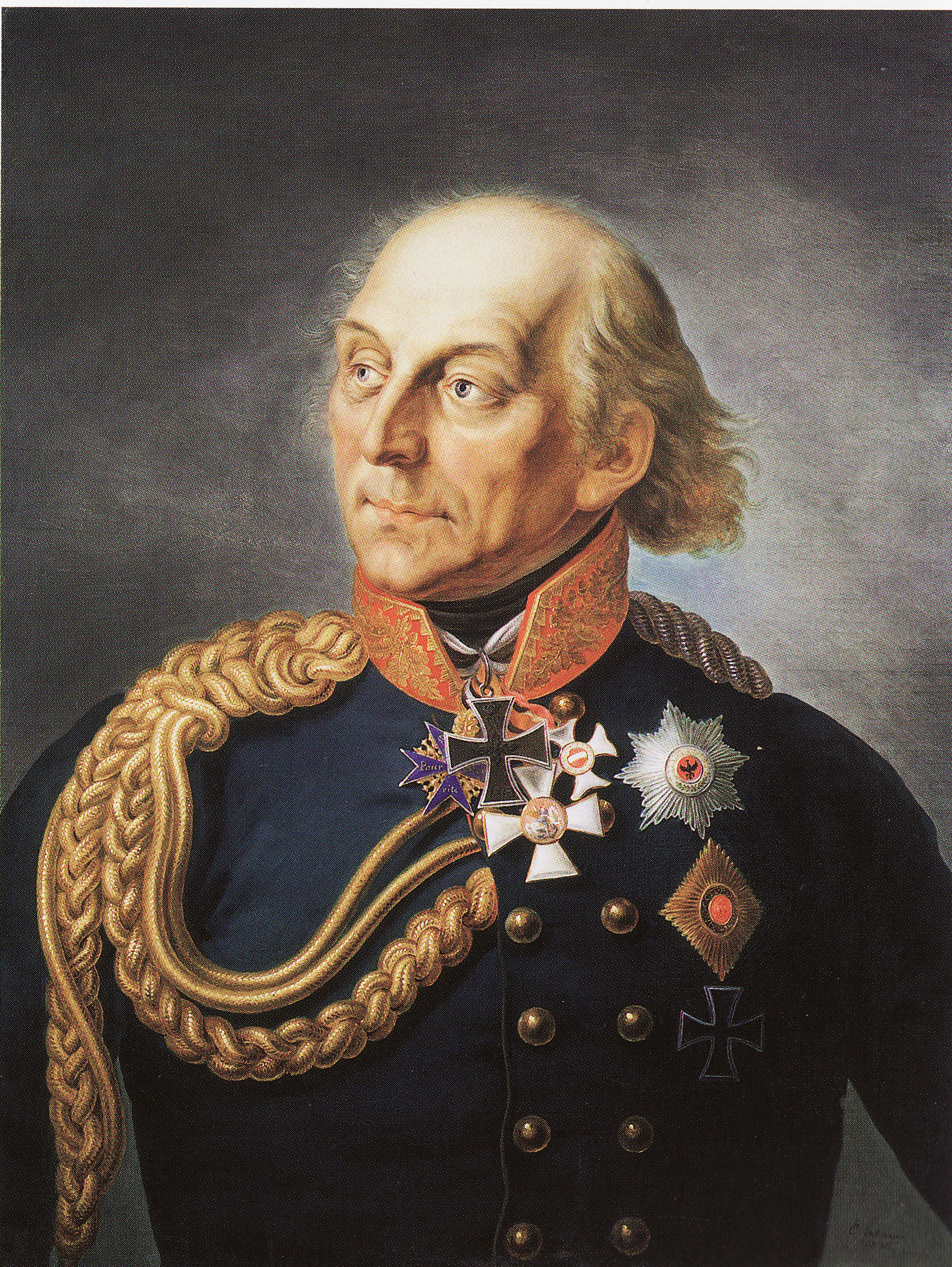
Ludwig Yorck von Wartenburg

Nach Napoleons Flucht nach Paris verhandelte General Ludwig Yorck von Wartenburg, Kommandeur des aus 14 000 Mann bestehenden Preußischen Korps, das noch unter dem Befehl der Franzosen stand, und wenig ins Gefecht gekommen war, eigenmächtig mit den Russen. Ergebnis war die Konvention von Tauroggen, in der sich Yorck für neutral erklärte. Die Reaktion des Königs auf diese riskante Eigenmächtigkeit des Generals fiel nicht eindeutig aus: Zwar ließ Friedrich Wilhelm III. in Zeitungen verkünden, dass Yorck seines Amtes enthoben sei, ein entsprechender Befehl erging jedoch nicht an die Armee. Einige Historiker vermuten daher, dass Friedrich Wilhelm einerseits Frankreich beschwichtigen bzw. von einem Angriff auf Berlin abhalten wollte und andererseits den Zaren nicht gegen sich aufbringen wollte. Es bestand für Preußen immerhin weiterhin die Gefahr, zwischen Frankreich und Russland aufgerieben zu werden. Da Yorck, anders als von Napoleon ursprünglich geplant, nicht den Flankenschutz der Franzosen übernommen hatte, öffnete er Ostpreußen für die russischen Truppen. Ihren Plan, an der Weichsel die Reste ihrer Armee zu reorganisieren und auf Verstärkung zu hoffen, mussten die Franzosen wegen des russischen Vorstoßes fallen lassen. Später rehabilitierte der König Yorck, wenn auch mit inneren Vorbehalten.

#### Befreiungskriege (1813–1814)

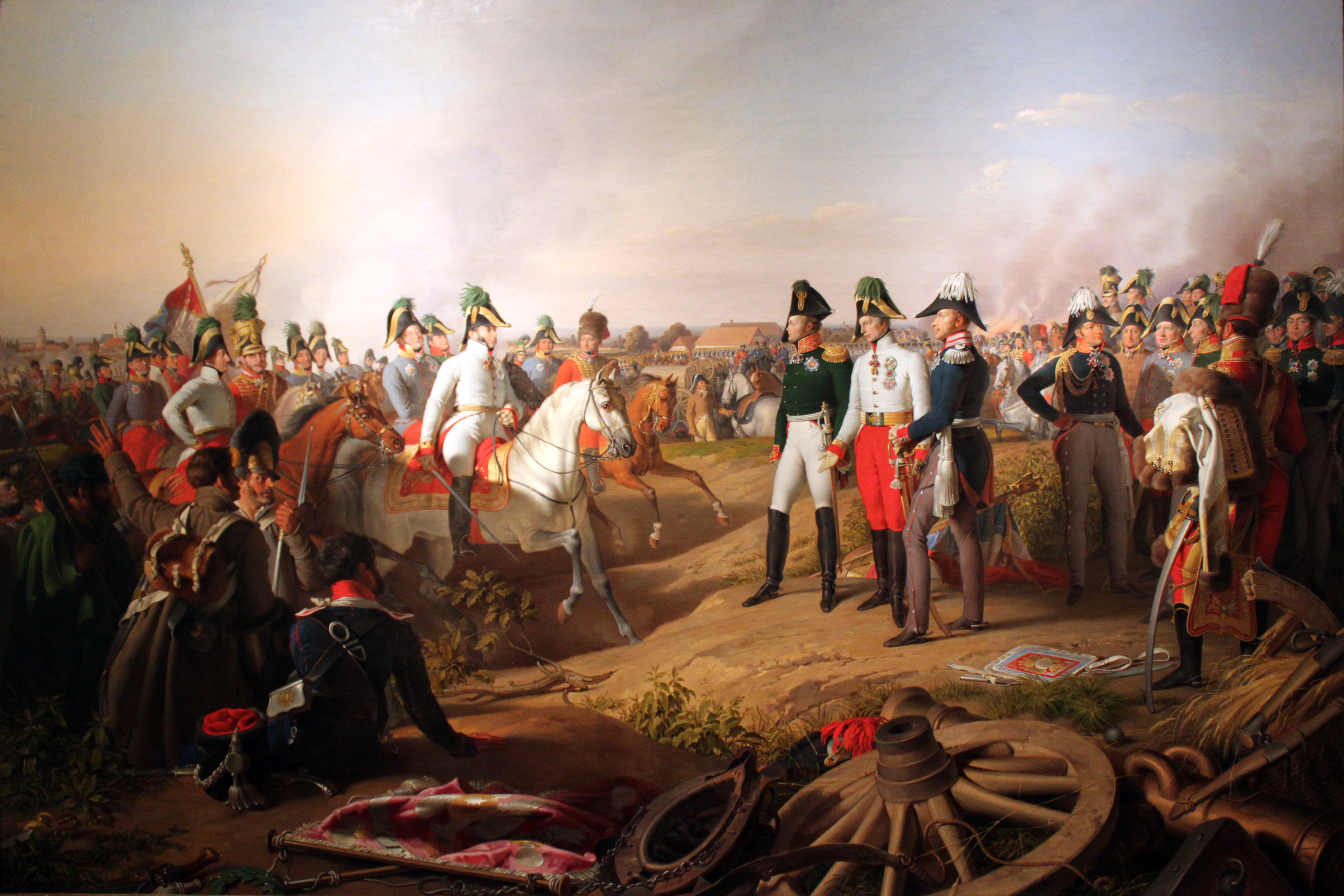
Karl Philipp zu Schwarzenberg meldet den verbündeten Monarchen den Sieg in der Völkerschlacht bei Leipzig.

Den Franzosen gelang es, an Oder und Weichsel mehrere Festungen zu halten. In dieser Situation war Berlin, der Aufenthaltsort des Königs, von den Franzosen bedroht. Am 25. Januar 1813 traf Friedrich Wilhelm III. mit seinem 70 Personen umfassenden Gefolge im schlesischen Breslau ein und entging so der französischen Kriegsgefangenschaft. In Breslau berief Friedrich Wilhelm III. am 28. Januar 1813 eine Rüstungskommission ein, der führende Generäle wie Gerhard von Scharnhorst, Karl Georg Albrecht Ernst von Hake, Gneisenau und Gebhard Leberecht von Blücher angehörten.
Unter Beeinflussung der Rüstungskommission stimmte der König einem Kernstück der Militärreform zu, der er sich jahrelang verweigert hatte: Am 9. Februar 1813 wurde für die Dauer des Krieges eine allgemeine Wehrpflicht eingeführt, von der sich keine Gesellschaftsschicht freikaufen konnte. Somit war Preußen relativ schnell in der Lage, ein Heer von 300 000 Soldaten aufzustellen. Die Wehrpflicht wurde entgegen der ursprünglichen Absicht des Königs auch nach den Befreiungskriegen nicht wieder abgeschafft.
Der König zögerte jedoch zunächst, ein Bündnis mit dem Zarenreich zu schließen, da er fürchtete, dass Russland Preußen ebenso wie Frankreich zu einem Satellitenstaat degradieren könnte. Auf Druck des Zaren und seiner eigenen Untertanen wechselte Friedrich Wilhelm III. erst vom 27. auf den 28. Februar 1813 die Fronten. Zwar verzichtete der König im Vertrag von Kalisch auf weitergehende polnische Gebietsansprüche, doch garantierte ihm Zar Alexander I. im Gegenzug, dass Preußen die geographischen und finanziellen Bedingungen von vor 1806 wieder erlangen würde. Der Vertrag von Kalisch bedeutete ein offizielles Militärbündnis zwischen Preußen und Russland. Am 16. März 1813 erklärte der König Frankreich den Krieg.
Am 10. März 1813, dem Geburtstag der 1810 verstorbenen Königin Luise, stiftete Friedrich Wilhelm III. erstmals den Orden des Eisernen Kreuzes. Das Kreuz, entworfen von Karl Friedrich Schinkel, schuf erstmals eine Auszeichnung für alle Ränge, auch für die einfachen Soldaten.

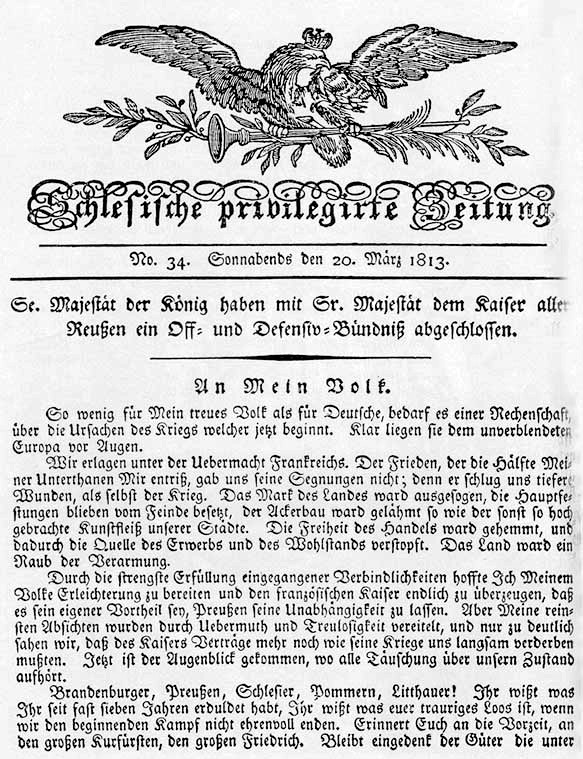
Der Aufruf „An Mein Volk“

Historische Bedeutung erlangte der von Friedrich-Wilhelm III. herausgegebene Aufruf „An Mein Volk“ in der Breslauer Schlesischen privilegierten Zeitung vom 20. März 1813. In dem Aufruf rechtfertigte ein preußischer Regent erstmals vor seinen Untertanen seine Politik. Zugleich rief er sein Volk dazu auf, sich gegen die französische „Fremdherrschaft“ zu erheben, jede einzelne Provinz:

„Brandenburger, Preußen, Schlesier, Pommern, Litthauer! Ihr wisst was Ihr seit sieben Jahren zu erdulden habt, Ihr wisst was euer trauriges Loos ist, wenn wir den beginnenden Kampf nicht ehrenvoll enden. Erinnert Euch an die Vorzeit, an den großen Kurfürsten, den großen Friedrich. Bleibt eingedenk der Güter die unter ihnen unsere Vorfahren blutig erkämpften […] Aber, welche Opfer auch von Einzelnen gefordert werden mögen, sie wiegen die heiligen Güter nicht auf, für die wir sie hingeben, für die wir streiten und siegen müssen, wenn wir nicht aufhören wollen, Preußen und Deutsche zu seyn.“

Der Aufruf zog Parallelen zu konservativ motivierten Rebellionen wie dem Tiroler Volksaufstand von 1809. Viele deutsche Fürsten, darunter auch Friedrich Wilhelm III., fürchteten, dass Volksaufstände einen revolutionären Charakter entwickeln könnten. Aus diesem Grund versuchte Friedrich Wilhelm III. die monarchische Führung eines möglichen Volksaufstandes zur Geltung zu bringen. Er prägte dafür die Parole „Mit Gott für König und Vaterland“, die auf dem ebenfalls 1813 gestifteten Landwehrkreuz zu lesen war: Mit dem Vaterland war nicht etwa ein Bündnis aller deutscher Staaten, wie es sich Friedrich Wilhelms Reformminister wünschten, von einem deutschen Nationalstaat zu schweigen: Der staatlich geförderte Patriotismus richtete sich 1813 noch auf Preußen.

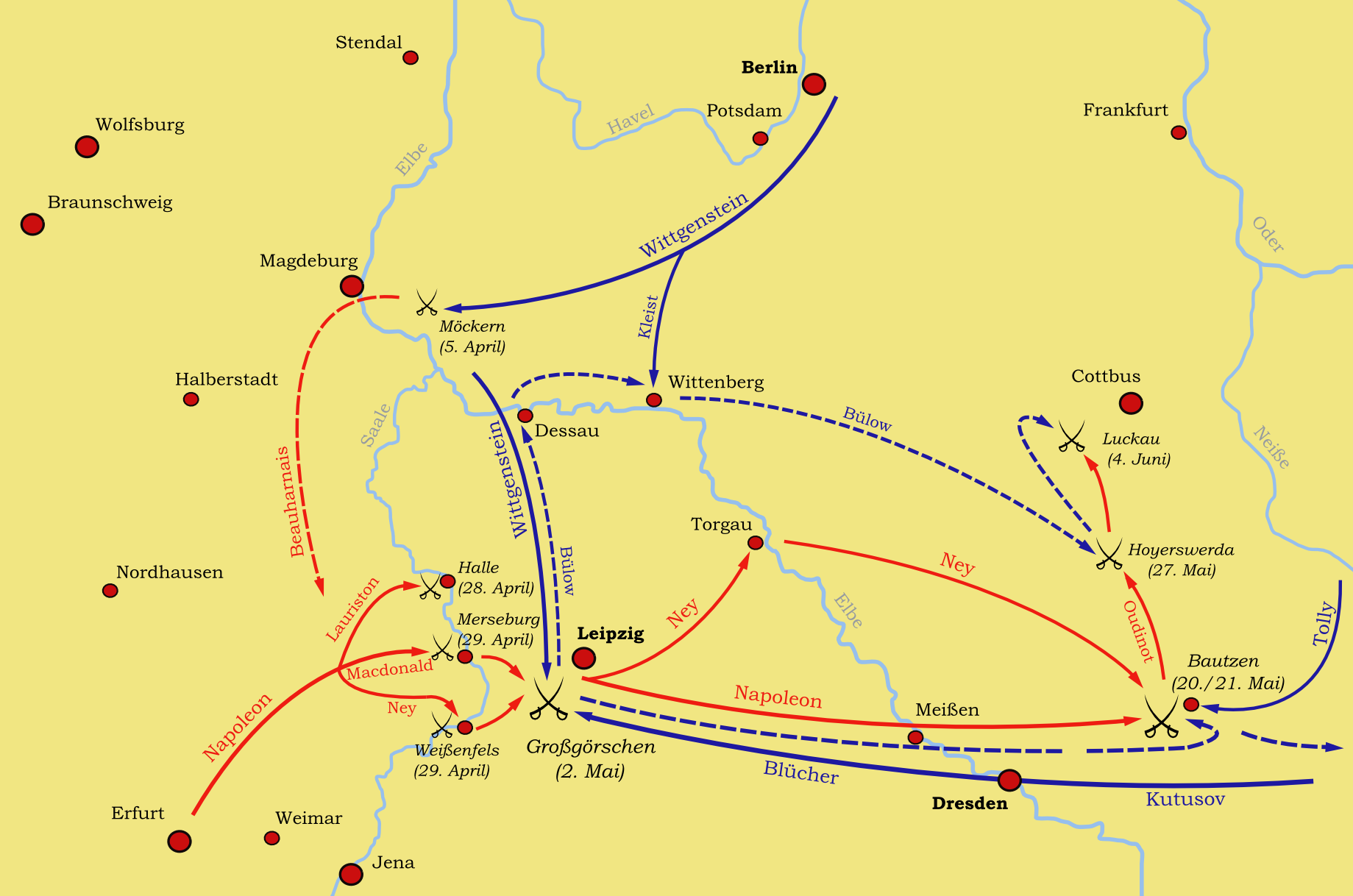
Frühjahrsfeldzug 1813

Abgesehen von den Herzogtümern Mecklenburg-Strelitz und Mecklenburg-Schwerin standen zu Beginn des Befreiungskrieges noch alle Rheinbundstaaten auf französischer Seite. Napoleon verfügte damit noch immer über eine relativ stabile Vormachtstellung in Mitteleuropa. An der folgenden Schlacht bei Großgörschen vom 2. Mai 1813 nahm der auf einem weißen Araberhengst reitende Friedrich Wilhelm III. persönlich teil. Er musste sich jedoch zurückziehen, da es Napoleon gelang, die russischen und preußischen Linien zu durchbrechen. Die Schlacht bei Großgörschen endete nicht zuletzt wegen der mit Frankreich weiterhin verbündeten Rheinbundstaaten mit einem Sieg Napoleons. Nach der Schlacht bei Bautzen musste sich die preußische Armee sogar von Sachsen nach Schlesien zurückziehen.

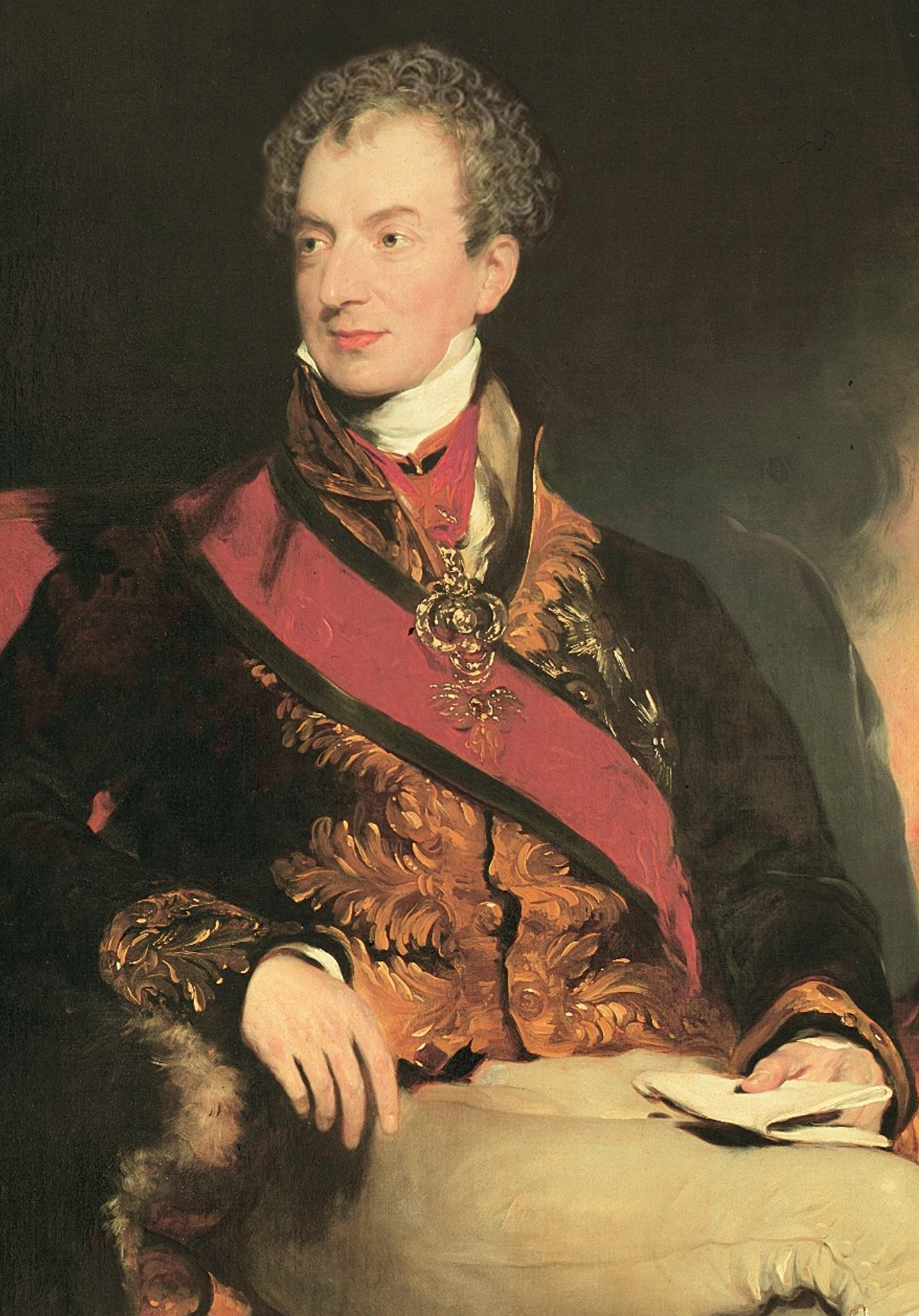
Klemens Wenzel Lothar von Metternich

Am 4. Juni 1813 schloss Napoleon mit Friedrich Wilhelm III. und Zar Alexander I. den auf sechs Wochen befristeten Waffenstillstand von Pläswitz. Der Entourage Friedrich Wilhelms III. wurde bewusst, dass das russisch-preußische Militärbündnis ohne Österreich nicht in der Lage sein würde, Napoleon zu besiegen.
In der geheimen Konvention von Reichenbach vom 27. Juni 1813, vereinbart mit Friedrich Wilhelm III. und Alexander I., verpflichtete sich Österreich schließlich, der Koalition dann beizutreten, wenn Napoleon nicht die ihm vorgelegten Bedingungen akzeptierte. Friedrich Wilhelm III. stimmte sogar Gesprächen zwischen Napoleon und dem österreichischen Diplomaten Klemens Wenzel Lothar von Metternich zu. Sollte Napoleon sich hinter den Rhein zurückziehen und den Rheinbund auflösen, so die Formulierung des preußischen Königs, werde er Napoleons Herrschaft anerkennen.
In Dresden führte Metternich ein neunstündiges Gespräch mit Napoleon. Dieser erklärte jedoch „keine Handbreit Boden“ abzutreten. So lief der Waffenstillstand von Pläswitz am 10. August 1813 aus, ohne eine friedliche Lösung des Konfliktes erreicht zu haben. Wegen Protesten in Frankreich gegen weitere Rekrutierungen war es Napoleon im Zeitraum des Waffenstillstandes nicht möglich, seine Truppenstärke wesentlich zu vergrößern. Preußens Truppenstärke entsprach dagegen 6 % der Bevölkerung.

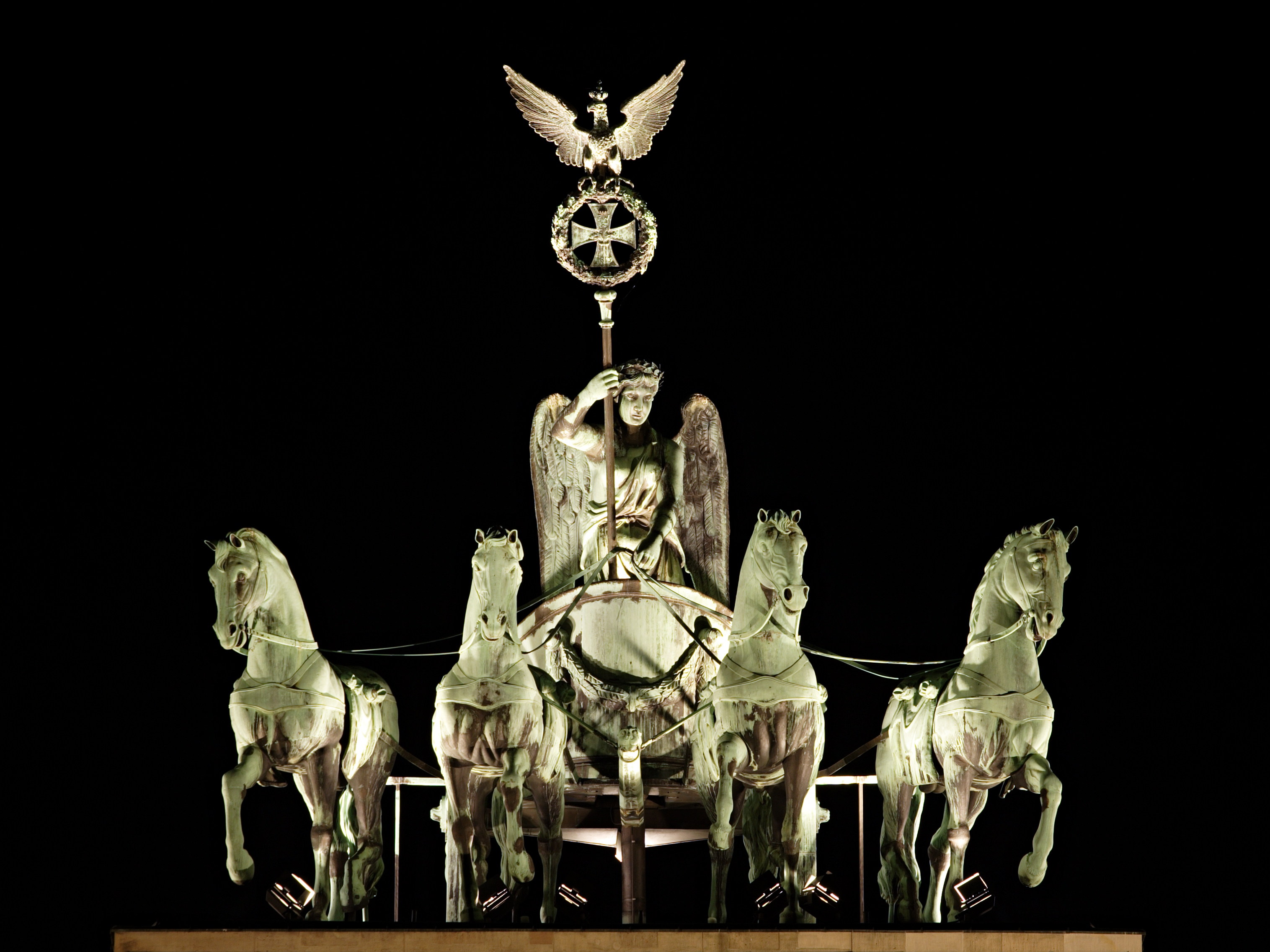
Zeichen des Sieges: Die Quadriga des Brandenburger Tors in Berlin

Am 11. August 1813 erklärte Österreich Frankreich den Krieg. Das Kräfteverhältnis verschob sich damit deutlich zu Ungunsten Frankreichs. In der Völkerschlacht bei Leipzig vom 16. bis 19. Oktober 1813 wurden Napoleon und seine Verbündeten schließlich vernichtend geschlagen. Friedrich Wilhelm III., Alexander I. und Franz I. von Österreich beobachteten vom 158 m hohen Monarchenhügel bei Meusdorf aus das Schlachtfeld von Leipzig. Bis auf den König von Sachsen traten nun alle deutschen Fürsten aus dem Rheinbund aus. In der Folge musste sich Napoleon hinter den Rhein zurückziehen. Im Verbund mit den Russen, Österreichern und Schweden waren die Preußen, die unter Blücher die Russen mit sich zogen, die treibende Kraft bei der Verfolgung Napoleons bis nach Paris. Am 31. März 1814 zog der preußische König durch die Porte Saint-Denis in Paris ein. 1814 besuchte er sein Untertanengebiet Neuenburg in der Schweiz. 
In Paris befahl Friedrich Wilhelm III., die Quadriga des Brandenburger Tors unverzüglich nach Berlin zurückzuführen. Die Fahrt der mit insgesamt 32 Pferden bespannten sechs Wagen, die 15 schwere Kisten trugen, dauerte über zwei Monate; seit der Ankunft auf rechtsrheinischem Gebiet in Düsseldorf glich sie einem Triumphzug. Auf Wunsch des Königs, der als Symbol des Sieges das Eiserne Kreuz berücksichtigt wissen wollte, entwarf Schinkel ein neues Emblem für die Siegesgöttin. Sie trug jetzt ein Eisernes Kreuz in einem Eichenkranz mit auffliegendem preußischen Adler darüber. Die erneuerte Quadriga wurde beim Einzug des Königs in Berlin am 7. August 1814 enthüllt.
Nach den Befreiungskriegen wurde Friedrich Wilhelm III. in Preußen als „Vater des Vaterlandes“ gefeiert, zum Beispiel, wenn er in Berlin fast täglich im Theater erschien.

### Der Wiener Kongress (1814–1815)

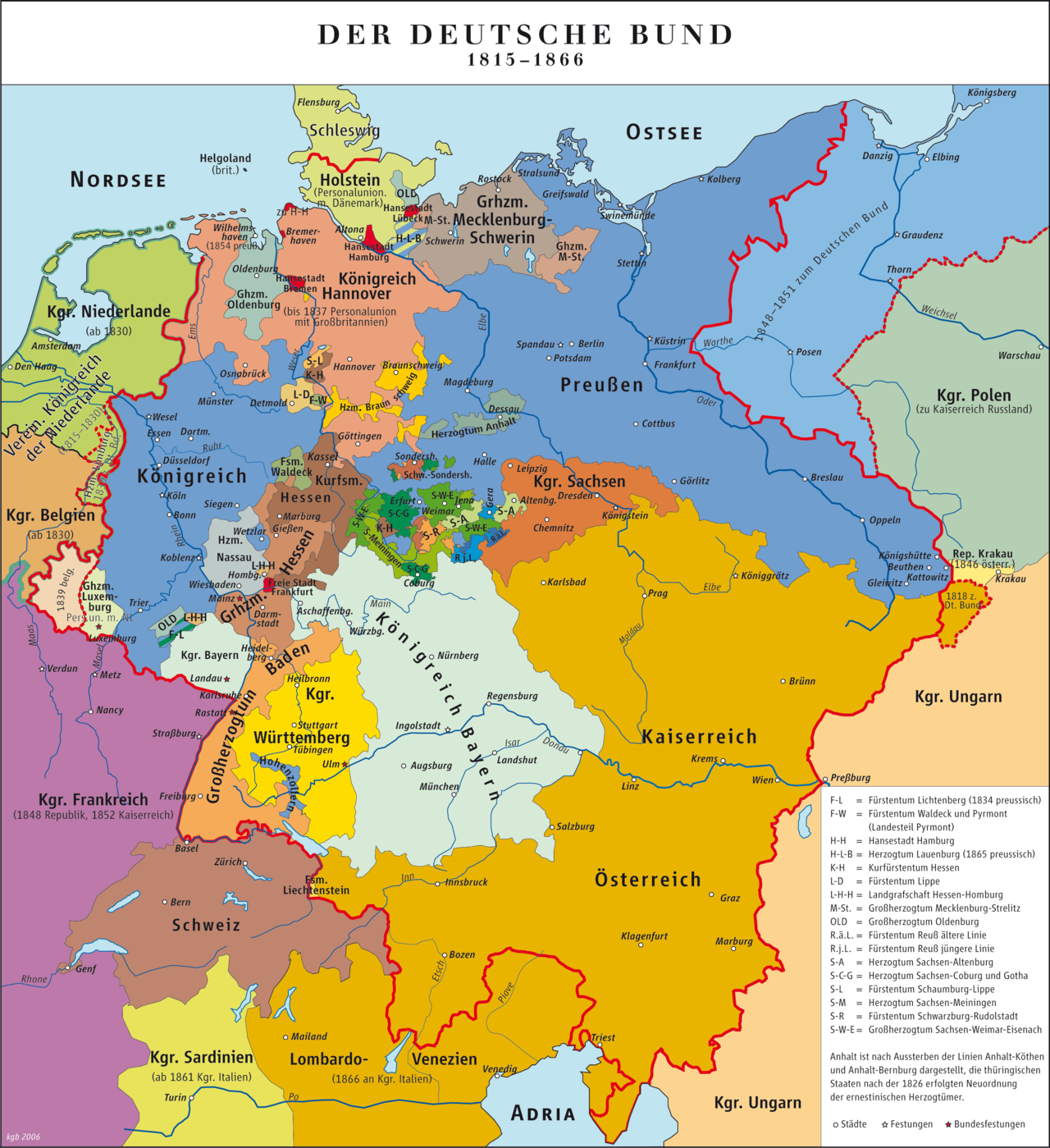
Preußen und der Deutsche Bund im Jahr 1815

Durch die auf dem Wiener Kongress vereinbarten territorialen Veränderungen entstand ein neues Europa. Das System der Pentarchie bzw. fünf europäischen Großmächte (Preußen, Österreich, Großbritannien, Russland und Frankreich) sollte ein machtpolitisches Gleichgewicht etablieren und Kriege in Europa zukünftig verhindern. Friedrich Wilhelm III. wollte ursprünglich das ganze Königreich Sachsen seinem Staat einverleiben und damit ein zusammenhängendes preußisches Territorium im Osten schaffen.
Aus britischen Überlegungen heraus musste Preußen jedoch vor allem die Verteidigung der Westgrenze Deutschlands gegen ein wiedererstarkendes Frankreich gewährleisten. Zuvor hatten auch die Habsburger als Stammhalter der Österreichischen Niederlande diese Aufgabe übernommen, konnten aber nicht verhindern, dass das Rheinland zum Spielball französischer Interessen wurde (vgl. Linkes Rheinufer). Auf dem Wiener Kongress erhielt Preußen daher Westfalen und die Rheinlande. In seiner Proklamation an die neuen Westprovinzen stilisierte sich Friedrich Wilhelm III. in Abgrenzung zu Frankreich zum Verteidiger nationaler Interessen:

„Und so, ihr Einwohner dieser Länder, trete ich jetzt mit Vertrauen unter Euch, gebe euch eurem deutschen Vaterlande, einem alten deutschen Fürstenstamme wieder und nenne euch Preußen.“

Festung Ehrenbreitstein, Hauptwerk des zweitgrößten Festungssystems in Europa

In diesem Zusammenhang erließ der König am 11. März 1815 die „Order zur Neubefestigung der Stadt Coblenz und der Festung Ehrenbreitstein“. Gemeinsam mit der Festung Köln sollte die Festung Koblenz den Mittelrhein sichern. Die Städte Koblenz und Ehrenbreitstein wurden bis 1832 befestigt und mit einem Gürtel von selbstständigen vorgeschobenen Festungswerken umgeben, gebaut nach modernsten Erkenntnissen, der so genannten „Neupreußischen“ oder „Neudeutschen Befestigungsmanier“. Die Festung Ehrenbreitstein (1817–1828) war das Hauptwerk.
Friedrich Wilhelm III. garantierte der Rheinprovinz die Beibehaltung des französischen Code civil. Er verzichtete damit auf die Einführung des Allgemeinen Landrechts für die Preußischen Staaten in der neuen Provinz.
Im Wiener Kongress erhielt Preußen im Osten die nördliche Hälfte Sachsens (mit der Festungsstadt Torgau und Lutherstadt Wittenberg), den schwedischen Teil Vorpommerns (mit der Insel Rügen) und das Großherzogtum Posen. Trotz dieser Gebietsgewinne war Friedrich Wilhelm III. einem Diktum Heinrich von Treitschkes zufolge „der erste der hohenzollernschen Könige, der sein Landgebiet kleiner hinterließ als er es von den Vorfahren übernommen hatte“.

### Konsolidierung im Frieden

#### „Restauration“
Der Begriff der Restauration (lateinisch restaurare ‚wiederherstellen‘) kann auf das Preußen der langen Friedensperiode vom 19. Juni 1815 bis zum 7. Juni 1840 (vom Tag nach dem Sieg bei Waterloo bis zum Tod des Königs) nur eingeschränkt verwendet werden. Die Preußischen Reformen wurden nach 1815 zwar nicht rückgängig gemacht, aber auch nicht weitergeführt. Auch die Grenzen von vor 1806 bzw. der Niederlage gegen Napoleon wurden nicht wiederhergestellt.
Eine stark konservative Entwicklung begann schon nach dem Tod von Friedrich Wilhelms erster Ehefrau Luise im Jahr 1810. Nach ihrem Tod gewann eine reaktionäre Kamarilla Einfluss auf den König. De facto bedeutete dieser politisch einflussreiche Zirkel um den König die Rückkehr zu einer Kabinettsregierung, wie sie der Freiherr vom Stein 1807 abschaffen wollte. Die Kamarilla setzte sich aus dem früheren Prediger Jean Pierre Frédéric Ancillon, Sophie Marie Gräfin von Voß und Wilhelm Ludwig Georg Graf zu Sayn-Wittgenstein-Hohenstein zusammen.

#### Außenpolitik

Heilige Allianz

Am 26. September 1815 unterzeichneten Friedrich Wilhelm III., der österreichische Kaiser und der russische Zar die Gründungserklärung der Heiligen Allianz. Mit der Heiligen Allianz versprachen die drei Ostmächte sich Beistand bzw. Interventionen im Falle revolutionärer Ereignisse. Die Allianz wurde ein wirkungsvolles Instrument zur Unterdrückung liberaler Bestrebungen. Die Politik der Heiligen Allianz war zwar reaktionär und restaurativ, aber sie verschaffte Kerneuropa, das seit der Französischen Revolution bis zur Schlacht von Waterloo immer wieder von Kriegen überzogen worden war, eine lange Friedensperiode.
Außenpolitisch verfolgte Friedrich Wilhelm weiter jene Ideen, mit denen er schon als junger König angetreten war: Neutralität und Frieden. Die Beibehaltung der Landwehr nach den Befreiungskriegen wurde in Österreich und Russland argwöhnisch als Verstetigung der „Volksbewaffnung“ beäugt, die neu geschaffene Armee kam aber nach den Befreiungskriegen praktisch nie ins Feuer. Oft war der König in europäischen Konflikten vermittelnd tätig.
Aus machtpolitischen Gründen weigerte sich Friedrich Wilhelm III., beim Ausbruch der französischen Julirevolution von 1830 militärisch einzugreifen. Der revolutionäre Funke sprang von Paris aus auch auf Teile des Deutschen Bundes über. In Berlin kam es zur sogenannten Schneiderrevolution, einer Auseinandersetzung zwischen Handwerkern und Polizeikräften. Obwohl Friedrich Wilhelm III. maßgeblich an der folgenden Verhaftungswelle beteiligt war, lasteten die Berliner diese Geschehnisse nur den königlichen Beratern und Ministern an. Den König titulierten sie weiterhin mit den Beinamen „der Gerechte“ und „der Gutmütige“. Dennoch kann die Schneiderrevolution nicht darüber hinwegtäuschen, dass Regierung und Bevölkerung sich zunehmend zu entfremden begannen.

#### Verfassungsfrage

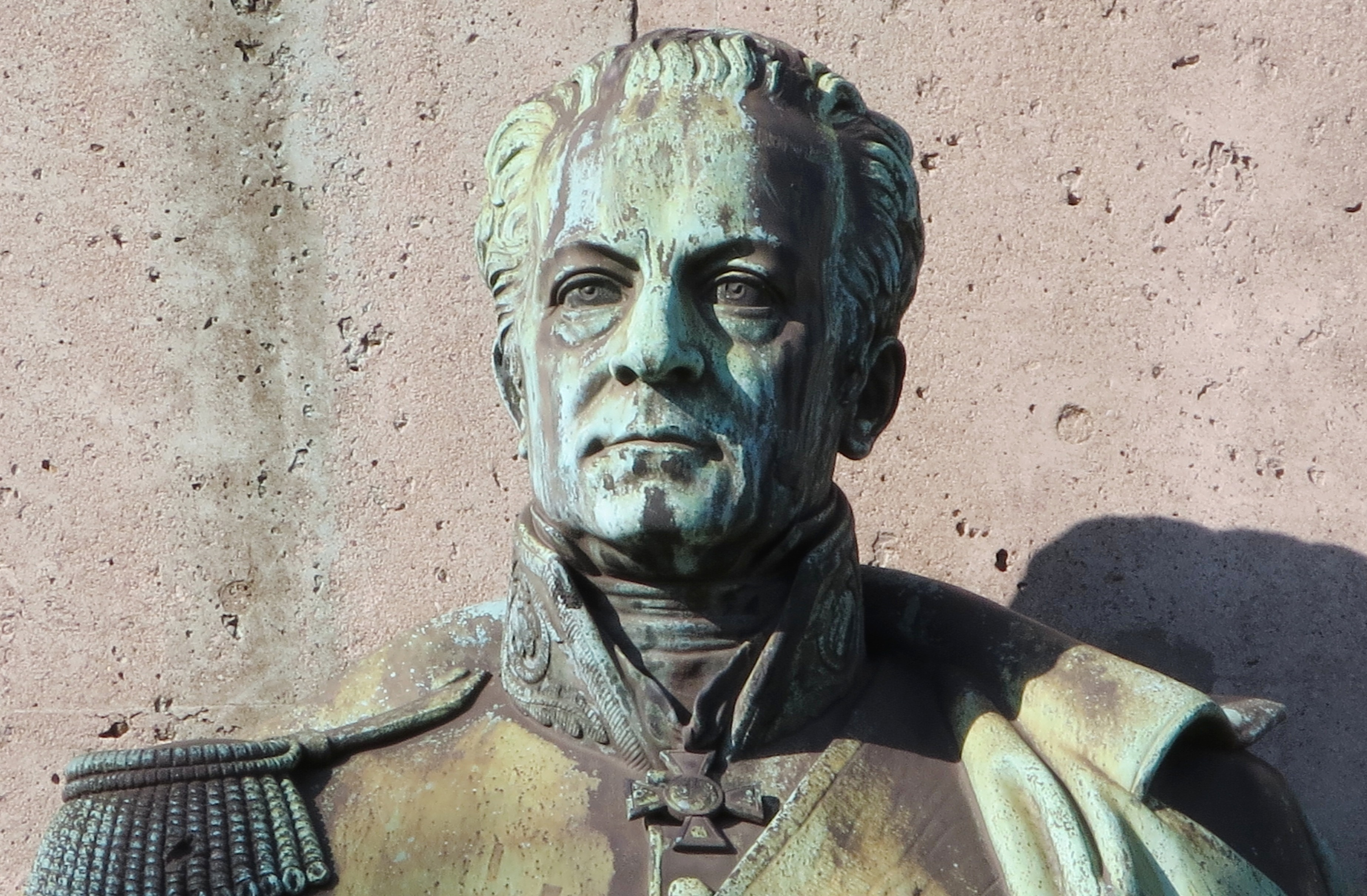
Staatskanzler Hardenberg am Reiterdenkmal für Friedrich Wilhelm III. am Heumarkt in Köln

Der König spielte mehrfach durchaus mit dem Gedanken, Preußen in eine Konstitutionelle Monarchie umzuwandeln bzw. eine Verfassung einzuführen. Dies war auch in Frankreich unter Ludwigs XVIII. mit der relativ liberalen Charte constitutionnelle geschehen. Bis zu seinem Tod am 26. November 1822 drängte vor allem Staatskanzler Hardenberg den König zu einem ähnlichen Schritt. Allerdings redete der einflussreichste Berater des Königs, Jean Pierre Frederic Ancillon, dem König ein, dass eine preußische Verfassung Parallelen zur französischen Nationalversammlung von 1789 haben würde. Jedes liberale Zugeständnis des Königs würde nach Ansicht von Ancillon die Gefahr eines Sturzes der Monarchie heraufbeschwören. Friedrich Wilhelm III. versprach in den Jahren 1810, 1812, 1813, 1815, 1820 und 1821 die Einführung einer Verfassung. So erneuerte der König am 22. Mai 1815 sein Verfassungsversprechen: Er wolle „eine Verordnung über die zu bildende Repräsentation des Volkes“ ausarbeiten lassen. Doch es blieb bei leeren Versprechen des Königs. Er war zu schwach und zu inkonsequent, um sich gegen die reaktionäre Hofclique und die Interessen des altständisch denkenden Adels durchzusetzen.
1823 wurden nur Provinzialstände eingeführt, immerhin die ersten Regionalparlamente, aber eben keine „Reichsstände“. Durch Quoten in jedem Stand konnte der einheimische Adel jeden Vorschlag blockieren. Konstitutionelle Formen sollten in Preußen erst ab 1848 möglich werden.

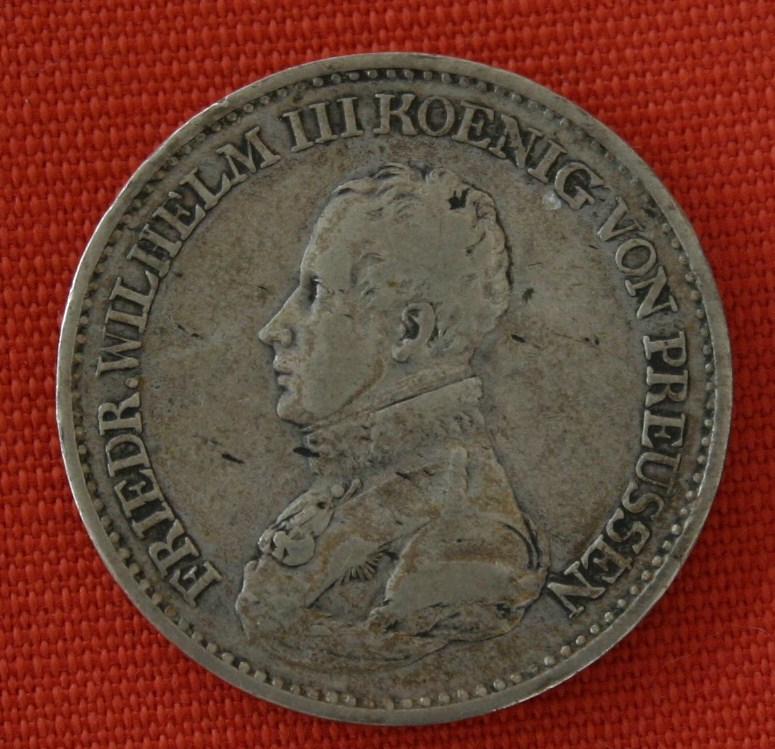
Thalermünze von 1819 mit Konterfei Friedrich Wilhelms III.

#### Teplitzer Punktation und Karlsbader Beschlüsse (1819)
Im Deutschen Bund, einem losen Zusammenschluss von 34 Fürstentümern und 4 Freien Städten, waren es vor allem die studentischen Burschenschaften, die ihre Forderung nach nationaler Einheit Deutschlands, nach Verfassungsstaat und bürgerlichen Rechten und Freiheiten formulierten. Nationale und liberale Ideen bedrohten die Macht Friedrich Wilhelms III., der weiterhin am Absolutismus festhielt. Die Ermordung des Dichters August von Kotzebue am 23. März 1819 durch den Jenaer Burschenschafter und Theologiestudenten Karl Ludwig Sand bot sich Metternich und Friedrich Wilhelm III. als Vorwand für die Karlsbader Beschlüsse an. Am 1. August 1819 traf sich Friedrich Wilhelm III. mit Metternich in Teplitz, um in Vorbereitung zu den Karlsbader Beschlüssen eine gemeinsame Bundespolitik zwischen Preußen und Österreich abzustimmen. In Teplitz stimmte der preußische König mit Metternich darin überein, Presse, Universitäten und Landtage schärfer überwachen zu wollen.
Mit den Karlsbader Beschlüssen vom 20. August 1819 ließ es Friedrich Wilhelm zu, dass missliebige Professoren entlassen, Burschenschaften verboten wurden sowie alle Bücher, Zeitschriften und Zeitungen unter 320 Seiten zensiert wurden. So konnte der staatstreue Bonner Professor Ernst Moritz Arndt erst nach dem Tod Friedrich Wilhelms III. in seine Tätigkeit zurückkehren. Er wurde erst unter Friedrich Wilhelm IV. rehabilitiert. Selbst herausragende Persönlichkeiten wie Wilhelm von Humboldt und Carl Friedrich von Beyme, welche gegen die Karlsbader Beschlüsse protestierten, wurden am 31. Dezember 1819 durch den König entlassen. Historiker sprechen hier von der sogenannten Demagogenverfolgung.

#### Religionspolitik

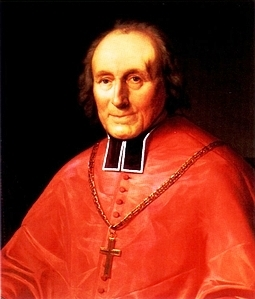
Kölner Erzbischof Clemens August Droste zu Vischering

Mit dem Wiener Kongress bzw. dem territorialen Gewinn der preußischen Westprovinzen (Provinz Westfalen und Rheinprovinz) wuchs die Zahl der Katholiken in Preußen auf 4 Millionen an. Dieser Umstand bereitete im mehrheitlich protestantischen Preußen ein Integrationsproblem. Die katholische Bewegung des Ultramontanismus betrachtete die Kirche als Gebilde, in dessen Belange sich Staaten wie Preußen nicht einzumischen hatten.
Mit dem Kölner Mischehenstreit, der sich auf katholisch-protestantische Ehen bezog, gerieten katholische Lehre und preußisches Recht in Konflikt. Während preußisches Recht vorschrieb, dass Kinder die Religion ihres Vaters anzunehmen hatten, forderte die römisch-katholische Lehre, dass der protestantische Partner zu unterschreiben hatte, die Kinder als Katholiken zu erziehen. Als Clemens August Freiherr Droste zu Vischering, ein Anhänger des Ultramontanismus, Erzbischof wurde und auf der katholischen Mischehenregelung bestand, war der Konflikt mit Friedrich Wilhelm III. nicht mehr aufzuhalten. Den Widerstand des Kölner Erzbischofs wertete der preußische König als direkten Angriff auf seine Autorität. Ohne gerichtliche Anklage befahl der König im November 1837 die Verhaftung und Amtsenthebung des Kölner Erzbischofs. Heimlich wurden sogar Soldaten nach Köln verlegt, um lokalen Protesten zuvorzukommen. Bis 1839 wurde Droste zu Vischering in der Festung Minden in Haft gehalten. Erst König Friedrich Wilhelm IV., der Nachfolger Friedrich Wilhelms III., sollte versuchen den Konflikt zu schlichten.
In den Gebieten mit polnischer Bevölkerung war die konfessionelle Frage auch mit dem Wunsch der Polen nach nationaler Selbstbestimmung verknüpft. Hier führte Martin von Dunin, Erzbischof von Posen und Gnesen, wie in Köln den traditionellen katholischen Ehevertrag wieder ein. Auch er wurde, trotz anfänglichen Verhandlungsversuchen des Königs, verhaftet und in die Festung Kolberg gebracht.
Friedrich Wilhelm III. gehörte der reformierten Kirche an, seiner Frau Luise wie der Großteil der Bewohner der preußischen Lande der lutherischen, weshalb das Königspaar nie gemeinsam zum Abendmahl gehen konnte. Anlässlich des Reformationsjubiläums 1817 rief er dazu auf, beide protestantischen Kirchen zu vereinen: Die so gegründete Union suchte er zugleich den religiösen Sinn zu heben und die Einheit der protestantischen Konfessionen in der Evangelischen Kirche in Preußen (später Evangelische Kirche der altpreußischen Union) zu erzielen, wobei er es zunächst friedlich versuchte. Hartnäckiger Widerstand, vor allem in den neuen sächsischen Landesteilen, führte ihn zu Zwangsmaßregeln, etwa zur Inhaftierung von Pfarrern, zur Beschlagnahme lutherischer Kirchen, Enteignung von Grundbesitz, wie die Entstehung der evangelisch-lutherischen (altlutherischen) Kirche und der Agendenstreit belegen.

#### Wirtschaftspolitik

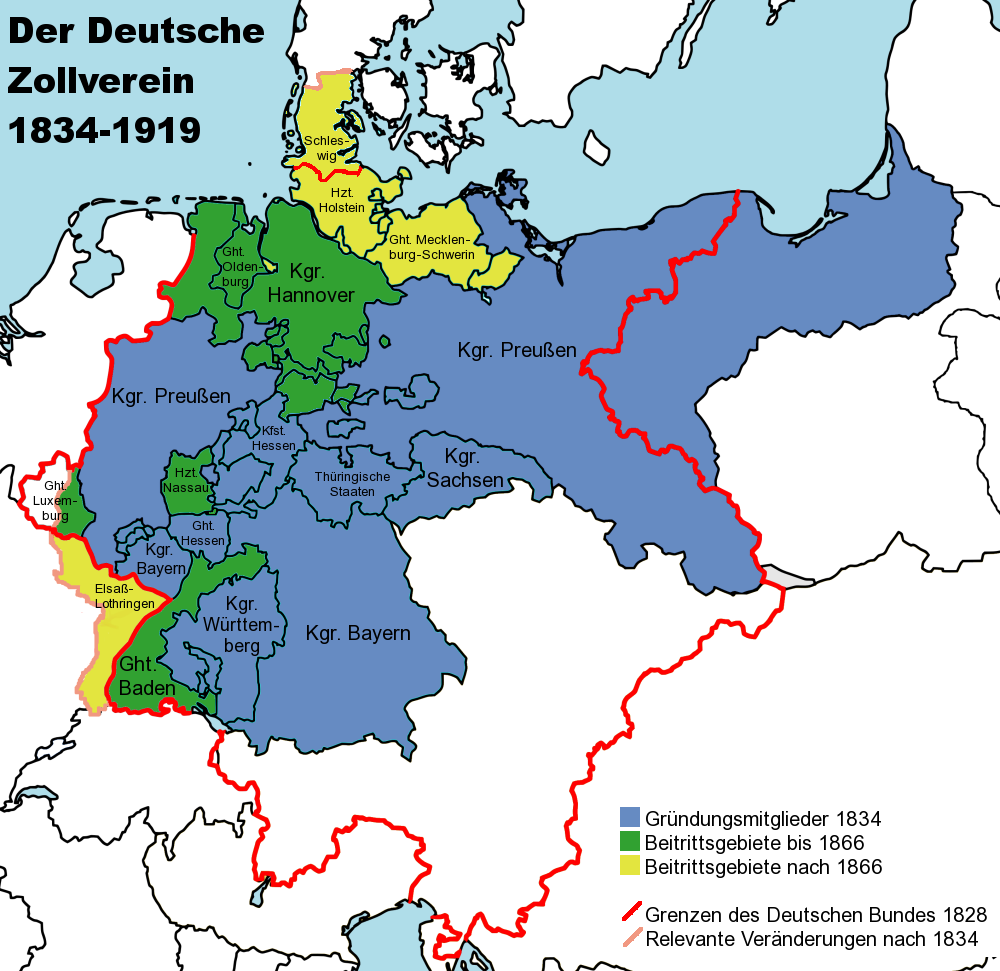
Deutscher Zollverein in den Grenzen des Deutschen Bundes 1834

In Preußen wurde die Friedensperiode dazu genutzt, Landwirtschaft, Gewerbe und Handel wieder in Gang zu bringen. Friedrich Wilhelm ging davon aus, dass eine florierende Wirtschaft die Stimmung der Bevölkerung stabilisiert. Mit dem Preußischen Zollgesetz von 1818 fielen in Preußen alle Binnenzölle. Die einheitlich festgelegten Importzölle auf Waren des Deutschen Bundes blieben relativ moderat, sodass sich Preußen nicht nach außen abschottete. Der König förderte auch die Gründung des Deutschen Zollvereins (1834).
Dank Friedrich Wilhelm III. kam der Prozess der wirtschaftlichen Modernisierung in Preußen zügiger voran als in Russland und Österreich. Bei der beginnenden Industrialisierung spielte das vom König 1821 unter der Leitung von Peter Beuth gegründete Gewerbeinstitut Berlin eine Schlüsselrolle. Das Institut vermittelte vor allem die für den praktischen Gewerbebetrieb nötigen technischen Kenntnisse. Es machte neue Technologien zugänglich, indem es aus England, Frankreich und Belgien technologisches Wissen beschaffte und Maschinen nachbaute.

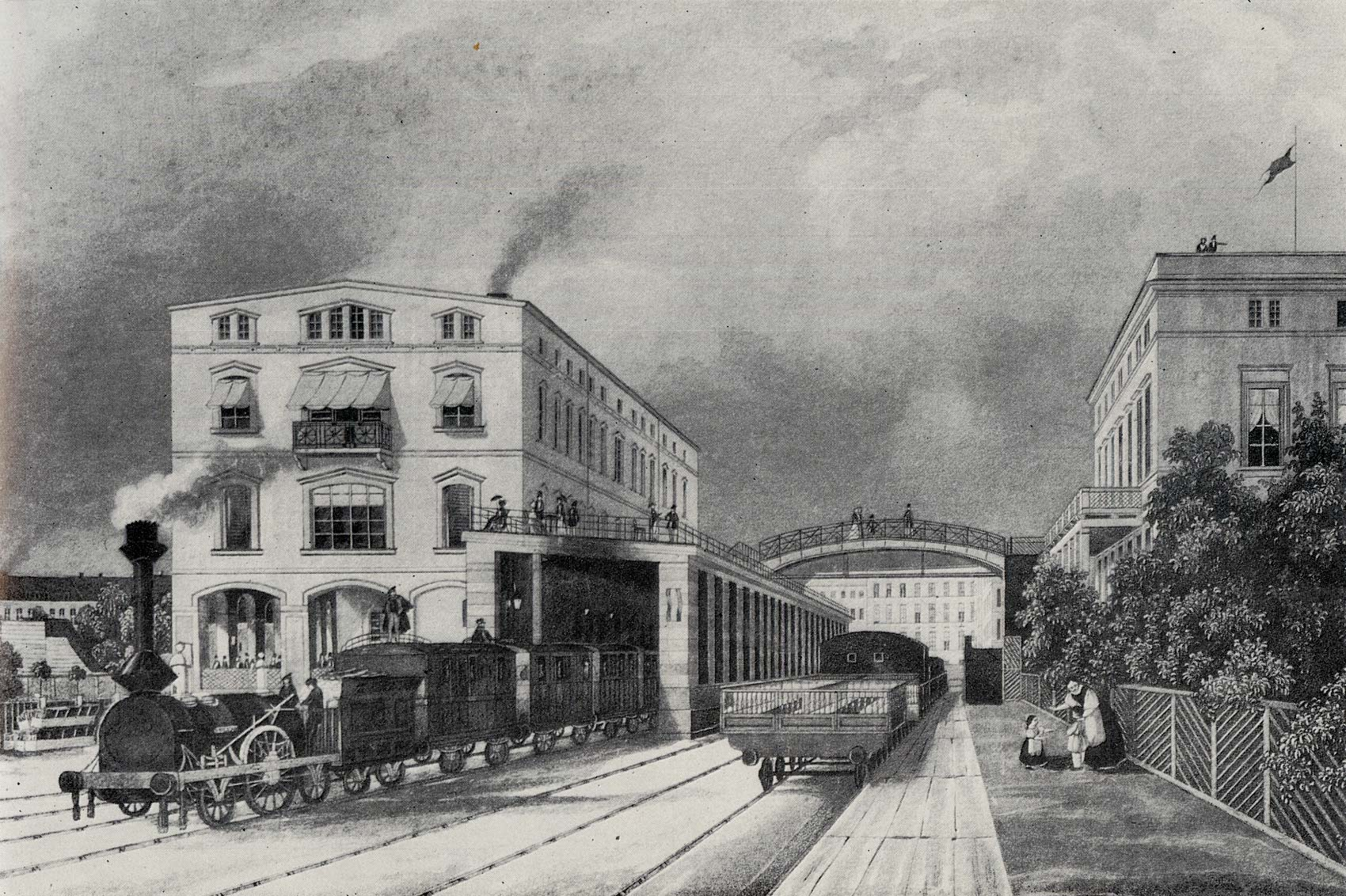
Potsdamer Bahnhof um 1843, Stich

Für das Gewerbe und die junge Industrie wurde der aus Cleve stammende, preußische Rheinländer Beuth ein einflussreicher Förderer. Das sehr vergrößerte, aber territorial ungünstig verteilte neue Preußen konnte seine wirtschaftliche Vernetzung, z. B. durch den Bau von Straßen und Chausseen, vorantreiben. Allerdings stimmte der König Planungen für den Ausbau der Eisenbahn zunächst nur widerstrebend zu. Anlässlich der Eröffnung der Berlin-Potsdamer Eisenbahnstrecke 1838 soll er angeblich geäußert haben: „alles soll Karriere gehen, die Ruhe und Gemütlichkeit leiden darunter. Kann mir keine große Seligkeit davon versprechen, ein paar Stunden früher von Berlin in Potsdam zu sein. Zeit wird’s lehren.“
Trotz dieser Bedenken nutzte der stark gealterte König 1839 die Eisenbahnlinie auf seinen letzten Reisen nach Potsdam und bewilligte in seinem Testament eine Million Taler für eine preußische Ost-West-Eisenbahn. August Borsig in Berlin begann zur gleichen Zeit mit dem Bau seiner ersten Lokomotive.

### Tod
Nach einer langanhaltenden Fiebererkrankung starb Friedrich Wilhelm am 7. Juni 1840. Seine letzte Ruhestätte fand er im Mausoleum im Park von Schloss Charlottenburg, an der Seite seiner ersten Gemahlin Luise. Christian Daniel Rauch, der ihn so oft porträtiert hatte, stellte ihn in einem Marmorbild auf dem Sarkophag liegend neben dem Sarkophag seiner Frau dar. Auch dieses Bildwerk der Berliner Klassik kann besichtigt werden.

## Kultur und Wissenschaft

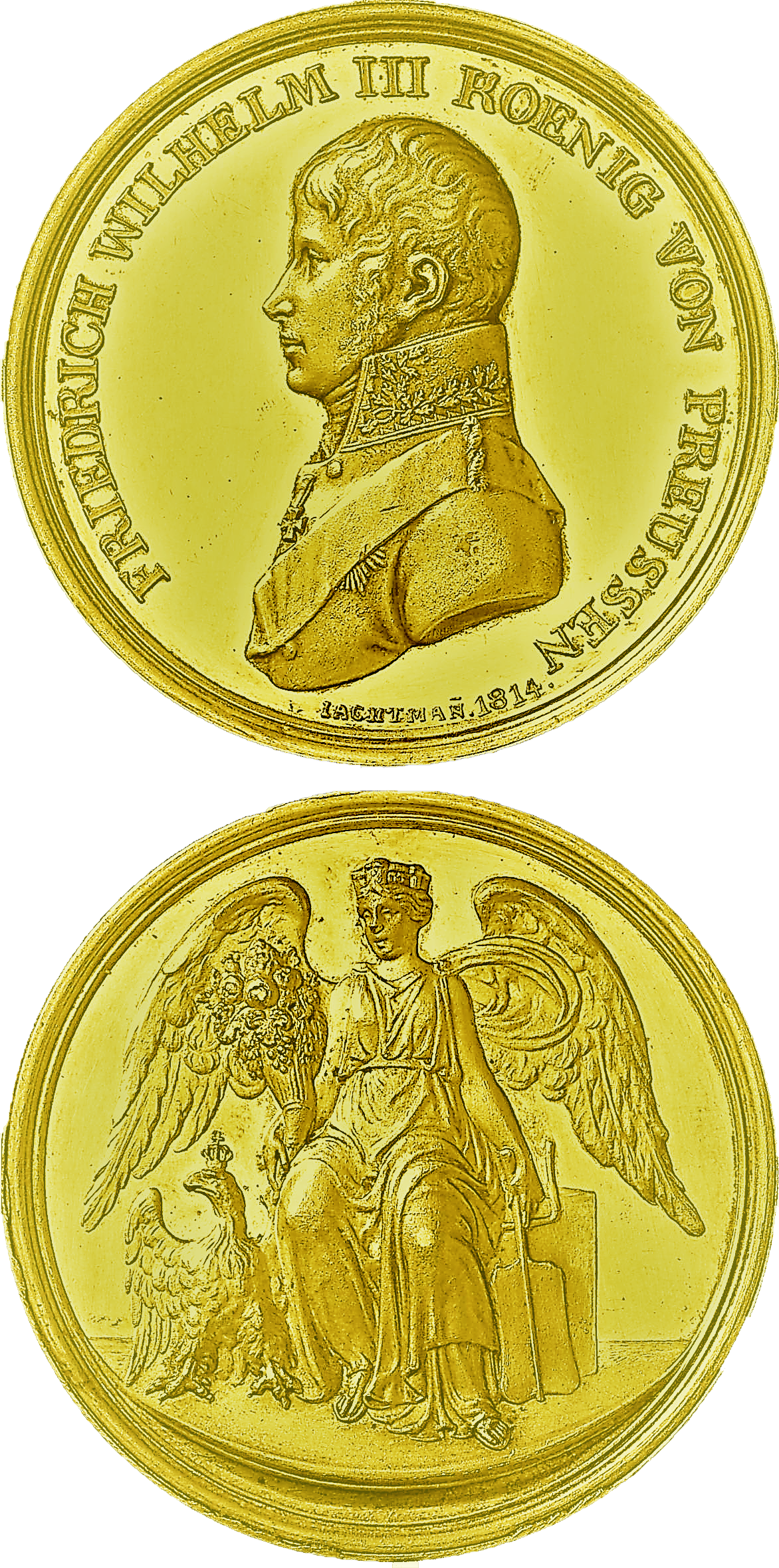
Goldene Medaille für Kunst und Wissenschaft von Johann Ludwig Jachtmann 1814

Trotz seiner legendären Sparsamkeit ging Friedrich Wilhelm auch als Mäzen von Architektur und Kunst in die Geschichte ein. Als Staatspreis für hervorragende Leistungen auf den vorgenannten Gebieten schuf sein Hofmedailleur Johann Ludwig Jachtmann 1814 die Goldene Medaille für Kunst und Wissenschaft. Damit geehrt wurden unter anderen 1831 der jüdische Regierungsbauinspektor Salomo Sachs für sein Fachbuch Ueber das Bau-Recht in seinem ganzen Umfang und 1839 die Schauspielerin und Schriftstellerin Johanna Franul von Weißenthurn.

### Residenz in Paretz
Die Ländlichkeit wurde Ende des 18. Jahrhunderts an vielen europäischen Fürstenhöfen idealisiert. Als typisch zeitgenössisches Beispiel hierfür kann das Dorf von Marie Antoinette in Versailles gelten.
Friedrich Wilhelm III. ließ sich in Paretz, einem Dorf 30 km westlich von Potsdam, eine Gegenwelt zum Berliner Hofleben schaffen. Paretz wurde ab 1797 von den Architekten David Gilly und Friedrich Gilly zu einer preußischen Sommerresidenz umgebaut. Der König ermahnte David Gilly bei der Auftragsvergabe zur Sparsamkeit: „Nur immer denken, daß Sie für einen armen Gutsherren bauen.“ Die Architektur des Dorfes war funktional und kostensparend, sie wurde jedoch auch den ästhetischen Ansprüchen des Königspaares gerecht. Die klassizistischen Bauwerke fügten sich harmonisch in einen englischen Landschaftsgarten ein. Dorfkirche und Schloss bildeten das herrschaftliche Zentrum.
In Paretz war das höfische Zeremoniell gelockerter. Mit der bäuerlichen Dorfbevölkerung wurde so zum Beispiel das Erntedankfest gefeiert. Die Standesgrenzen blieben trotzdem gewahrt. Das Leben des Königs in Paretz ähnelte dem Leben eines adeligen Gutsherrn.

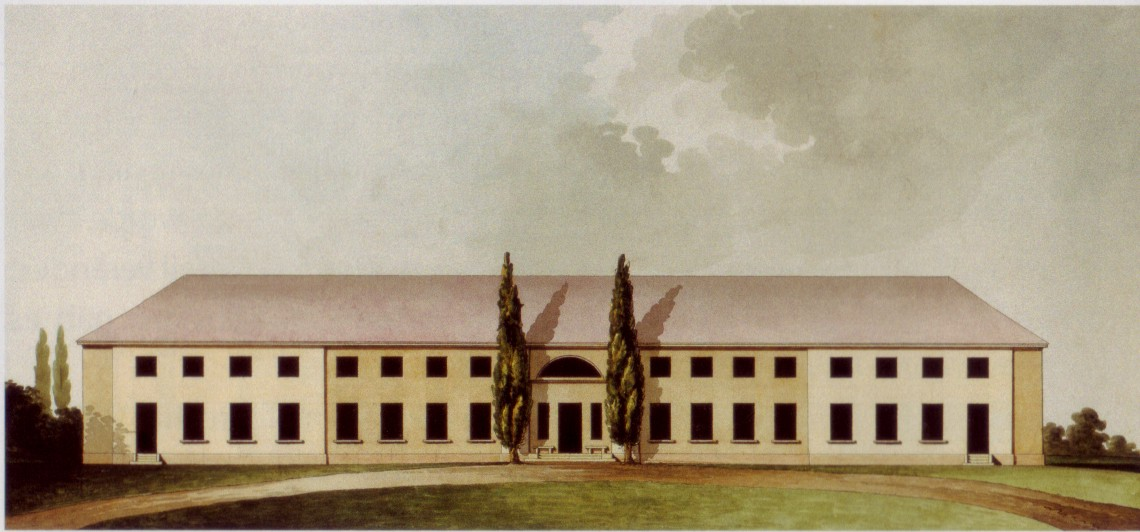
Entwurf von Schloss Paretz (1797) von David Gilly
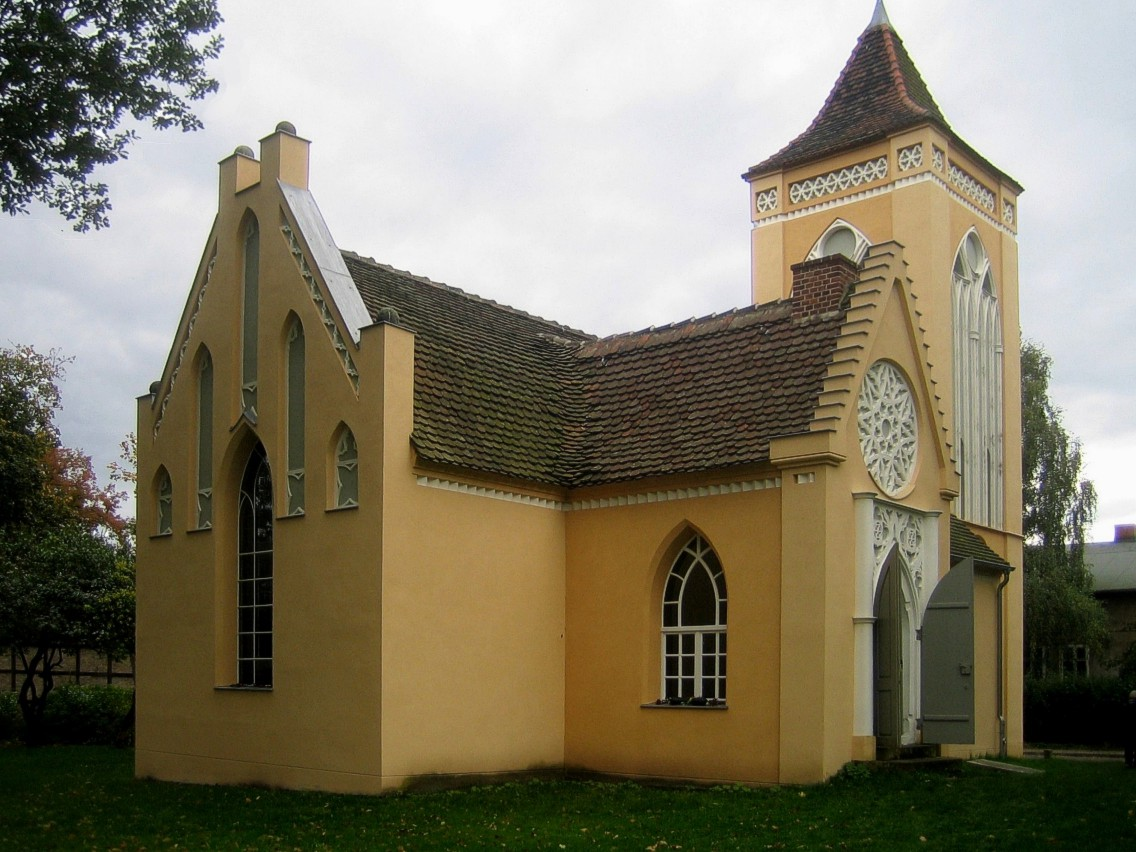
Dorfkirche Paretz

### Sommerresidenz in Erdmannsdorf im Hirschberger Tal
1831 erwarb Friedrich Wilhelm III. im Hirschberger Tal in Schlesien das Schloss Erdmannsdorf. 1839 erwarb der König auch das nahegelegene Schloss Schildau für seine Tochter Luise, Prinzessin der Niederlande.

### Architektur

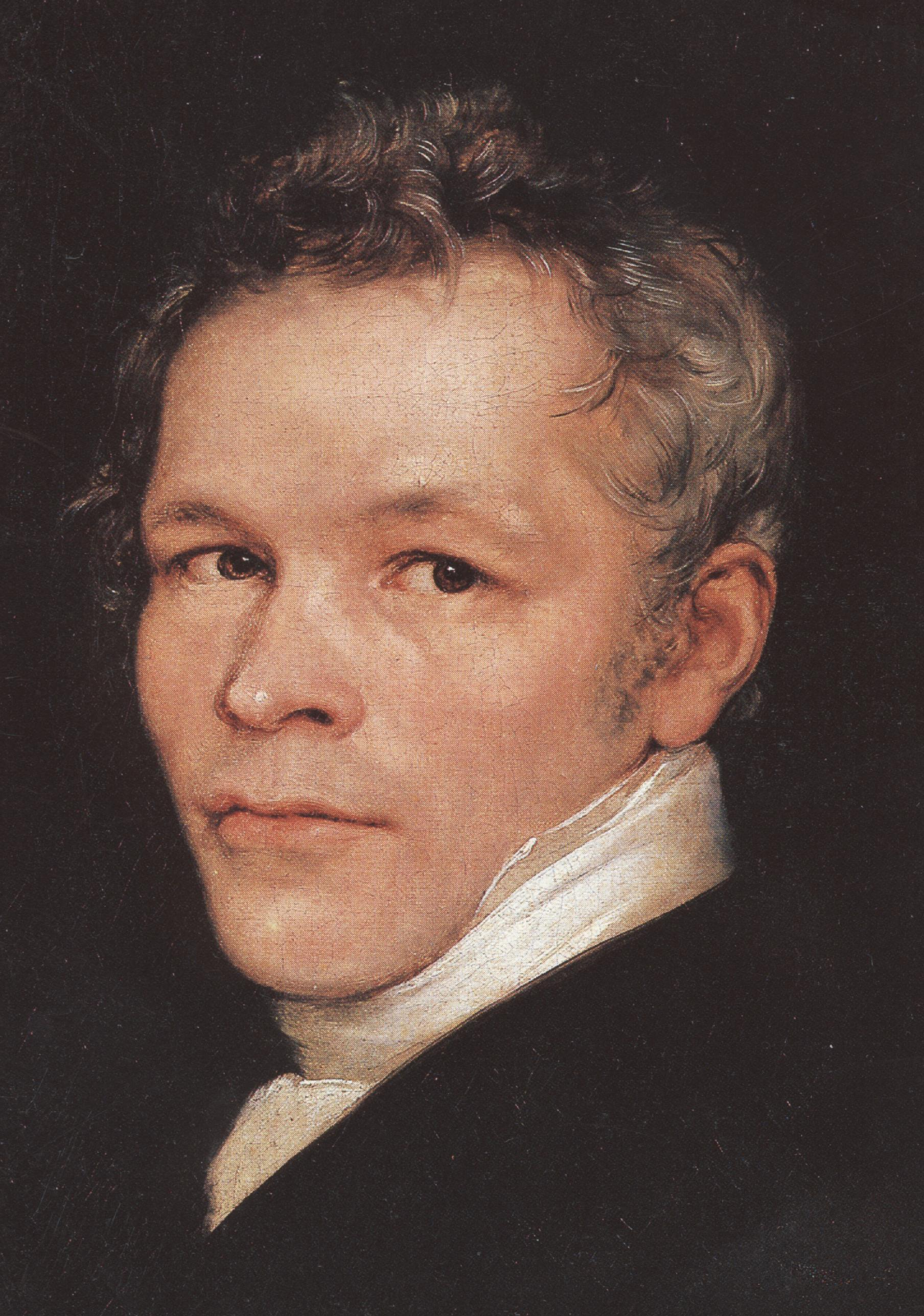
Der Architekt des Königs: Karl Friedrich Schinkel

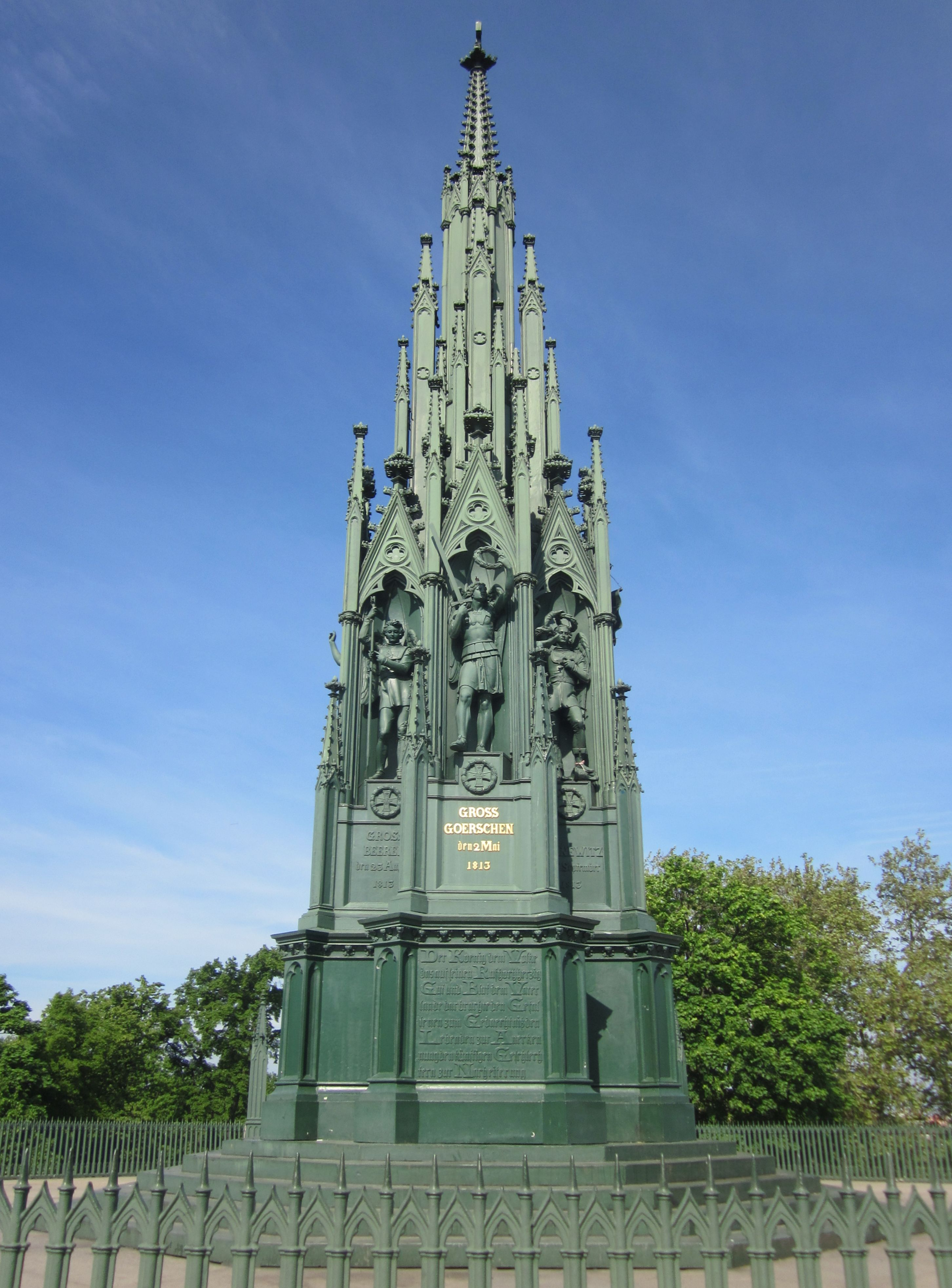
Nationaldenkmal für die Befreiungskriege

Karl Friedrich Schinkel wurde 1810 durch Friedrich Wilhelm III. zum Oberbauassessor der Berliner Oberbaudeputation ernannt. Die Oberbaudeputation war für alle öffentlichen Bauwerke Preußens verantwortlich, deren Kostenvoranschlag 500 Taler überstieg. Als Schüler von David Gilly hatte Schinkel gelernt, dass eingehaltene Kostenpläne unabdingbar waren, um das Vertrauen des Königs zu behalten. Wegen der königlichen Sparmaßnahmen konnte Schinkel seine zuweilen ausgreifenden Projekte oft nicht realisieren. In einer Order vom 20. Juni 1836 schrieb ihm der König, „der Architekt (solle) von dem Gesichtspunkt ausgehen, dass nur von Erhaltung des Bestehenden und nicht von Ausbauungen und Erweiterungen die Rede sein könne“. So sind zahlreiche Eingaben Schinkels an den König erhalten, in denen er über Arbeitsüberhäufung und Sparmaßnahmen klagte. Der König plante daher kurzzeitig sogar die Abberufung Schinkels aus der Oberbaudeputation, wozu es aber aufgrund von Protesten innerhalb der Deputation nicht kam. Backstein und Terrakotta wurde als relativ kostengünstiges Baumaterial durch Schinkel wiederentdeckt.
Trotz des angespannten Verhältnisses zum Bauherrn Friedrich Wilhelm III. lassen sich einschließlich seiner Entwürfe 50 Arbeiten Schinkels in der preußischen Hauptstadt Berlin nachweisen. Berlin wurde besonders zwischen 1809 und 1840, der Hauptschaffenszeit Schinkels, repräsentativ umgestaltet. Zu den in der Regierungszeit Friedrich Wilhelms III. errichteten Schinkel-Hauptwerken zählen die Neue Wache Unter den Linden, das Schauspielhaus am Gendarmenmarkt, die Friedrichswerdersche Kirche, das Alte Museum und die Bauakademie. Beim Bau der Neuen Wache korrigierte der König eigenhändig Schinkels Planungszeichnung und setzte das Gebäude, wie in einem früheren Entwurf von Salomo Sachs, in Flucht zur Universität und mittig zwischen Universität und Zeughaus.
Eine wichtige Gelegenheit, den König für sich zu gewinnen, bot sich den preußischen Architekten, als Königin Luise, die erste Ehefrau Friedrich Wilhelms III., am 19. Juli 1810 verstarb. Der König persönlich entwarf ein Mausoleum im Schlosspark Charlottenburg. Von Schinkel, der sogar selbst schon Entwürfe fertiggestellt hatte, ließ der König nur die Fassade zeichnen. Heinrich Gentz vollendete das Werk. Später wurde Friedrich Wilhelm III. im Mausoleum neben seiner Frau Luise beigesetzt.

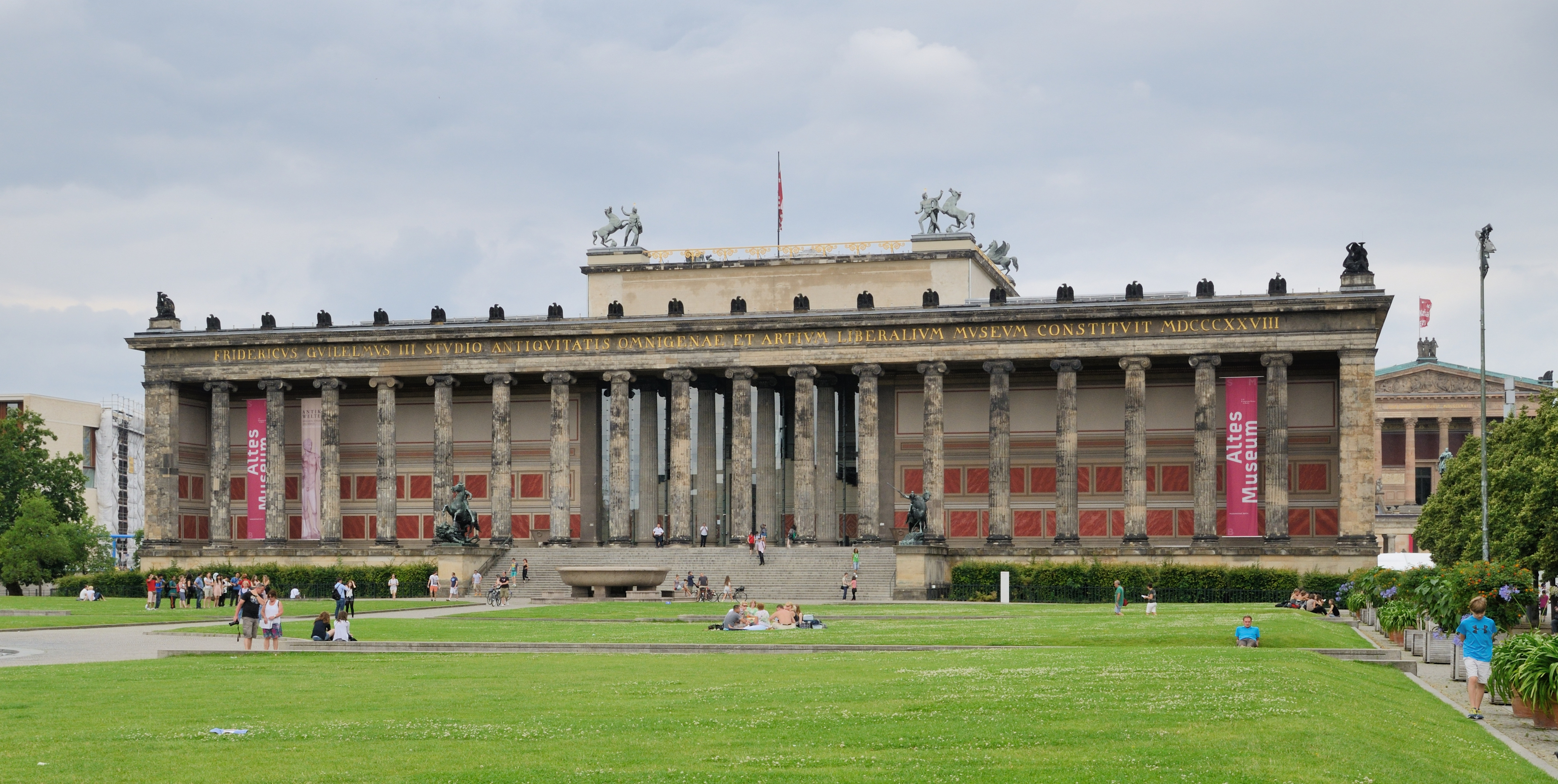
Altes Museum am Lustgarten

Eine Idee der Reformzeit und eine Reaktion auf die Verschleppung zahlreicher Kunstwerke durch Napoleon und deren Rückkehr (darunter Schadows Quadriga vom Brandenburger Tor) war die Zusammenfassung der bisher in den königlichen Schlössern verstreut gezeigten Kunstschätze in einem eigens dafür errichteten Museum. Im Jahr 1810 beauftragte Friedrich Wilhelm III. Wilhelm von Humboldt mit der Zusammenstellung einer „gut gewählten Kunstsammlung“. Dem neuen Verständnis der Kunst gemäß entstand mit dem Königlichen Museum eine Kultur- und Bildungseinrichtung, die sich an den Staatsbürger richtete. Karl Friedrich Schinkel errichtete das Gebäude, eines der schönsten Bauwerke des Klassizismus, in den Jahren 1824 bis 1830 am Lustgarten in Berlin. Durch weitere Museen, die Friedrich Wilhelms Nachfolger hinzufügten, wurde es als Altes Museum der Auftakt der Berliner Museumsinsel.
Zwischen 1826 und 1834 ließ Friedrich Wilhelm III. den Magdeburger Dom umfangreich restaurieren. 1831 erwarb er das niederschlesische Schloss Erdmannsdorf am Fuße des Riesengebirges und ließ es von Schinkel umgestalten.

### Denkmäler der Befreiungskriege
In enger Zusammenarbeit mit der Stadtplanung Schinkels schmückten Christian Daniel Rauch und dessen Bildhauerschule Berlin mit Statuen aus, die das Andenken der Befreiungskriege festhielten. Gerhard von Scharnhorst, Bülow von Dennewitz und Blücher erhielten als erste ihre Denkmale. Yorck und Gneisenau folgten später unter Friedrich Wilhelm IV. Die Reliefs am Berliner Denkmal von Blücher zeichnen sich durch große Volkstümlichkeit aus (der von der Reaktion am meisten angefeindete Reformer Gneisenau ist mehrfach zu sehen). Kurz vor seinem Tode ließ der König noch den Grundstein für das Denkmal Friedrichs des Großen legen, das mehr als zehn Jahre später durch Rauch und seine Schüler fertiggestellt wurde.

### Malerei

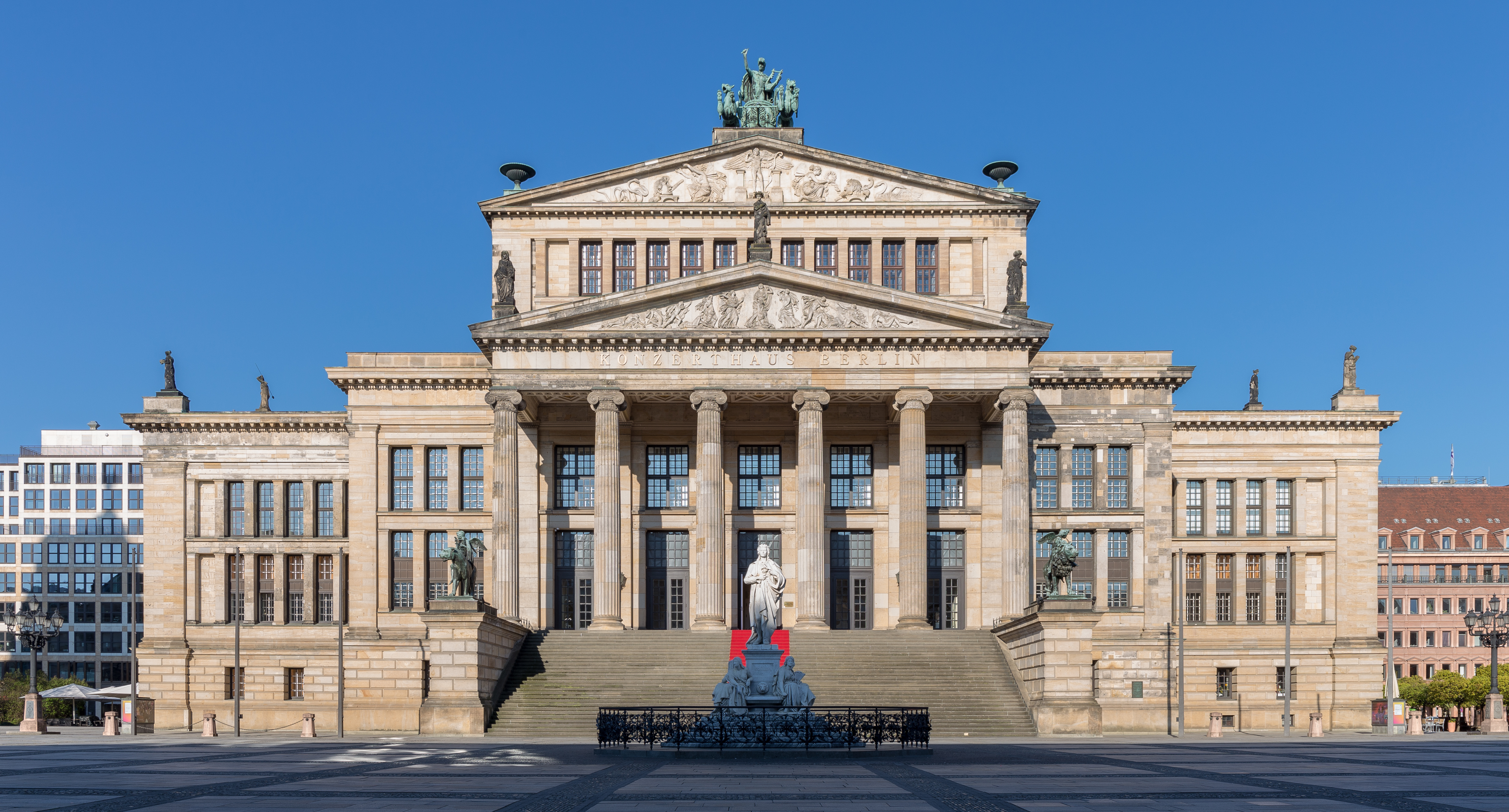
Schauspielhaus Berlin

Als Mäzen gab der König wichtige Impulse für die Malerei. 1827 ernannte der König Karl Wilhelm Wach zu seinem Hofmaler und stattete ihn mit einem Lagerhaus aus, das sich in der Folge zu einer bedeutenden Malerschule entwickelte. Besondere Förderung durch den König erfuhr auch Friedrich Wilhelm von Schadow, der Sohn des Bildhauers Johann Gottfried Schadow. Als Direktor der Düsseldorfer Kunstakademie trat er seinen Dienst als Nachfolger von Peter von Cornelius an, der nach Schinkels Entwürfen die Vorhalle des Alten Museums ausmalte. Bald folgten ihm seine begabtesten Schüler, und es entstand nach kurzer Zeit die berühmte Düsseldorfer Malerschule. Sein Kronprinz, der spätere Friedrich Wilhelm IV., drängte Friedrich Wilhelm III. zum Kauf der Ölgemälde Der Mönch am Meer und die Ruine von Eldena.

### Theater
Der König mischte sich gerne unter das Volk und ließ sich allabendlich im Theater sehen. Dabei ging er sowohl in das Berliner Schauspielhaus als auch in das Königsstädtische Theater, die er beide in Auftrag gegeben hatte. Die Theaterbesuche verschafften ihm auch Gelegenheit, sich anhand der bürgerlichen Volksstücke in die Mentalität seiner Bürger und ihre Stimmungen einzufühlen.

Spaziergang im Zivilanzug im Tiergarten, Bleistiftzeichnung von Franz Krüger

### Musik
Friedrich Wilhelm III. war nicht so musisch begabt wie andere preußische Könige vor ihm (z. B. Friedrich II. und Friedrich Wilhelm II.). Er konnte mäßig Orgel spielen und komponierte als zehnjähriger Prinz einen heute noch sehr bekannten Marsch. Aufgeführt wurde dieser Marsch erstmals 1835 bei der Revue von Kalisch. Der Marsch wurde später von den meisten Regimentern der Armee als Präsentiermarsch genutzt und auch so benannt. Die Bundeswehr spielt ihn noch heute.

### Wissenschaft
Einfluss bei Hofe und große Popularität in Preußen erlangte der Weltreisende Alexander von Humboldt, dessen Werke dem naturwissenschaftlichen Denken einen weiteren Aufschwung brachten. Die Berufung von Georg Wilhelm Friedrich Hegel auf den philosophischen Lehrstuhl der Berliner Universität machte diese zum Mittelpunkt der Philosophie in Deutschland.

## Persönlichkeit

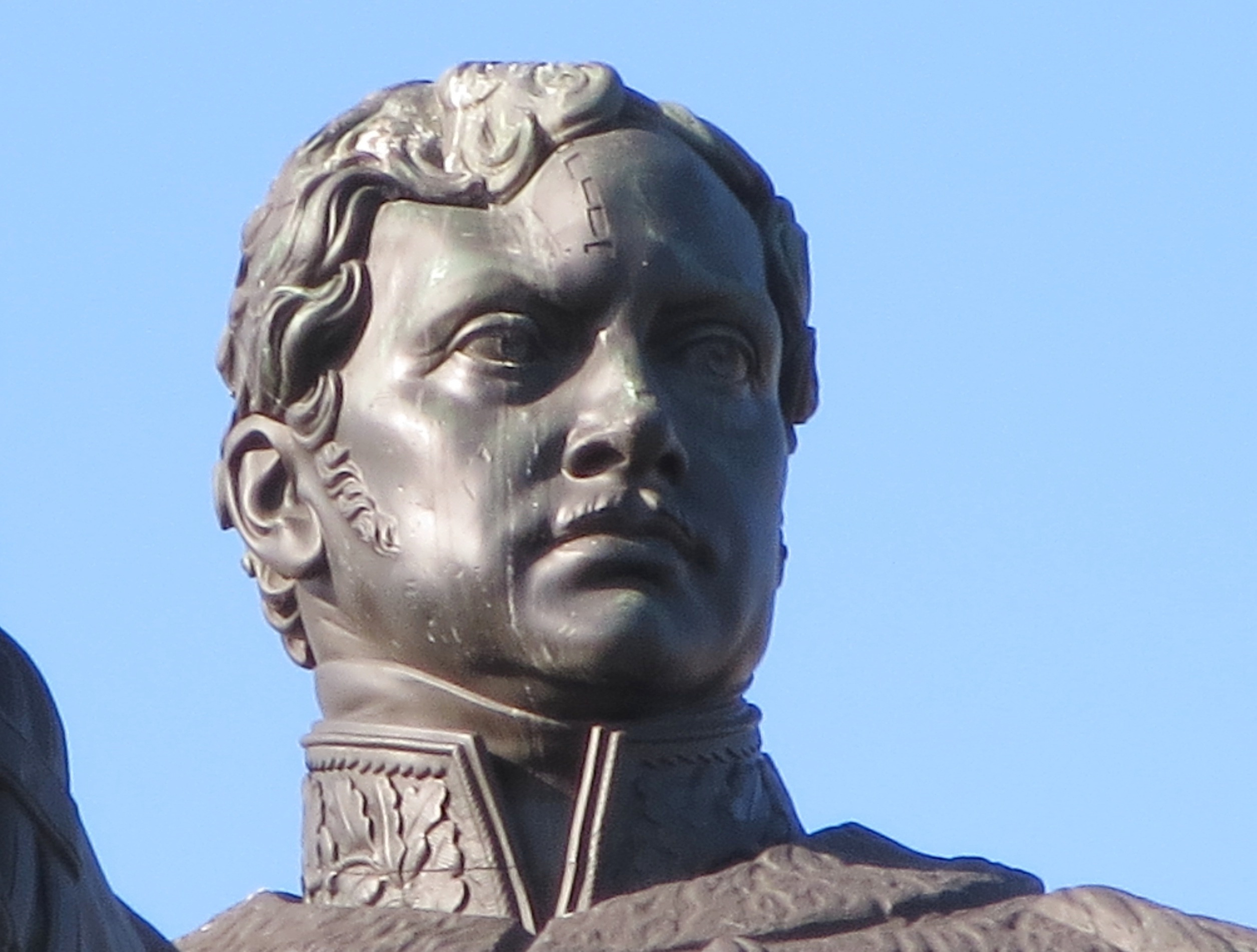
Friedrich Wilhelm III., Kopf der Reiterstatue vom Heumarkt in Köln (kriegsbeschädigt)

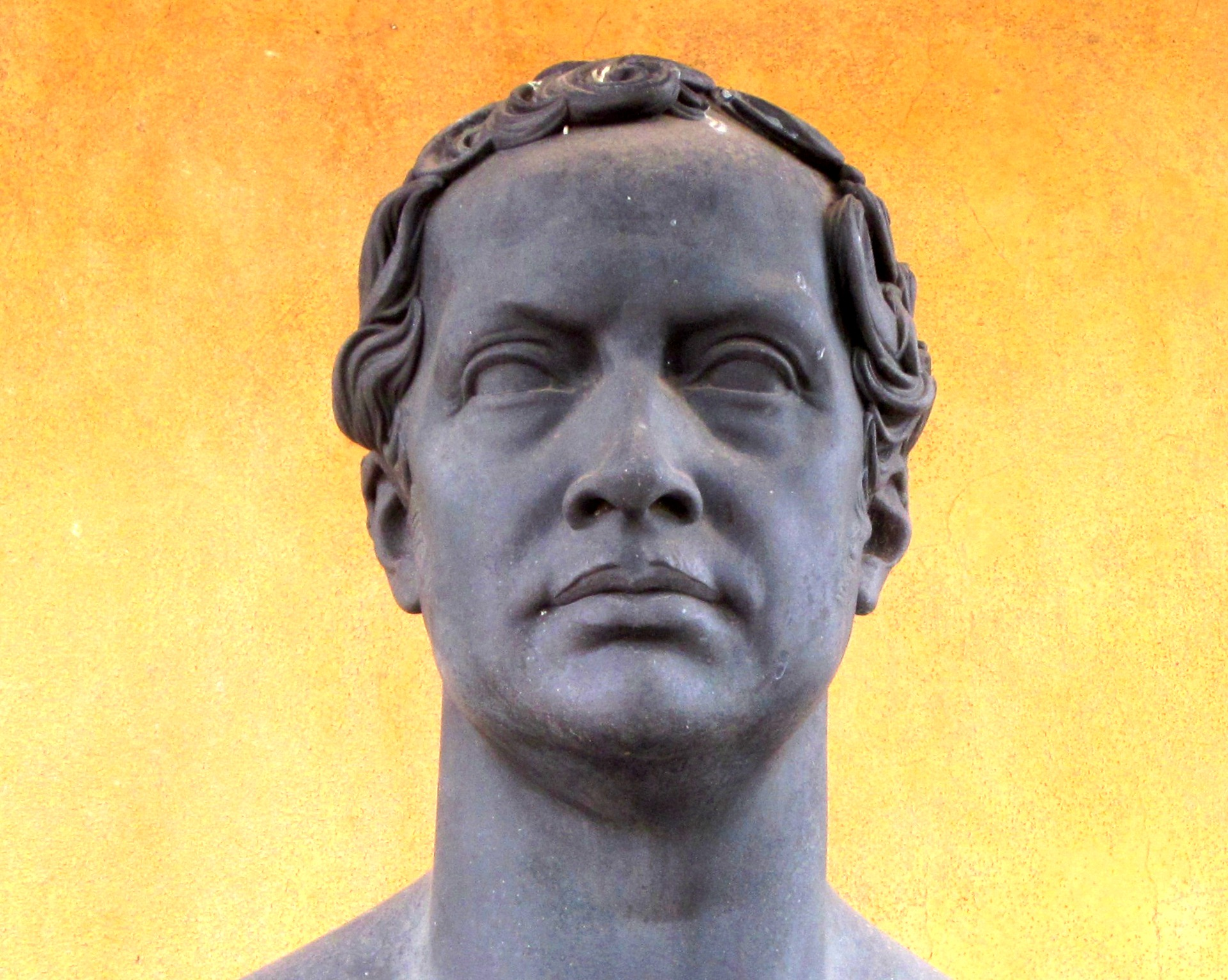
Friedrich Wilhelm III., dargestellt von Christian Daniel Rauch (Römische Bäder im Park Sanssouci)

In einer absolutistischen Monarchie beeinflusst der jeweilige Charakter des Herrschers die geschichtlichen Abläufe in höherem Maße als in anderen Herrschaftssystemen. Friedrich Wilhelm III. war ein verständiger, prinzipientreuer und rücksichtsvoller Mensch. Mit „genialen“ Menschen kam er jedoch nicht gut zurecht. Er vertiefte sich gewissenhaft in die Dinge, aber seine Neigung, sie bis ins Letzte zu durchgrübeln und abzuwägen, lähmte oft seine Entschlusskraft. Er versuchte das Land so lange wie möglich aus dem großen europäischen Krieg gegen Napoleon herauszuhalten.
Sein Vater Friedrich Wilhelm II. hatte den jungen Thronfolger wenig beachtet, der sich zu einem schüchternen, ernsten und wenig selbstbewussten Charakter entwickelte. In seiner Jugend kam er kaum aus den Hofkreisen von Berlin und Potsdam heraus. Die Liebesheirat mit Luise, ihr aufmunterndes Wesen, die kinderreiche Ehe und das volksnahe Leben mit der Familie im ländlichen Paretz („Schloss Still-im-Land“) brachten eine Wandlung hin zu einer gewissen Umgänglichkeit. Das junge Paar war bei der Bevölkerung beliebt, auch weil es oft ohne Begleitung in Berlin Unter den Linden oder im Tiergarten spazierte.
Der Zusammenbruch Preußens (1806) und der frühe Tod seiner geliebten Frau Luise (1810) lösten eine Wende im Leben Friedrich Wilhelms aus. Dem staatlichen und persönlichen Abgrund nahe, entschloss er sich, die Reformen, über die er bisher nur nachgedacht hatte, auch umzusetzen. Die Reformzeit und die Friedenszeit nach dem Befreiungskrieg wurde die Phase seiner besten Wirksamkeit.
Dank seiner Ruhe und Besonnenheit sowie seiner Fähigkeit, Verantwortung an seine Spitzenbeamten zu delegieren, trug der König maßgeblich zum Gelingen der preußischen Reformen bei. Zuweilen konnte er auch in Zorn geraten und harte Entscheidungen treffen, zum Beispiel in seiner Rolle als Schutzherr der Protestanten oder wenn es um die Grundfesten der preußischen Monarchie ging. Inhalt und Stil des Liberalismus, später des Sozialismus, stießen schroff auf die preußische Tradition und den Charakter des Königs. Als legitimen Spross einer Dynastie beunruhigte ihn der Angriff auf alles Bestehende.
Nach dem Tod seiner ersten Frau blieb Friedrich Wilhelm lange Witwer. Erst 1824 heiratete er die Gräfin Auguste von Harrach in morganatischer Ehe. Die Verbindung mit ihr war für den 54-jährigen König problematisch, da die Gräfin nicht aus regierendem Hause stammte, 30 Jahre jünger und überdies katholisch war.
Auguste trat politisch nicht in Erscheinung und die Ehe blieb kinderlos. Sie konnte sich zwar in den letzten Monaten der Achtung der Familie versichern, als sie den kranken König pflegte, durfte aber aus protokollarischen Gründen nicht an der Trauerfeier für ihren Ehemann im Berliner Dom teilnehmen. Wegen der morganatischen Ehe rangierte sie im Protokoll noch hinter den jüngsten Prinzen und Prinzessinnen.

## Denkmäler

### Berlin

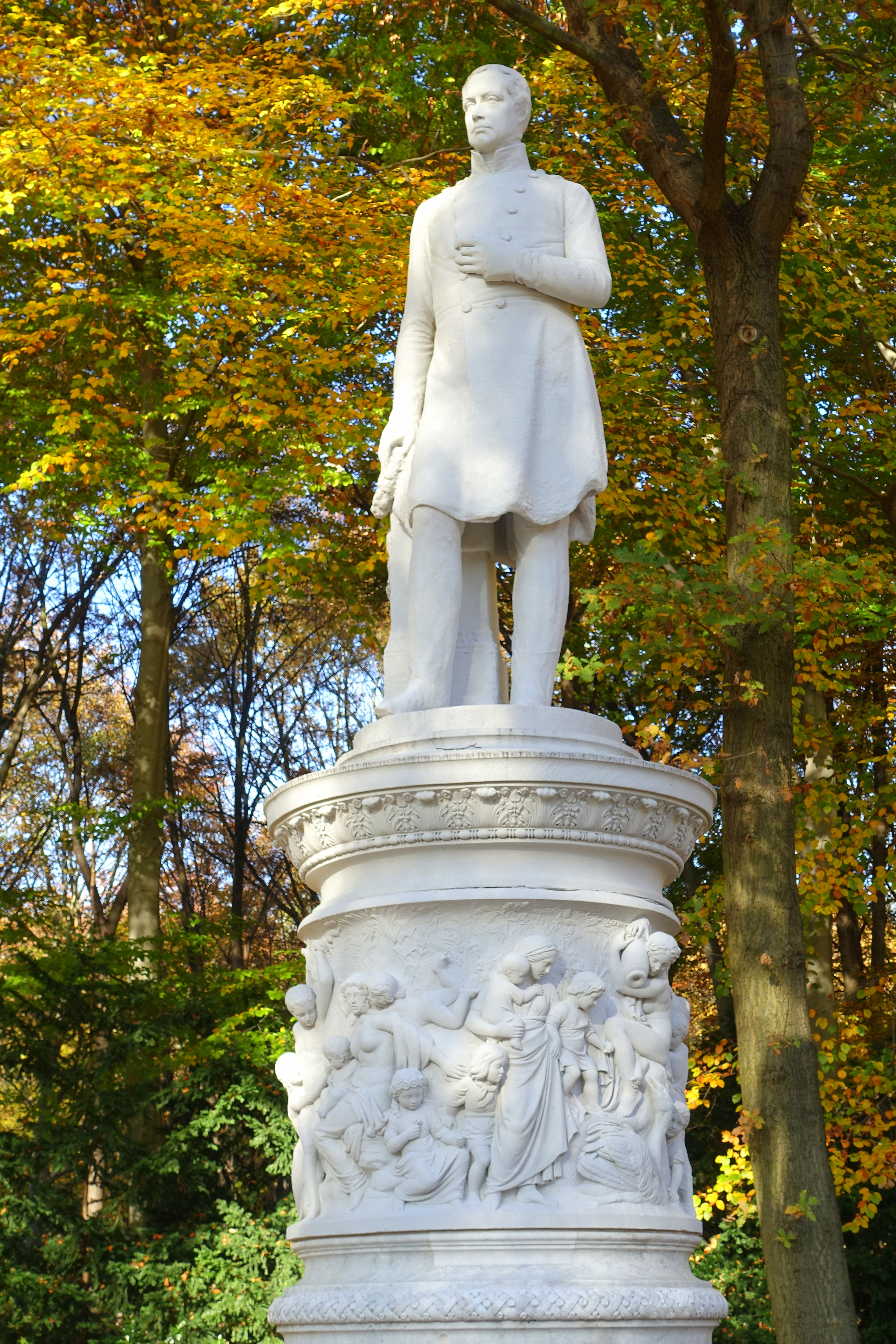
Standbild im Berliner Tiergarten

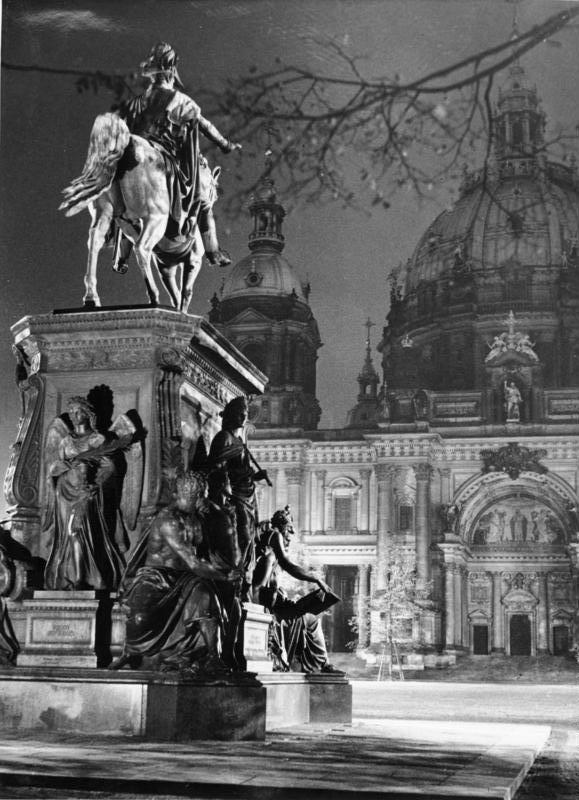
Reiterstandbild im Berliner Lustgarten, 1938

- Im südlichen Großen Tiergarten steht ganz in der Nähe des Denkmals der Königin Luise ein 6,50 Meter hohes Standbild des Königs, das der Bildhauer Friedrich Drake geschaffen hat. Es stellt Friedrich Wilhelm in einfacher Kleidung dar, die Inschrift lautet: Ihrem Könige Friedrich Wilhelm III. Die dankbaren Einwohner Berlins 1849. Das Denkmal entstand als Dank für die Verschönerung des Tiergartens, die vom König veranlasst worden war. Finanziert wurde es durch Spenden aus allen Teilen der Bevölkerung. Termin der Aufstellung war der 3. August 1849. Die Reliefs am Sockel versinnbildlichen einen Lobgesang auf den Tiergarten. Das Denkmal ist eine Kopie, das geschützte Original befindet sich seit Mai 2009 in der Zitadelle Spandau.
- In der Mitte des Lustgartens stand ein Reiterstandbild des Königs von Albert Wolff, enthüllt am 16. Juni 1871, dem Tag der Heimkehr der siegreichen Truppen aus dem Deutsch-Französischen Krieg. Es gehörte zu einem Ensemble der Reiterstandbilder von schließlich fünf Hohenzollern, die auf das Berliner Stadtschloss zu ritten. Das bei der Umgestaltung des Platzes 1936 an den westlichen Platzrand gerückte und im Zweiten Weltkrieg beschädigte Denkmal wurde nach 1945 als Buntmetallschrott eingeschmolzen.[96]
- Im Jahre 1886 wurde in der Herrscherhalle des Zeughauses ein 2,8 Meter hohes Bronzestandbild Friedrich Wilhelms von Emil Hundrieser aufgestellt. Zuerst 1944 auf die Plassenburg bei Kulmbach ausgelagert, befindet es sich seit 1960 mit den anderen Herrscherstatuen auf der Burg Hohenzollern bei Hechingen.[97]
- Für die Siegesallee schuf der Bildhauer Gustav Eberlein in der Denkmalgruppe 30 ein Marmorstandbild Friedrich Wilhelms III., enthüllt am 30. März 1901. Auf Wunsch Kaiser Wilhelms II., dem Auftraggeber der Monumentalallee, zeigte Eberlein den König nicht als den unglücklichen alten Mann, dessen Politik eher ungünstig in Erinnerung blieb, sondern in schlanker Offiziersgestalt als jungen König, der sich gerne in das fast bürgerliche Familienleben im Sommersitz Paretz zurückgezogen hatte.
Die politisch-militärische Dimension seiner Regierungszeit repräsentierten in der Denkmalgruppe die Nebenbüsten zu Gebhard Leberecht von Blücher und Heinrich Friedrich Karl Reichsfreiherr vom und zum Stein. Das Standbild Friedrich Wilhelms ist erhalten (die rechte Hand und der Stock fehlen) und ruht seit Mai 2009 gleichfalls in der Zitadelle Spandau.[98]
- Zugleich hatte Eberlein ein überlebensgroßes Marmorstandbild Friedrich Wilhelms für den zwischen 1892 und 1903 von Ernst von Ihne zum Hauptrepräsentationraum der preußischen Monarchie umgestalteten Weißen Saal des Berliner Schlosses geschaffen.[99] Zusammen mit den anderen acht Statuen fiel sie im Dezember 1950 der Sprengung des Schlosses zum Opfer.[100]

### Denkmäler an weiteren Orten
Wuppertal-Elberfeld
Bürger widmeten 1817 Friedrich Wilhelm als einem Befreier ihrer Stadt eine Säule der später Drei-Kaiser-Denkmal genannten Anlage, die 1894 auf die Hardt umgesetzt wurde.
Breslau
1861 wurde in der Nähe des Neuen Rathauses ein Reiterstandbild zu Ehren Friedrich Wilhelm III. aufgestellt. Es wurde im Jahr 1945 nach der Inbesitznahme Breslaus durch die Volksrepublik Polen zerstört.
Potsdam
1845 wurde in Potsdam auf dem Wilhelmsplatz (dem heutigen Platz der Einheit) ein aus Spenden von Potsdamer Bürgern finanziertes Bronzedenkmal des Berliner Bildhauers August Kiß eingeweiht. Es zeigte König Friedrich Wilhelm III. zu Fuß in Generalsuniform mit Mantel und unbedecktem Haupt. Wegen einer Fundamentabsenkung musste es 1928 aus der Mitte an die Südseite des Platzes verlegt werden. Das unbeschädigte Denkmal wurde 1945 nach Kriegsende demontiert und 1950 auf Anordnung der brandenburgischen Landesregierung als Buntmetallschrott zusammen mit anderen Potsdamer Bronzestandbildern eingeschmolzen.
Königsberg
Als Friedrich Wilhelm IV. mit Friedrich August Stüler ein Zentrum für Kunst und Wissenschaft in Königsberg plante, errichteten die dankbaren Preußen, die Stände der Provinz Preußen, im Jahre 1851 Friedrich Wilhelm III. bereits vor dem Neubau der Universität (1857–1862) ein bronzenes Reiterstandbild. Modelliert von August Kiß und gegossen aus erbeuteten französischen Geschützen, zeigte die fünf Meter hohe Figur den lorbeerbekränzten König im Purpurmantel. Sie erhob sich auf einem sechs Meter hohen Sockel, geschmückt mit sechs Frauenfiguren die Glauben, Tapferkeit, Gerechtigkeit, Liebe, Friede und Weisheit darstellten. Das Denkmal galt als das repräsentativste der Stadt. Im nunmehr sowjetischen Kaliningrad wurde es in den 1950er Jahren beseitigt und eingeschmolzen.
Kolberg
Die Bürger Kolbergs errichteten Friedrich Wilhelm, der die Stadt wegen ihres erfolgreichen Widerstands gegen die französische Belagerung im Jahre 1807 besonders gefördert hatte, 1860 vor dem Ehrenhof des Rathauses ein von Friedrich Drake geschaffenes Standbild. Es zeigte auf hohem Podest den barhäuptigen König, mit der Rechten seinen Hermelinmantel raffend, die Linke gestützt auf ein Schwert, in angedeuteter Schrittstellung. Das Denkmal wurde 1945 nach der Inbesitznahme Kolbergs durch Polen beseitigt.
Köln
Gustav Blaeser führte ein aus Bürgerspenden finanziertes Kolossaldenkmal für den Heumarkt in Köln aus, das 1878 eingeweiht wurde.
Nachdem das Denkmal im Zweiten Weltkrieg stark beschädigt worden war, blieb der Platz bis 1990 ohne Preußenkönig. Ein Teil-Nachguss mit Originalstücken schmückte anschließend den innerstädtischen Platz bis 2007. Durchgerostete Stellen mussten bearbeitet werden, um die Standfestigkeit zu sichern. Am 6. Oktober 2009 wurde das Reiterstandbild wieder auf den unverkleideten Sockel gehoben. Die Kosten von rund 200.000 Euro wurden hälftig von der Stadt und Spendern aufgebracht.
Merseburg
Reiterdenkmal im Schlosspark, Bronzeguss 1918, aufgestellt 1935, letztes Werk von Louis Tuaillon.

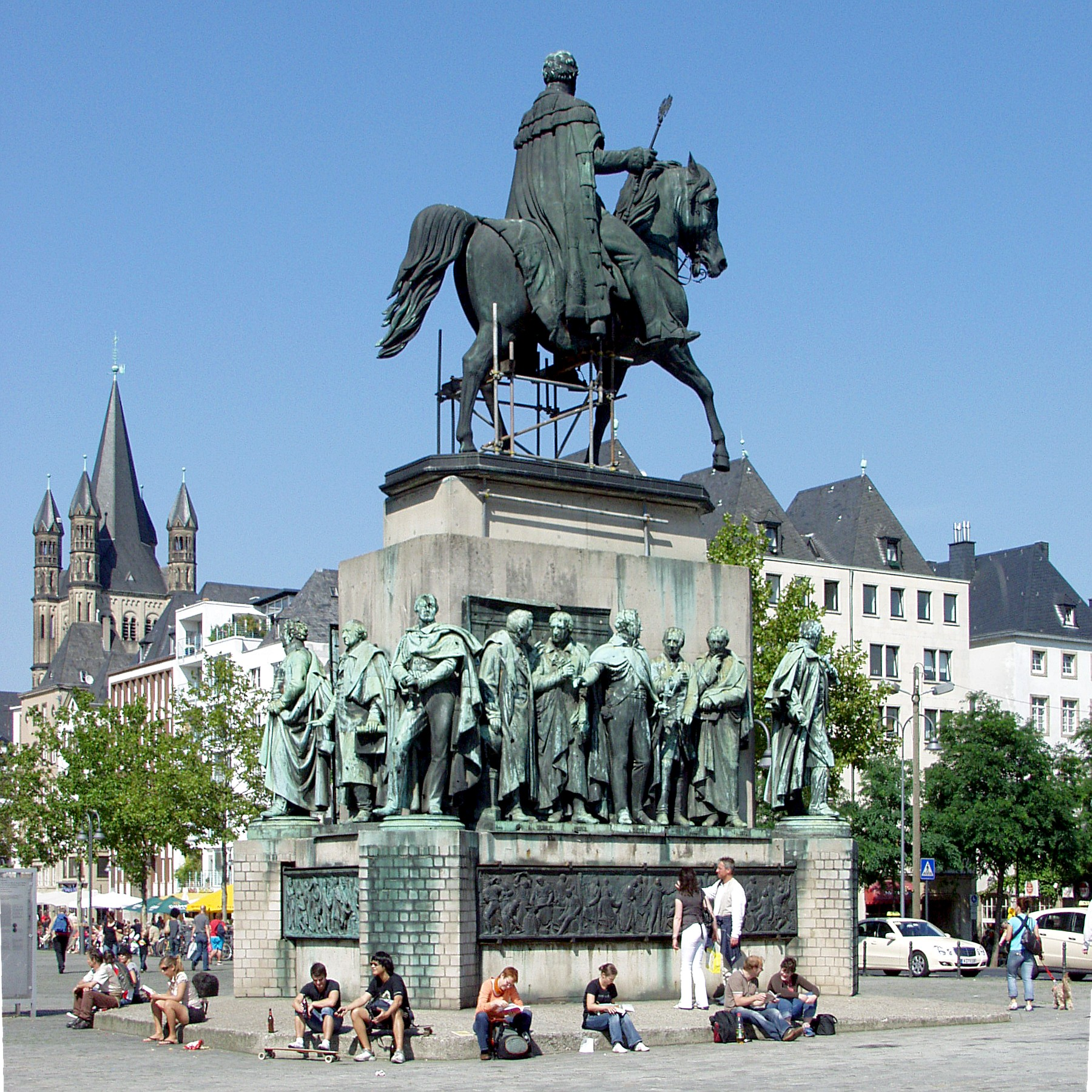
Reiterstandbild in Köln
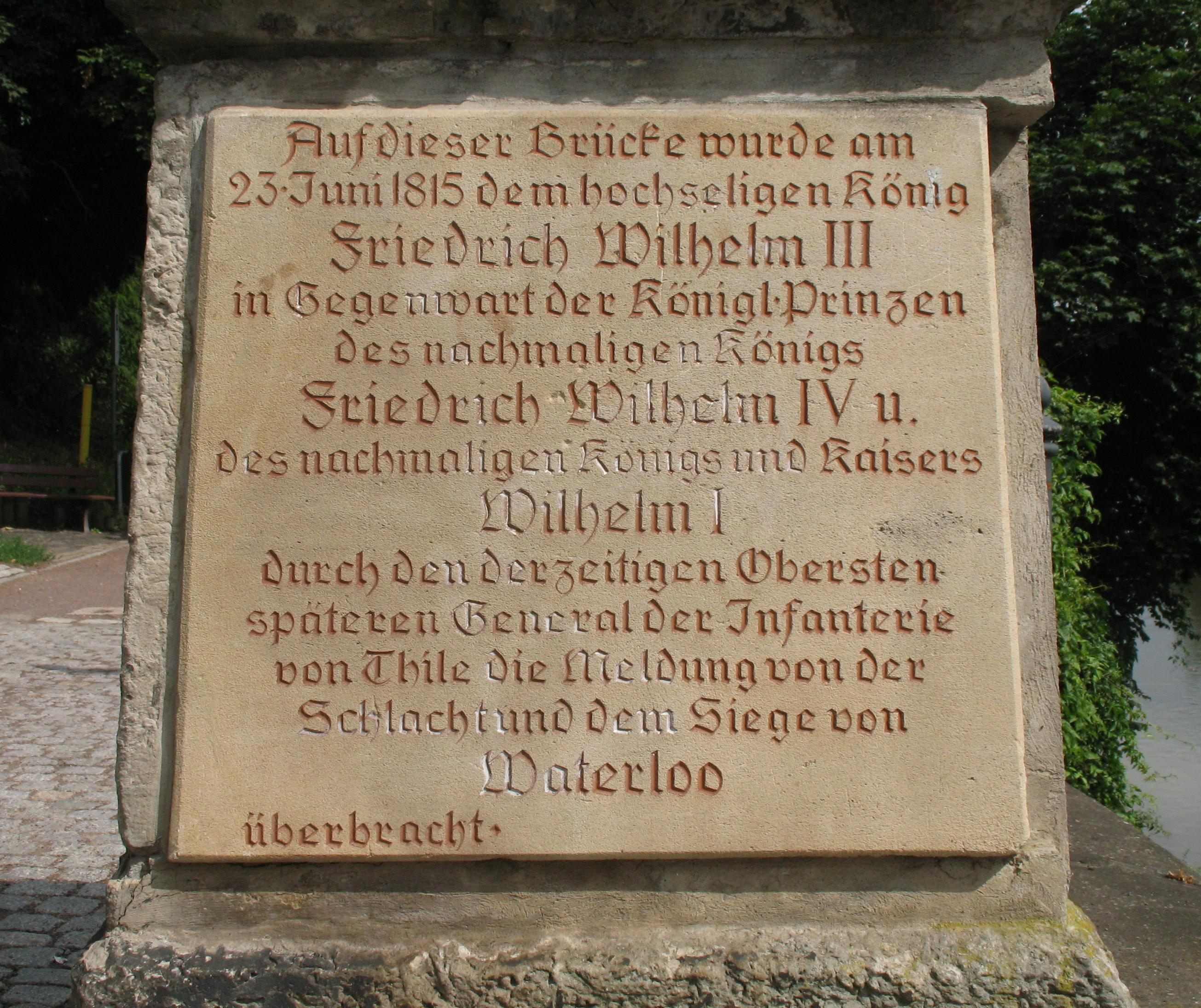
Waterloo-Gedenktafel in Merseburg
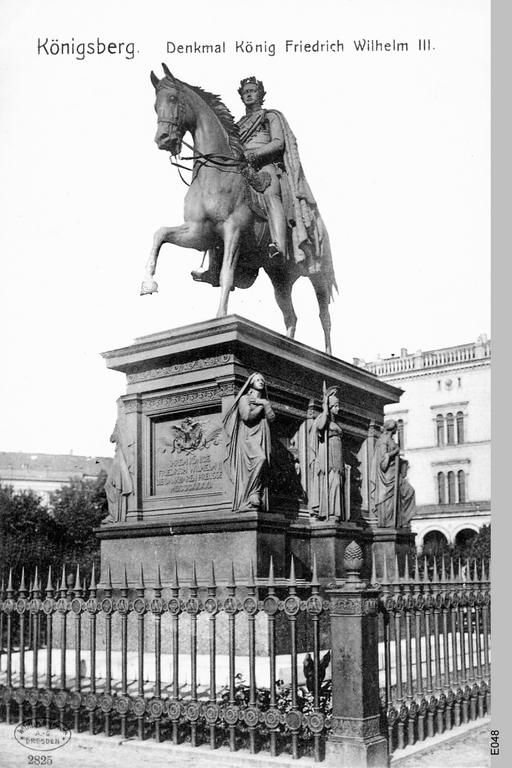
Reiterstandbild vor dem Universitätsgebäude in Königsberg, um 1920
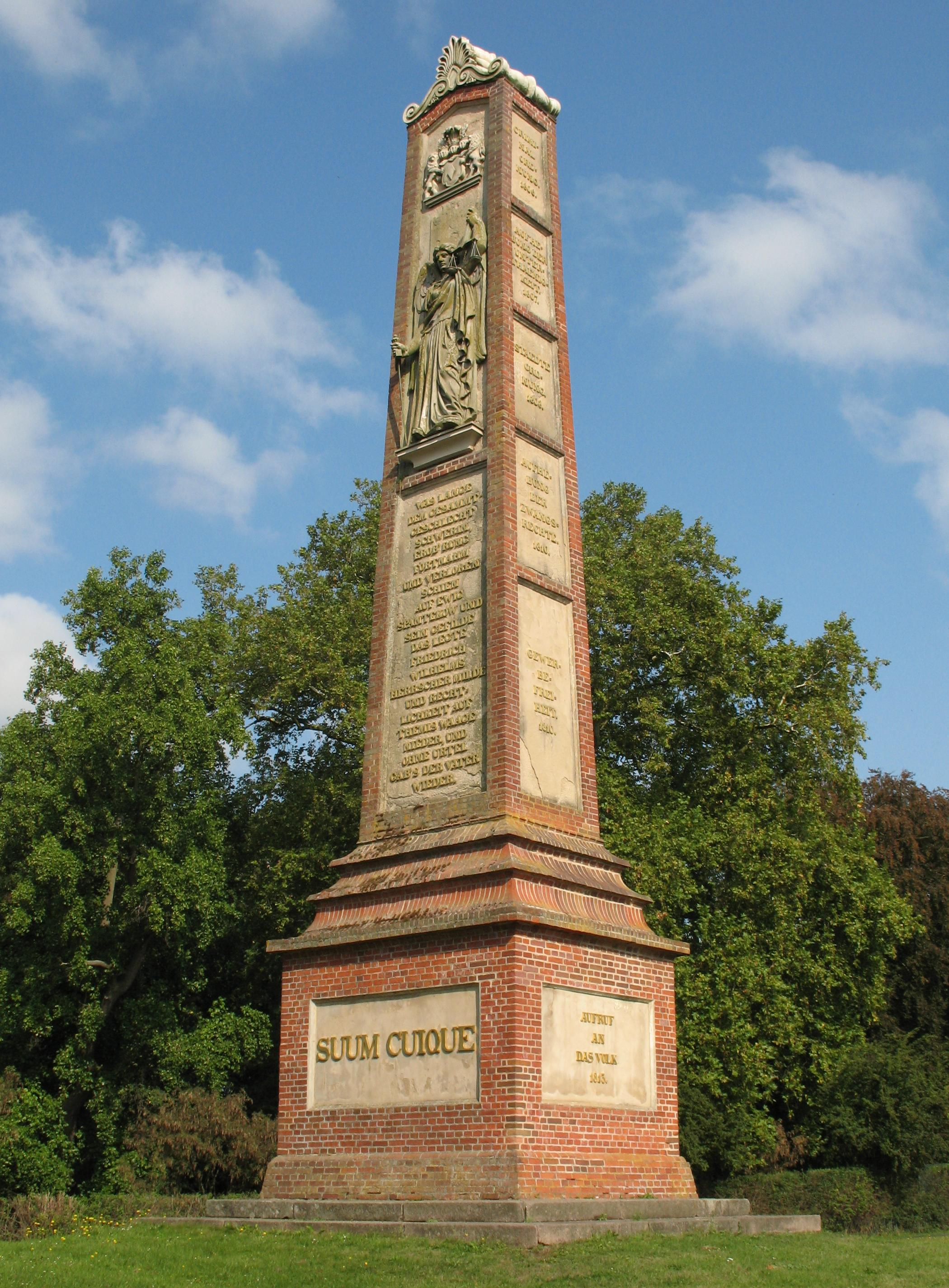
Königssäule in Wolfshagen
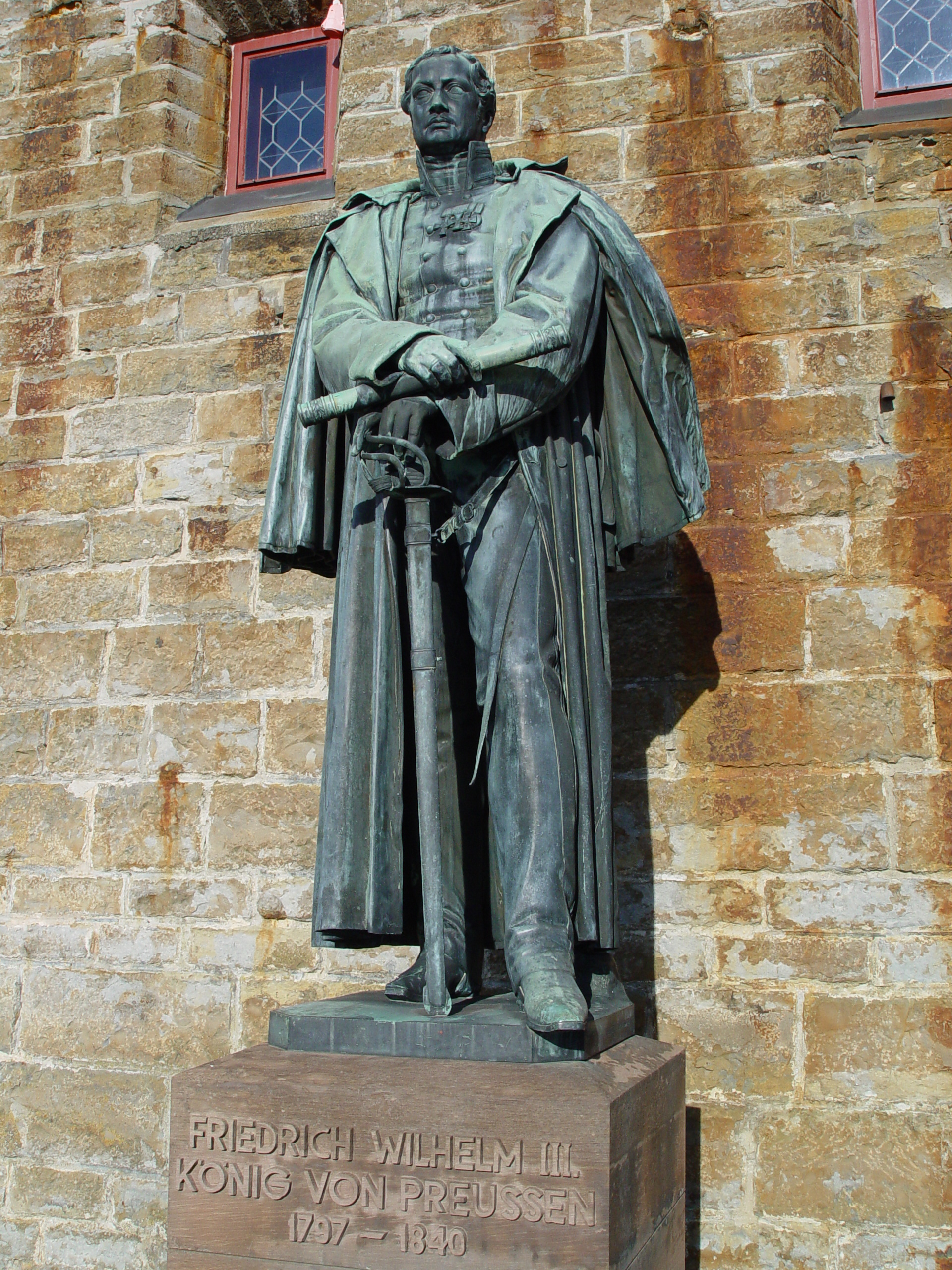
Statue, heute auf der Burg Hohenzollern

## Nachkommen

Kinder von König Friedrich Wilhelm III. und Königin Luise von Preußen (ca. 1803).
In der Mitte Friedrich Wilhelm IV. (1840–1861 König), rechts daneben Wilhelm I. (1861–1888 König und 1871–1888 Kaiser)

Alle Kinder stammen aus der ersten Ehe mit Luise von Mecklenburg-Strelitz (1776–1810).
- Totgeburt einer Tochter (*/† 1794)
- Friedrich Wilhelm IV. (1795–1861)

⚭ 1823 Prinzessin Elisabeth von Bayern
- Wilhelm I. (1797–1888)

⚭ 1829 Prinzessin Augusta von Sachsen-Weimar-Eisenach
- Charlotte (1798–1860)

⚭ 1817 Zar Nikolaus I.
- Friederike Auguste Caroline Amalie (1799–1800)
- Carl (1801–1883)

⚭ 1827 Prinzessin Marie von Sachsen-Weimar-Eisenach
- Alexandrine (1803–1892)

⚭ 1822 Großherzog Paul Friedrich zu Mecklenburg-Schwerin
- Ferdinand (1804–1806)
- Luise (1808–1870)

⚭ 1825 Prinz Friedrich, Prinz der Niederlande
- Albrecht (1809–1872)

⚭ 1830–1849 Prinzessin Marianne der Niederlande (1810–1883), eine Schwester von Friedrich, Prinz der Niederlande
⚭ 1853 Rosalie von Rauch, spätere Gräfin von Hohenau (1820–1879), Tochter des preußischen Kriegsministers und Generals der Infanterie Gustav von Rauch und dessen zweiter Ehefrau Rosalie, geborene von Holtzendorff
Die zweite Ehe mit Gräfin Auguste von Harrach (1800–1873), spätere Fürstin von Liegnitz, blieb kinderlos.

## Abstammung
| Friedrich I. (König in Preußen) ⚭ Sophie Charlotte | Friedrich I. (König in Preußen) ⚭ Sophie Charlotte | Friedrich I. (König in Preußen) ⚭ Sophie Charlotte | Friedrich I. (König in Preußen) ⚭ Sophie Charlotte | Friedrich I. (König in Preußen) ⚭ Sophie Charlotte | Friedrich I. (König in Preußen) ⚭ Sophie Charlotte |  |  | Georg I. (König von Großbritannien) ⚭ Sophie Dorothea | Georg I. (König von Großbritannien) ⚭ Sophie Dorothea | Georg I. (König von Großbritannien) ⚭ Sophie Dorothea | Georg I. (König von Großbritannien) ⚭ Sophie Dorothea | Georg I. (König von Großbritannien) ⚭ Sophie Dorothea | Georg I. (König von Großbritannien) ⚭ Sophie Dorothea |  |  | Ferdinand Albrecht I. (Herzog von Braunschweig-Wolfenbüttel-Bevern) ⚭ Christine | Ferdinand Albrecht I. (Herzog von Braunschweig-Wolfenbüttel-Bevern) ⚭ Christine | Ferdinand Albrecht I. (Herzog von Braunschweig-Wolfenbüttel-Bevern) ⚭ Christine | Ferdinand Albrecht I. (Herzog von Braunschweig-Wolfenbüttel-Bevern) ⚭ Christine | Ferdinand Albrecht I. (Herzog von Braunschweig-Wolfenbüttel-Bevern) ⚭ Christine | Ferdinand Albrecht I. (Herzog von Braunschweig-Wolfenbüttel-Bevern) ⚭ Christine |  |  | Ludwig Rudolf (Herzog von Braunschweig-Lüneburg) ⚭ Christine Luise | Ludwig Rudolf (Herzog von Braunschweig-Lüneburg) ⚭ Christine Luise | Ludwig Rudolf (Herzog von Braunschweig-Lüneburg) ⚭ Christine Luise | Ludwig Rudolf (Herzog von Braunschweig-Lüneburg) ⚭ Christine Luise | Ludwig Rudolf (Herzog von Braunschweig-Lüneburg) ⚭ Christine Luise | Ludwig Rudolf (Herzog von Braunschweig-Lüneburg) ⚭ Christine Luise |  |  | Ernst Ludwig (Landgraf von Hessen-Darmstadt) ⚭ Dorothea Charlotte | Ernst Ludwig (Landgraf von Hessen-Darmstadt) ⚭ Dorothea Charlotte | Ernst Ludwig (Landgraf von Hessen-Darmstadt) ⚭ Dorothea Charlotte | Ernst Ludwig (Landgraf von Hessen-Darmstadt) ⚭ Dorothea Charlotte | Ernst Ludwig (Landgraf von Hessen-Darmstadt) ⚭ Dorothea Charlotte | Ernst Ludwig (Landgraf von Hessen-Darmstadt) ⚭ Dorothea Charlotte |  |  | Johann Reinhard III. (Graf von Hanau-Lichtenberg) ⚭ Dorothea Friederike | Johann Reinhard III. (Graf von Hanau-Lichtenberg) ⚭ Dorothea Friederike | Johann Reinhard III. (Graf von Hanau-Lichtenberg) ⚭ Dorothea Friederike | Johann Reinhard III. (Graf von Hanau-Lichtenberg) ⚭ Dorothea Friederike | Johann Reinhard III. (Graf von Hanau-Lichtenberg) ⚭ Dorothea Friederike | Johann Reinhard III. (Graf von Hanau-Lichtenberg) ⚭ Dorothea Friederike |  |  | Christian II. (Pfalzgraf und Herzog von Pfalz-Zweibrücken-Birkenfeld) ⚭ Katharina Agathe | Christian II. (Pfalzgraf und Herzog von Pfalz-Zweibrücken-Birkenfeld) ⚭ Katharina Agathe | Christian II. (Pfalzgraf und Herzog von Pfalz-Zweibrücken-Birkenfeld) ⚭ Katharina Agathe | Christian II. (Pfalzgraf und Herzog von Pfalz-Zweibrücken-Birkenfeld) ⚭ Katharina Agathe | Christian II. (Pfalzgraf und Herzog von Pfalz-Zweibrücken-Birkenfeld) ⚭ Katharina Agathe | Christian II. (Pfalzgraf und Herzog von Pfalz-Zweibrücken-Birkenfeld) ⚭ Katharina Agathe |  |  | Ludwig Kraft (Graf von Saarbrücken und Saarwerden) ⚭ Philippine Henriette zu Hohenlohe-Langenburg | Ludwig Kraft (Graf von Saarbrücken und Saarwerden) ⚭ Philippine Henriette zu Hohenlohe-Langenburg | Ludwig Kraft (Graf von Saarbrücken und Saarwerden) ⚭ Philippine Henriette zu Hohenlohe-Langenburg | Ludwig Kraft (Graf von Saarbrücken und Saarwerden) ⚭ Philippine Henriette zu Hohenlohe-Langenburg | Ludwig Kraft (Graf von Saarbrücken und Saarwerden) ⚭ Philippine Henriette zu Hohenlohe-Langenburg | Ludwig Kraft (Graf von Saarbrücken und Saarwerden) ⚭ Philippine Henriette zu Hohenlohe-Langenburg |  |  |  |  |  |  |  |  |  |  |  |  |  |  |  |  |  |  |  |  |  |  |  |  |  |  |  |  |  |  |  |  |  |  |  |  |  |  |  |  |  |  |  |  |  |  |  |  |
| Friedrich I. (König in Preußen) ⚭ Sophie Charlotte | Friedrich I. (König in Preußen) ⚭ Sophie Charlotte | Friedrich I. (König in Preußen) ⚭ Sophie Charlotte | Friedrich I. (König in Preußen) ⚭ Sophie Charlotte | Friedrich I. (König in Preußen) ⚭ Sophie Charlotte | Friedrich I. (König in Preußen) ⚭ Sophie Charlotte |  |  | Georg I. (König von Großbritannien) ⚭ Sophie Dorothea | Georg I. (König von Großbritannien) ⚭ Sophie Dorothea | Georg I. (König von Großbritannien) ⚭ Sophie Dorothea | Georg I. (König von Großbritannien) ⚭ Sophie Dorothea | Georg I. (König von Großbritannien) ⚭ Sophie Dorothea | Georg I. (König von Großbritannien) ⚭ Sophie Dorothea |  |  | Ferdinand Albrecht I. (Herzog von Braunschweig-Wolfenbüttel-Bevern) ⚭ Christine | Ferdinand Albrecht I. (Herzog von Braunschweig-Wolfenbüttel-Bevern) ⚭ Christine | Ferdinand Albrecht I. (Herzog von Braunschweig-Wolfenbüttel-Bevern) ⚭ Christine | Ferdinand Albrecht I. (Herzog von Braunschweig-Wolfenbüttel-Bevern) ⚭ Christine | Ferdinand Albrecht I. (Herzog von Braunschweig-Wolfenbüttel-Bevern) ⚭ Christine | Ferdinand Albrecht I. (Herzog von Braunschweig-Wolfenbüttel-Bevern) ⚭ Christine |  |  | Ludwig Rudolf (Herzog von Braunschweig-Lüneburg) ⚭ Christine Luise | Ludwig Rudolf (Herzog von Braunschweig-Lüneburg) ⚭ Christine Luise | Ludwig Rudolf (Herzog von Braunschweig-Lüneburg) ⚭ Christine Luise | Ludwig Rudolf (Herzog von Braunschweig-Lüneburg) ⚭ Christine Luise | Ludwig Rudolf (Herzog von Braunschweig-Lüneburg) ⚭ Christine Luise | Ludwig Rudolf (Herzog von Braunschweig-Lüneburg) ⚭ Christine Luise |  |  | Ernst Ludwig (Landgraf von Hessen-Darmstadt) ⚭ Dorothea Charlotte | Ernst Ludwig (Landgraf von Hessen-Darmstadt) ⚭ Dorothea Charlotte | Ernst Ludwig (Landgraf von Hessen-Darmstadt) ⚭ Dorothea Charlotte | Ernst Ludwig (Landgraf von Hessen-Darmstadt) ⚭ Dorothea Charlotte | Ernst Ludwig (Landgraf von Hessen-Darmstadt) ⚭ Dorothea Charlotte | Ernst Ludwig (Landgraf von Hessen-Darmstadt) ⚭ Dorothea Charlotte |  |  | Johann Reinhard III. (Graf von Hanau-Lichtenberg) ⚭ Dorothea Friederike | Johann Reinhard III. (Graf von Hanau-Lichtenberg) ⚭ Dorothea Friederike | Johann Reinhard III. (Graf von Hanau-Lichtenberg) ⚭ Dorothea Friederike | Johann Reinhard III. (Graf von Hanau-Lichtenberg) ⚭ Dorothea Friederike | Johann Reinhard III. (Graf von Hanau-Lichtenberg) ⚭ Dorothea Friederike | Johann Reinhard III. (Graf von Hanau-Lichtenberg) ⚭ Dorothea Friederike |  |  | Christian II. (Pfalzgraf und Herzog von Pfalz-Zweibrücken-Birkenfeld) ⚭ Katharina Agathe | Christian II. (Pfalzgraf und Herzog von Pfalz-Zweibrücken-Birkenfeld) ⚭ Katharina Agathe | Christian II. (Pfalzgraf und Herzog von Pfalz-Zweibrücken-Birkenfeld) ⚭ Katharina Agathe | Christian II. (Pfalzgraf und Herzog von Pfalz-Zweibrücken-Birkenfeld) ⚭ Katharina Agathe | Christian II. (Pfalzgraf und Herzog von Pfalz-Zweibrücken-Birkenfeld) ⚭ Katharina Agathe | Christian II. (Pfalzgraf und Herzog von Pfalz-Zweibrücken-Birkenfeld) ⚭ Katharina Agathe |  |  | Ludwig Kraft (Graf von Saarbrücken und Saarwerden) ⚭ Philippine Henriette zu Hohenlohe-Langenburg | Ludwig Kraft (Graf von Saarbrücken und Saarwerden) ⚭ Philippine Henriette zu Hohenlohe-Langenburg | Ludwig Kraft (Graf von Saarbrücken und Saarwerden) ⚭ Philippine Henriette zu Hohenlohe-Langenburg | Ludwig Kraft (Graf von Saarbrücken und Saarwerden) ⚭ Philippine Henriette zu Hohenlohe-Langenburg | Ludwig Kraft (Graf von Saarbrücken und Saarwerden) ⚭ Philippine Henriette zu Hohenlohe-Langenburg | Ludwig Kraft (Graf von Saarbrücken und Saarwerden) ⚭ Philippine Henriette zu Hohenlohe-Langenburg |  |  |  |  |  |  |  |  |  |  |  |  |  |  |  |  |  |  |  |  |  |  |  |  |  |  |  |  |  |  |  |  |  |  |  |  |  |  |  |  |  |  |  |  |  |  |  |  |
| Friedrich Wilhelm I. (König in Preußen)            | Friedrich Wilhelm I. (König in Preußen)            | Friedrich Wilhelm I. (König in Preußen)            | Friedrich Wilhelm I. (König in Preußen)            | Friedrich Wilhelm I. (König in Preußen)            | Friedrich Wilhelm I. (König in Preußen)            |  |  | Sophie Dorothea                                       | Sophie Dorothea                                       | Sophie Dorothea                                       | Sophie Dorothea                                       | Sophie Dorothea                                       | Sophie Dorothea                                       |  |  | Ferdinand Albrecht II. (Herzog von Braunschweig-Wolfenbüttel)                   | Ferdinand Albrecht II. (Herzog von Braunschweig-Wolfenbüttel)                   | Ferdinand Albrecht II. (Herzog von Braunschweig-Wolfenbüttel)                   | Ferdinand Albrecht II. (Herzog von Braunschweig-Wolfenbüttel)                   | Ferdinand Albrecht II. (Herzog von Braunschweig-Wolfenbüttel)                   | Ferdinand Albrecht II. (Herzog von Braunschweig-Wolfenbüttel)                   |  |  | Antoinette Amalie                                                  | Antoinette Amalie                                                  | Antoinette Amalie                                                  | Antoinette Amalie                                                  | Antoinette Amalie                                                  | Antoinette Amalie                                                  |  |  | Ludwig VIII. (Landgraf von Hessen-Darmstadt)                      | Ludwig VIII. (Landgraf von Hessen-Darmstadt)                      | Ludwig VIII. (Landgraf von Hessen-Darmstadt)                      | Ludwig VIII. (Landgraf von Hessen-Darmstadt)                      | Ludwig VIII. (Landgraf von Hessen-Darmstadt)                      | Ludwig VIII. (Landgraf von Hessen-Darmstadt)                      |  |  | Charlotte                                                               | Charlotte                                                               | Charlotte                                                               | Charlotte                                                               | Charlotte                                                               | Charlotte                                                               |  |  | Christian III. (Herzog von Pfalz-Zweibrücken)                                            | Christian III. (Herzog von Pfalz-Zweibrücken)                                            | Christian III. (Herzog von Pfalz-Zweibrücken)                                            | Christian III. (Herzog von Pfalz-Zweibrücken)                                            | Christian III. (Herzog von Pfalz-Zweibrücken)                                            | Christian III. (Herzog von Pfalz-Zweibrücken)                                            |  |  | Karoline                                                                                          | Karoline                                                                                          | Karoline                                                                                          | Karoline                                                                                          | Karoline                                                                                          | Karoline                                                                                          |  |  |  |  |  |  |  |  |  |  |  |  |  |  |  |  |  |  |  |  |  |  |  |  |  |  |  |  |  |  |  |  |  |  |  |  |  |  |  |  |  |  |  |  |  |  |  |  |
| Friedrich Wilhelm I. (König in Preußen)            | Friedrich Wilhelm I. (König in Preußen)            | Friedrich Wilhelm I. (König in Preußen)            | Friedrich Wilhelm I. (König in Preußen)            | Friedrich Wilhelm I. (König in Preußen)            | Friedrich Wilhelm I. (König in Preußen)            |  |  | Sophie Dorothea                                       | Sophie Dorothea                                       | Sophie Dorothea                                       | Sophie Dorothea                                       | Sophie Dorothea                                       | Sophie Dorothea                                       |  |  | Ferdinand Albrecht II. (Herzog von Braunschweig-Wolfenbüttel)                   | Ferdinand Albrecht II. (Herzog von Braunschweig-Wolfenbüttel)                   | Ferdinand Albrecht II. (Herzog von Braunschweig-Wolfenbüttel)                   | Ferdinand Albrecht II. (Herzog von Braunschweig-Wolfenbüttel)                   | Ferdinand Albrecht II. (Herzog von Braunschweig-Wolfenbüttel)                   | Ferdinand Albrecht II. (Herzog von Braunschweig-Wolfenbüttel)                   |  |  | Antoinette Amalie                                                  | Antoinette Amalie                                                  | Antoinette Amalie                                                  | Antoinette Amalie                                                  | Antoinette Amalie                                                  | Antoinette Amalie                                                  |  |  | Ludwig VIII. (Landgraf von Hessen-Darmstadt)                      | Ludwig VIII. (Landgraf von Hessen-Darmstadt)                      | Ludwig VIII. (Landgraf von Hessen-Darmstadt)                      | Ludwig VIII. (Landgraf von Hessen-Darmstadt)                      | Ludwig VIII. (Landgraf von Hessen-Darmstadt)                      | Ludwig VIII. (Landgraf von Hessen-Darmstadt)                      |  |  | Charlotte                                                               | Charlotte                                                               | Charlotte                                                               | Charlotte                                                               | Charlotte                                                               | Charlotte                                                               |  |  | Christian III. (Herzog von Pfalz-Zweibrücken)                                            | Christian III. (Herzog von Pfalz-Zweibrücken)                                            | Christian III. (Herzog von Pfalz-Zweibrücken)                                            | Christian III. (Herzog von Pfalz-Zweibrücken)                                            | Christian III. (Herzog von Pfalz-Zweibrücken)                                            | Christian III. (Herzog von Pfalz-Zweibrücken)                                            |  |  | Karoline                                                                                          | Karoline                                                                                          | Karoline                                                                                          | Karoline                                                                                          | Karoline                                                                                          | Karoline                                                                                          |  |  |  |  |  |  |  |  |  |  |  |  |  |  |  |  |  |  |  |  |  |  |  |  |  |  |  |  |  |  |  |  |  |  |  |  |  |  |  |  |  |  |  |  |  |  |  |  |
|                                                    |                                                    |                                                    |                                                    |                                                    |                                                    |  |  |                                                       |                                                       |                                                       |                                                       |                                                       |                                                       |  |  |                                                                                 |                                                                                 |                                                                                 |                                                                                 |                                                                                 |                                                                                 |  |  |                                                                    |                                                                    |                                                                    |                                                                    |                                                                    |                                                                    |  |  |                                                                   |                                                                   |                                                                   |                                                                   |                                                                   |                                                                   |  |  |                                                                         |                                                                         |                                                                         |                                                                         |                                                                         |                                                                         |  |  |                                                                                          |                                                                                          |                                                                                          |                                                                                          |                                                                                          |                                                                                          |  |  |                                                                                                   |                                                                                                   |                                                                                                   |                                                                                                   |                                                                                                   |                                                                                                   |  |  |  |  |  |  |  |  |  |  |  |  |  |  |  |  |  |  |  |  |  |  |  |  |  |  |  |  |  |  |  |  |  |  |  |  |  |  |  |  |  |  |  |  |  |  |  |  |
|                                                    |                                                    |                                                    |                                                    |                                                    |                                                    |  |  |                                                       |                                                       |                                                       |                                                       |                                                       |                                                       |  |  |                                                                                 |                                                                                 |                                                                                 |                                                                                 |                                                                                 |                                                                                 |  |  |                                                                    |                                                                    |                                                                    |                                                                    |                                                                    |                                                                    |  |  |                                                                   |                                                                   |                                                                   |                                                                   |                                                                   |                                                                   |  |  |                                                                         |                                                                         |                                                                         |                                                                         |                                                                         |                                                                         |  |  |                                                                                          |                                                                                          |                                                                                          |                                                                                          |                                                                                          |                                                                                          |  |  |                                                                                                   |                                                                                                   |                                                                                                   |                                                                                                   |                                                                                                   |                                                                                                   |  |  |  |  |  |  |  |  |  |  |  |  |  |  |  |  |  |  |  |  |  |  |  |  |  |  |  |  |  |  |  |  |  |  |  |  |  |  |  |  |  |  |  |  |  |  |  |  |
| Friedrich II. (König von Preußen)                  | Friedrich II. (König von Preußen)                  | Friedrich II. (König von Preußen)                  | Friedrich II. (König von Preußen)                  | Friedrich II. (König von Preußen)                  | Friedrich II. (König von Preußen)                  |  |  | August Wilhelm (Prinz von Preußen)                    | August Wilhelm (Prinz von Preußen)                    | August Wilhelm (Prinz von Preußen)                    | August Wilhelm (Prinz von Preußen)                    | August Wilhelm (Prinz von Preußen)                    | August Wilhelm (Prinz von Preußen)                    |  |  | Luise Amalie (Prinzessin von Preußen)                                           | Luise Amalie (Prinzessin von Preußen)                                           | Luise Amalie (Prinzessin von Preußen)                                           | Luise Amalie (Prinzessin von Preußen)                                           | Luise Amalie (Prinzessin von Preußen)                                           | Luise Amalie (Prinzessin von Preußen)                                           |  |  |                                                                    |                                                                    |                                                                    |                                                                    |                                                                    |                                                                    |  |  |                                                                   |                                                                   |                                                                   |                                                                   |                                                                   |                                                                   |  |  | Ludwig IX. (Landgraf von Hessen-Darmstadt)                              | Ludwig IX. (Landgraf von Hessen-Darmstadt)                              | Ludwig IX. (Landgraf von Hessen-Darmstadt)                              | Ludwig IX. (Landgraf von Hessen-Darmstadt)                              | Ludwig IX. (Landgraf von Hessen-Darmstadt)                              | Ludwig IX. (Landgraf von Hessen-Darmstadt)                              |  |  | Karoline (Landgräfin von Hessen-Darmstadt)                                               | Karoline (Landgräfin von Hessen-Darmstadt)                                               | Karoline (Landgräfin von Hessen-Darmstadt)                                               | Karoline (Landgräfin von Hessen-Darmstadt)                                               | Karoline (Landgräfin von Hessen-Darmstadt)                                               | Karoline (Landgräfin von Hessen-Darmstadt)                                               |  |  |                                                                                                   |                                                                                                   |                                                                                                   |                                                                                                   |                                                                                                   |                                                                                                   |  |  |  |  |  |  |  |  |  |  |  |  |  |  |  |  |  |  |  |  |  |  |  |  |  |  |  |  |  |  |  |  |  |  |  |  |  |  |  |  |  |  |  |  |  |  |  |  |
| Friedrich II. (König von Preußen)                  | Friedrich II. (König von Preußen)                  | Friedrich II. (König von Preußen)                  | Friedrich II. (König von Preußen)                  | Friedrich II. (König von Preußen)                  | Friedrich II. (König von Preußen)                  |  |  | August Wilhelm (Prinz von Preußen)                    | August Wilhelm (Prinz von Preußen)                    | August Wilhelm (Prinz von Preußen)                    | August Wilhelm (Prinz von Preußen)                    | August Wilhelm (Prinz von Preußen)                    | August Wilhelm (Prinz von Preußen)                    |  |  | Luise Amalie (Prinzessin von Preußen)                                           | Luise Amalie (Prinzessin von Preußen)                                           | Luise Amalie (Prinzessin von Preußen)                                           | Luise Amalie (Prinzessin von Preußen)                                           | Luise Amalie (Prinzessin von Preußen)                                           | Luise Amalie (Prinzessin von Preußen)                                           |  |  |                                                                    |                                                                    |                                                                    |                                                                    |                                                                    |                                                                    |  |  |                                                                   |                                                                   |                                                                   |                                                                   |                                                                   |                                                                   |  |  | Ludwig IX. (Landgraf von Hessen-Darmstadt)                              | Ludwig IX. (Landgraf von Hessen-Darmstadt)                              | Ludwig IX. (Landgraf von Hessen-Darmstadt)                              | Ludwig IX. (Landgraf von Hessen-Darmstadt)                              | Ludwig IX. (Landgraf von Hessen-Darmstadt)                              | Ludwig IX. (Landgraf von Hessen-Darmstadt)                              |  |  | Karoline (Landgräfin von Hessen-Darmstadt)                                               | Karoline (Landgräfin von Hessen-Darmstadt)                                               | Karoline (Landgräfin von Hessen-Darmstadt)                                               | Karoline (Landgräfin von Hessen-Darmstadt)                                               | Karoline (Landgräfin von Hessen-Darmstadt)                                               | Karoline (Landgräfin von Hessen-Darmstadt)                                               |  |  |                                                                                                   |                                                                                                   |                                                                                                   |                                                                                                   |                                                                                                   |                                                                                                   |  |  |  |  |  |  |  |  |  |  |  |  |  |  |  |  |  |  |  |  |  |  |  |  |  |  |  |  |  |  |  |  |  |  |  |  |  |  |  |  |  |  |  |  |  |  |  |  |
|                                                    |                                                    |                                                    |                                                    |                                                    |                                                    |  |  |                                                       |                                                       |                                                       |                                                       |                                                       |                                                       |  |  |                                                                                 |                                                                                 |                                                                                 |                                                                                 |                                                                                 |                                                                                 |  |  |                                                                    |                                                                    |                                                                    |                                                                    |                                                                    |                                                                    |  |  |                                                                   |                                                                   |                                                                   |                                                                   |                                                                   |                                                                   |  |  |                                                                         |                                                                         |                                                                         |                                                                         |                                                                         |                                                                         |  |  |                                                                                          |                                                                                          |                                                                                          |                                                                                          |                                                                                          |                                                                                          |  |  |                                                                                                   |                                                                                                   |                                                                                                   |                                                                                                   |                                                                                                   |                                                                                                   |  |  |  |  |  |  |  |  |  |  |  |  |  |  |  |  |  |  |  |  |  |  |  |  |  |  |  |  |  |  |  |  |  |  |  |  |  |  |  |  |  |  |  |  |  |  |  |  |
|                                                    |                                                    |                                                    |                                                    |                                                    |                                                    |  |  |                                                       |                                                       |                                                       |                                                       |                                                       |                                                       |  |  |                                                                                 |                                                                                 |                                                                                 |                                                                                 |                                                                                 |                                                                                 |  |  |                                                                    |                                                                    |                                                                    |                                                                    |                                                                    |                                                                    |  |  |                                                                   |                                                                   |                                                                   |                                                                   |                                                                   |                                                                   |  |  |                                                                         |                                                                         |                                                                         |                                                                         |                                                                         |                                                                         |  |  |                                                                                          |                                                                                          |                                                                                          |                                                                                          |                                                                                          |                                                                                          |  |  |                                                                                                   |                                                                                                   |                                                                                                   |                                                                                                   |                                                                                                   |                                                                                                   |  |  |  |  |  |  |  |  |  |  |  |  |  |  |  |  |  |  |  |  |  |  |  |  |  |  |  |  |  |  |  |  |  |  |  |  |  |  |  |  |  |  |  |  |  |  |  |  |
|                                                    |                                                    |                                                    |                                                    |                                                    |                                                    |  |  | Wilhelmine (Erbstatthalterin der Niederlande)         | Wilhelmine (Erbstatthalterin der Niederlande)         | Wilhelmine (Erbstatthalterin der Niederlande)         | Wilhelmine (Erbstatthalterin der Niederlande)         | Wilhelmine (Erbstatthalterin der Niederlande)         | Wilhelmine (Erbstatthalterin der Niederlande)         |  |  | Heinrich (preußischer Offizier)                                                 | Heinrich (preußischer Offizier)                                                 | Heinrich (preußischer Offizier)                                                 | Heinrich (preußischer Offizier)                                                 | Heinrich (preußischer Offizier)                                                 | Heinrich (preußischer Offizier)                                                 |  |  | Friedrich Wilhelm II. (König von Preußen)                          | Friedrich Wilhelm II. (König von Preußen)                          | Friedrich Wilhelm II. (König von Preußen)                          | Friedrich Wilhelm II. (König von Preußen)                          | Friedrich Wilhelm II. (König von Preußen)                          | Friedrich Wilhelm II. (König von Preußen)                          |  |  | Friederike Luise (Königin von Preußen)                            | Friederike Luise (Königin von Preußen)                            | Friederike Luise (Königin von Preußen)                            | Friederike Luise (Königin von Preußen)                            | Friederike Luise (Königin von Preußen)                            | Friederike Luise (Königin von Preußen)                            |  |  |                                                                         |                                                                         |                                                                         |                                                                         |                                                                         |                                                                         |  |  |                                                                                          |                                                                                          |                                                                                          |                                                                                          |                                                                                          |                                                                                          |  |  |                                                                                                   |                                                                                                   |                                                                                                   |                                                                                                   |                                                                                                   |                                                                                                   |  |  |  |  |  |  |  |  |  |  |  |  |  |  |  |  |  |  |  |  |  |  |  |  |  |  |  |  |  |  |  |  |  |  |  |  |  |  |  |  |  |  |  |  |  |  |  |  |
|                                                    |                                                    |                                                    |                                                    |                                                    |                                                    |  |  | Wilhelmine (Erbstatthalterin der Niederlande)         | Wilhelmine (Erbstatthalterin der Niederlande)         | Wilhelmine (Erbstatthalterin der Niederlande)         | Wilhelmine (Erbstatthalterin der Niederlande)         | Wilhelmine (Erbstatthalterin der Niederlande)         | Wilhelmine (Erbstatthalterin der Niederlande)         |  |  | Heinrich (preußischer Offizier)                                                 | Heinrich (preußischer Offizier)                                                 | Heinrich (preußischer Offizier)                                                 | Heinrich (preußischer Offizier)                                                 | Heinrich (preußischer Offizier)                                                 | Heinrich (preußischer Offizier)                                                 |  |  | Friedrich Wilhelm II. (König von Preußen)                          | Friedrich Wilhelm II. (König von Preußen)                          | Friedrich Wilhelm II. (König von Preußen)                          | Friedrich Wilhelm II. (König von Preußen)                          | Friedrich Wilhelm II. (König von Preußen)                          | Friedrich Wilhelm II. (König von Preußen)                          |  |  | Friederike Luise (Königin von Preußen)                            | Friederike Luise (Königin von Preußen)                            | Friederike Luise (Königin von Preußen)                            | Friederike Luise (Königin von Preußen)                            | Friederike Luise (Königin von Preußen)                            | Friederike Luise (Königin von Preußen)                            |  |  |                                                                         |                                                                         |                                                                         |                                                                         |                                                                         |                                                                         |  |  |                                                                                          |                                                                                          |                                                                                          |                                                                                          |                                                                                          |                                                                                          |  |  |                                                                                                   |                                                                                                   |                                                                                                   |                                                                                                   |                                                                                                   |                                                                                                   |  |  |  |  |  |  |  |  |  |  |  |  |  |  |  |  |  |  |  |  |  |  |  |  |  |  |  |  |  |  |  |  |  |  |  |  |  |  |  |  |  |  |  |  |  |  |  |  |
|                                                    |                                                    |                                                    |                                                    |                                                    |                                                    |  |  |                                                       |                                                       |                                                       |                                                       |                                                       |                                                       |  |  |                                                                                 |                                                                                 |                                                                                 |                                                                                 |                                                                                 |                                                                                 |  |  |                                                                    |                                                                    |                                                                    |                                                                    |                                                                    |                                                                    |  |  |                                                                   |                                                                   |                                                                   |                                                                   |                                                                   |                                                                   |  |  |                                                                         |                                                                         |                                                                         |                                                                         |                                                                         |                                                                         |  |  |                                                                                          |                                                                                          |                                                                                          |                                                                                          |                                                                                          |                                                                                          |  |  |                                                                                                   |                                                                                                   |                                                                                                   |                                                                                                   |                                                                                                   |                                                                                                   |  |  |  |  |  |  |  |  |  |  |  |  |  |  |  |  |  |  |  |  |  |  |  |  |  |  |  |  |  |  |  |  |  |  |  |  |  |  |  |  |  |  |  |  |  |  |  |  |
|                                                    |                                                    |                                                    |                                                    |                                                    |                                                    |  |  |                                                       |                                                       |                                                       |                                                       |                                                       |                                                       |  |  |                                                                                 |                                                                                 |                                                                                 |                                                                                 |                                                                                 |                                                                                 |  |  |                                                                    |                                                                    |                                                                    |                                                                    |                                                                    |                                                                    |  |  |                                                                   |                                                                   |                                                                   |                                                                   |                                                                   |                                                                   |  |  |                                                                         |                                                                         |                                                                         |                                                                         |                                                                         |                                                                         |  |  |                                                                                          |                                                                                          |                                                                                          |                                                                                          |                                                                                          |                                                                                          |  |  |                                                                                                   |                                                                                                   |                                                                                                   |                                                                                                   |                                                                                                   |                                                                                                   |  |  |  |  |  |  |  |  |  |  |  |  |  |  |  |  |  |  |  |  |  |  |  |  |  |  |  |  |  |  |  |  |  |  |  |  |  |  |  |  |  |  |  |  |  |  |  |  |
|                                                    |                                                    |                                                    |                                                    |                                                    |                                                    |  |  | Friedrich Wilhelm III. (König von Preußen)            | Friedrich Wilhelm III. (König von Preußen)            | Friedrich Wilhelm III. (König von Preußen)            | Friedrich Wilhelm III. (König von Preußen)            | Friedrich Wilhelm III. (König von Preußen)            | Friedrich Wilhelm III. (König von Preußen)            |  |  | Ludwig (preußischer Generalmajor)                                               | Ludwig (preußischer Generalmajor)                                               | Ludwig (preußischer Generalmajor)                                               | Ludwig (preußischer Generalmajor)                                               | Ludwig (preußischer Generalmajor)                                               | Ludwig (preußischer Generalmajor)                                               |  |  | Wilhelmine (Königin der Niederlande)                               | Wilhelmine (Königin der Niederlande)                               | Wilhelmine (Königin der Niederlande)                               | Wilhelmine (Königin der Niederlande)                               | Wilhelmine (Königin der Niederlande)                               | Wilhelmine (Königin der Niederlande)                               |  |  | Auguste (Kurfürstin von Hessen)                                   | Auguste (Kurfürstin von Hessen)                                   | Auguste (Kurfürstin von Hessen)                                   | Auguste (Kurfürstin von Hessen)                                   | Auguste (Kurfürstin von Hessen)                                   | Auguste (Kurfürstin von Hessen)                                   |  |  | Heinrich                                                                | Heinrich                                                                | Heinrich                                                                | Heinrich                                                                | Heinrich                                                                | Heinrich                                                                |  |  | Wilhelm (Generalgouverneur der Rheinprovinz und Westfalens)                              | Wilhelm (Generalgouverneur der Rheinprovinz und Westfalens)                              | Wilhelm (Generalgouverneur der Rheinprovinz und Westfalens)                              | Wilhelm (Generalgouverneur der Rheinprovinz und Westfalens)                              | Wilhelm (Generalgouverneur der Rheinprovinz und Westfalens)                              | Wilhelm (Generalgouverneur der Rheinprovinz und Westfalens)                              |  |  |                                                                                                   |                                                                                                   |                                                                                                   |                                                                                                   |                                                                                                   |                                                                                                   |  |  |  |  |  |  |  |  |  |  |  |  |  |  |  |  |  |  |  |  |  |  |  |  |  |  |  |  |  |  |  |  |  |  |  |  |  |  |  |  |  |  |  |  |  |  |  |  |

## Schriften
- Grundsteuer-Gesetz für die westlichen Provinzen vom 21. Januar 1839, nebst den bezüglichen gesetzlichen Bestimmungen. Regensberg, Münster 1839 Digitalisat

## Sonstiges
- Friedrich Wilhelm III. stiftete am 10. März (Geburtstag seiner Frau Luise) 1813 das Eiserne Kreuz, den ersten Orden, den nicht nur Offiziere erhalten konnten. Obwohl die auf den Geburtstag Königin Luises (rück)datierte Stiftungsurkunde ausdrücklich die einmalige und ausschließliche Verleihung für die Befreiungskriege vorsieht, wurde es in späteren Kriegen immer wieder neu aufgelegt.
- Er führte das „Eichenlaub“ zum Orden Pour le Mérite ein. Das L auf der Blattader steht für seine verstorbene Frau Luise, die Blattenden stehen für seine zu dieser Zeit nur noch sieben lebenden Kinder.
- Ihm ist die 9. Sinfonie Beethovens gewidmet.
- Für ein Te deum des Münsteraner Komponisten Maximilian-Friedrich von Droste zu Hülshoff, das 1815 anlässlich einer Huldigungsfeier aufgeführt worden war, bedankte er sich mit einem handschriftlichen Brief und einer Medaille.
- Er komponierte in seiner Freizeit viel Militärmusik, darunter den noch heute häufig gespielten Präsentiermarsch sowie den Marsch Bataillon Garde.
- Nach Friedrich Wilhelm III. ist 1834 durch Johann Georg Christian Lehmann eine Art der Brotpalmfarne (Encephalartos friderici-guilielmi) benannt worden; eine Art, die in Südafrika vorkommt. Auch die Pflanzengattungen Fridericia Mart. aus der Familie der Bignoniaceae und Zollernia Wied-Neuw. & Nees aus der Familie der Hülsenfrüchtler (Fabaceae) sind nach ihm benannt.[104]